# Skylab
Pour l’article homonyme, voir Le Skylab pour le film de Julie Delpy.
Skylab (abréviation de Sky Laboratory, « Laboratoire du ciel » en français) est la première station spatiale lancée par l'agence spatiale américaine, la NASA. Elle est développée dans le cadre du Programme des applications Apollo mis en place en 1965 pour donner une suite au programme Apollo. Le projet est lancé dans un contexte de réduction budgétaire des dépenses spatiales américaines et l'architecture retenue repose essentiellement sur la réutilisation de composants existants. La station spatiale est un ensemble long de 35 mètres et d'une masse de 90 tonnes dont le module principal est réalisé à partir du troisième étage de la fusée lunaire géante Saturn V.

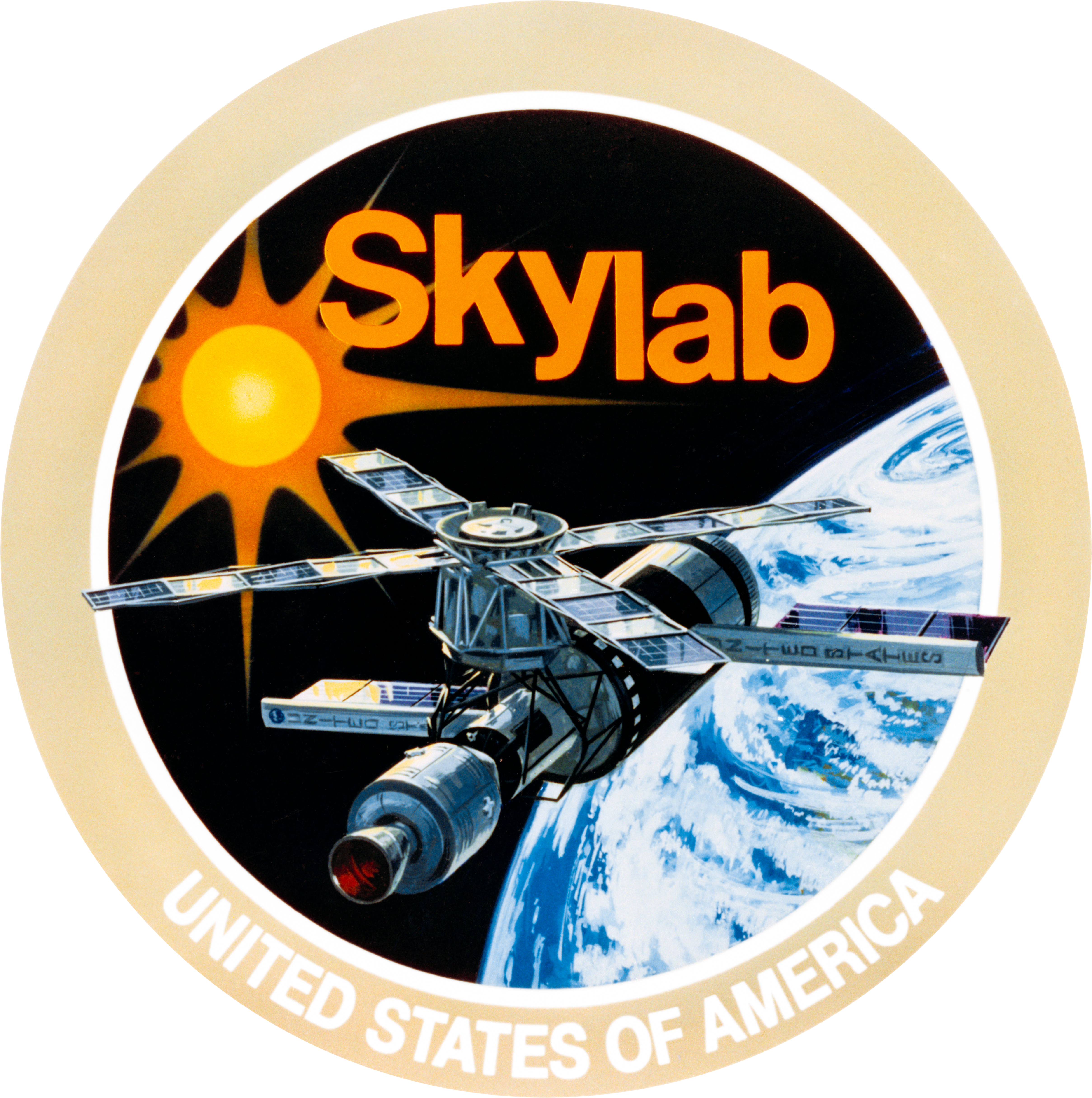
Insigne du programme Skylab.

Skylab est mise en orbite le 14 mai 1973. Au cours de son lancement, la station perd une partie de son revêtement thermique et un de ses panneaux solaires. Le premier équipage, qui la rejoint quelques jours plus tard, doit d'abord restaurer son habitabilité. Trois équipages y séjournent entre 1973 et 1974, dont le dernier, durant près de 84 jours, établit un nouveau record. Les astronautes réalisent à bord de nombreuses observations scientifiques, en particulier l'observation du Soleil grâce à une batterie d'instruments et l'étude de l'adaptation de l'homme à l'espace. À l'issue de ces missions et faute de lanceurs disponibles et de budget, la station est mise en sommeil en attendant la mise au point de la Navette spatiale américaine en cours de développement. Mais le planning de ce projet prend du retard et l'intensité inattendue de l'activité solaire dégrade plus rapidement que prévu l'orbite de la station spatiale, qui se désintègre en entrant dans l'atmosphère le 11 juillet 1979.

## Contexte

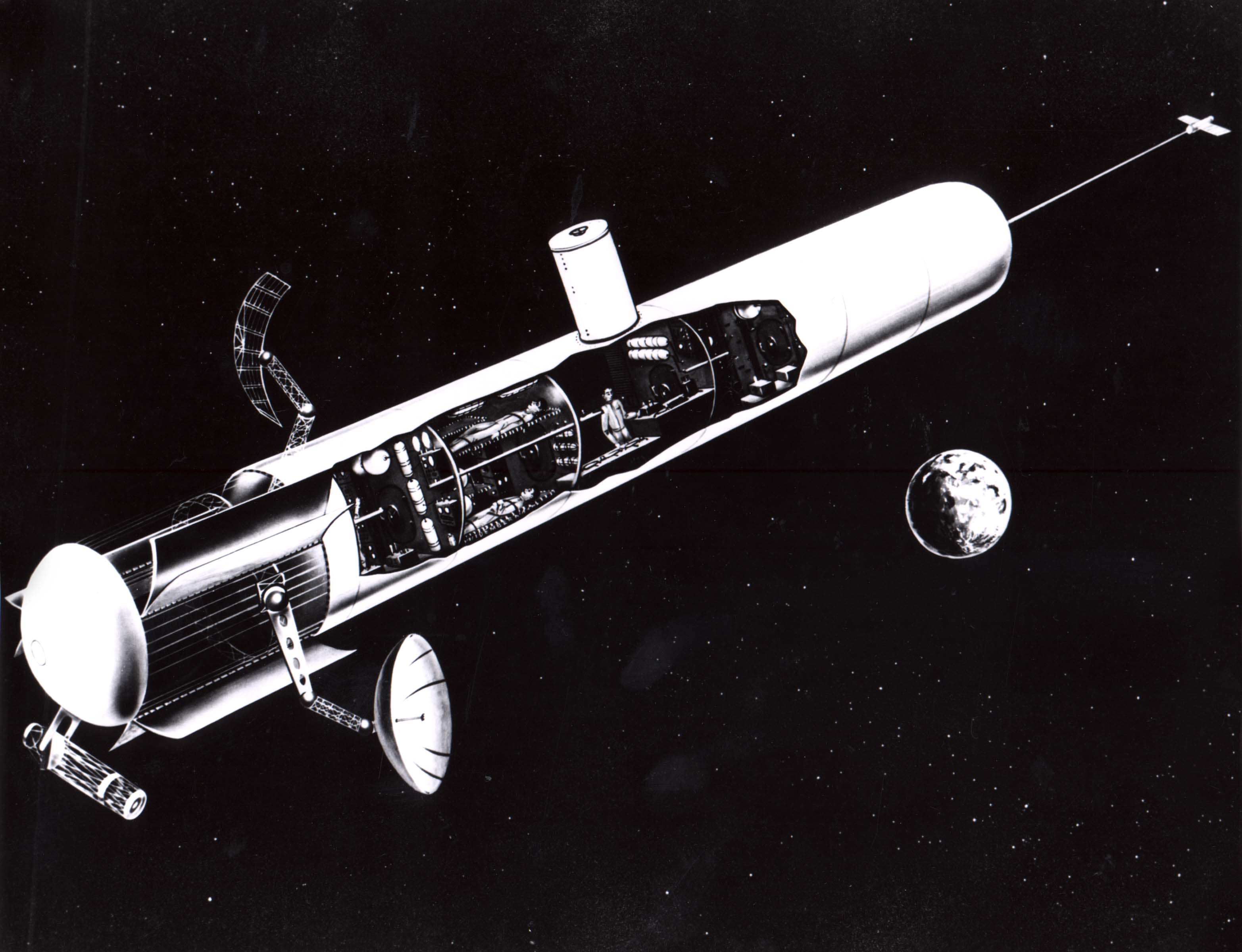
Station spatiale scientifique telle que la concevait la NASA en 1959.

### Programme lunaire prioritaire
Au début des années 1960 pour de nombreux ingénieurs de la NASA, le lancement d'une station spatiale est l'étape qui doit suivre logiquement celle des premiers vols spatiaux habités avant l'envoi de missions vers d'autres corps célestes. À l'époque il n'existe pas de fusée suffisamment puissante pour lancer un vaisseau habité vers la Lune. Selon ses promoteurs la station spatiale doit servir à étudier l'aptitude de l'homme à survivre à des séjours prolongés en apesanteur et permettre de mener des recherches scientifiques qui ne peuvent être réalisées que dans l'espace. Le 25 mai 1961, le président John Kennedy choisit pour des raisons politiques de fixer comme objectif au programme spatial américain l'envoi d'un homme sur la Lune avant la fin de la décennie. Le programme Apollo, qui résulte de cette décision, mobilise toutes les ressources de la NASA. Le choix, fin 1962, d'un rendez-vous en orbite lunaire reporte le projet d'une station spatiale devenue inutile pour atteindre l'objectif lunaire,.

### Étude de stations petites et grandes
Entre 1963 et 1965, différentes études de station spatiale sont néanmoins réalisées généralement à l'initiative du Centre spatial Lyndon B. Johnson (MSC) à Houston qui, au sein de la NASA, est responsable des vols habités. Le dimensionnement des stations spatiales étudiées par l'agence américaine varie beaucoup d'une étude à l'autre. North American étudie ainsi à la demande du MSC une petite station spatiale reposant sur l'utilisation d'un vaisseau Apollo vidé d'une partie de ses équipements lunaires et éventuellement accouplé avec un module pressurisé le tout étant lancé par une fusée Saturn IB. Un projet plus ambitieux étudié également par le MSC consiste en un module cylindrique long de 7 mètres et de 4 mètres de diamètre complètement autonome lancé par une fusée Titan et desservi par des vaisseaux Gemini. Le centre spatial de Houston a toutefois une préférence pour les projets de station plus ambitieux. À sa demande, deux industriels déjà fortement impliqués dans le programme spatial réalisent une étude d'une station pouvant être lancée par des fusées Saturn V. Le cahier des charges précise que la station comporte un équipage de 24 personnes et dispose d'un hangar pouvant accueillir un vaisseau capable de transporter 12 personnes. La solution proposée par Lockheed a la préférence des ingénieurs de la NASA car elle dispose de la gravité artificielle qui leur semble indispensable à la fois pour des raisons biologiques et pratiques. La station en forme de Y comporte un moyeu central en apesanteur accueillant le hangar destiné aux vaisseaux et des bras dans lesquels un équipage de 48 hommes peut vivre en subissant des niveaux de pesanteur variables. Douglas Aircraft propose une station cylindrique dépourvue de gravité artificielle longue de 31 mètres avec un hangar pouvant accueillir 4 vaisseaux Apollo,.

### Des surplus de fusées Saturn disponibles
Dans le cadre du programme Apollo, le nombre de lanceurs Saturn commandés aux industriels avait été déterminé sur la base de la démarche habituelle de mise au point d'une nouvelle fusée consistant à tester progressivement chaque composant, du premier étage à l'ensemble formé par le lanceur et le vaisseau. Pour tenir l'objectif très ambitieux fixé par le président Kennedy, George Mueller, responsable de l'OMSF (Office of Manned Space Flight) c'est-à-dire du programme spatial habité de la NASA, décide contre l'avis des responsables des centres de la NASA impliqués dans le programme, que les premiers vols se feront avec des lanceurs complets (procédure de test « All-up »). Pour atteindre cet objectif, les effectifs du centre spatial Kennedy chargé de tester le lanceur assemblé sont considérablement renforcées atteignent à cette époque 20 000 personnes. Cette décision libère potentiellement un surplus d'une dizaine de fusées Saturn V dont la fabrication est déjà lancée. Ces fusées pourraient être utilisées pour assembler une station spatiale lourde. Mais au tournant de l'année 1964, les ambitions spatiales de la NASA sont confrontées, pour la première fois depuis sa création, à des réductions budgétaires. Dans ce nouveau contexte, Von Braun prévoit que la NASA ne pourra tout au plus lancer dans les années à venir que la station spatiale de petite taille dérivée du vaisseau Apollo.

### Station spatiale militaire MOL
L'Armée de l'Air américaine avait joué un rôle crucial au début de l'ère spatiale mais son budget et ses attributions avaient été fortement réduits à la suite de la création de la NASA en 1958 et du transfert de toutes les activités du programme spatial habité à l'agence civile. Ses demandes budgétaires au cours des années suivantes, qui prennent prétexte d'une extension future à l'espace de la zone de conflit avec l'Union soviétique, ne parviennent pas à convaincre les autorités de tutelle et le Congrès américain. Fin 1963, le secrétaire à la Défense Mac Namara décide d'annuler son programme militaire de navette spatiale X-20 Dyna-Soar et de transférer une partie du budget alloué à un nouveau programme de station spatiale militaire habitée baptisé Manned Orbital Laboratory (en français Laboratoire Spatial Habité) (MOL). Mais compte tenu de l'absence de besoins clairement établis, la réalisation de MOL doit se faire avec un budget réduit en réutilisant au mieux les matériels déjà disponibles. MOL, qui doit être lancé par une fusée Titan III C, comprend un vaisseau Gemini réaménagé et un compartiment orbital complémentaire ayant un volume habitable de 30 m3. Il est prévu de dépenser 1,5 milliard pour 5 vols dont le premier est planifié en 1968. En 1965, les rendez-vous orbitaux réussis des programmes Gemini et Voskhod rendent l'utilisation de l'espace à des fins militaires plus probable et décident l’exécutif américain à donner son accord au développement de la station spatiale le 25 août 1965. Mais le projet ne dispose d'aucune priorité.

### Programmes post-Apollo
Vers 1964, la décrue du plan de charge du programme Apollo commence à se faire sentir au sein de l'agence spatiale. Il devient en particulier urgent de trouver de nouvelles occupations aux ingénieurs et techniciens très qualifiés qui travaillent au centre Marshall et achèvent la mise au point de la fusée Saturn V. George Mueller, responsable adjoint du bureau des vols habités au siège de la NASA, lance au début d'août 1965 un programme qui doit prendre la suite du programme Apollo et qui est baptisé Apollo Applications Program (Programme des applications Apollo) abrégé en AAP. Le nouveau programme ne bénéficie encore d'aucun budget et de peu de publicité car l'attention du public et des décideurs est à cette époque monopolisée par les premiers vols du programme Gemini et les développements du programme Apollo. Le principe à la base de l'AAP est la réalisation de missions utilisant sans évolution majeure le matériel - lanceurs et vaisseaux spatiaux - développé à grand frais pour le programme Apollo. Mais les premières propositions de mission consistant à réaliser des séjours de longue durée en orbite terrestre et à multiplier les missions habitées vers la Lune ne séduisent ni les décideurs politiques ni les responsables de la NASA.
Au milieu des années 1960, la NASA révise ses objectifs à la baisse. La station spatiale envisagée a désormais une taille réduite et son objectif principal est d'étudier les effets de l'apesanteur sur l'homme dans le cadre de séjours de longue durée dans l'espace. Il s'agit d'approfondir les constats de perte de tissu osseux effectués à l'issue des missions des programmes Mercury et Gemini et de déterminer si on peut contrôler ou compenser cette dégradation pour que les équipages puissent survivre aux séjours de longue durée dans l'espace. Mais, si la NASA dispose bien de lanceurs Saturn 1B, capables de lancer un véhicule spatial de 20 tonnes, soit la masse de la première station spatiale soviétique Saliout, l'agence spatiale n'a pas les moyens financiers de développer une station spatiale. Les ingénieurs doivent donc utiliser les composants existants.

### Développer une station spatiale? Le scénario de l'atelier humide
Le dernier étage d'une fusée est généralement placé en orbite avec la charge utile qu'il emporte. Cette orbite est relativement basse et l'étage rentre habituellement rapidement dans les couches denses de l'atmosphère où il est détruit. Mais en conservant un peu de carburant on peut facilement placer l'étage sur une orbite pérenne en faisant fonctionner les moteurs de l'étage un peu plus longtemps. C'est en s'appuyant sur cette hypothèse que les ingénieurs du centre spatial Marshall proposent le concept de la station spatiale humide. Il s'agit de convertir le réservoir d'hydrogène du deuxième étage S-IV d'une fusée Saturn I une fois celui-ci placé en orbite. Pour réaliser cette transformation, il est prévu que l'étage soit purgé de son carburant résiduel puis que les astronautes pénètrent à l'intérieur et ajoutent des aménagements pour le rendre habitable. L'idée est ancienne car elle avait déjà été étudiée à la fin des années 1930 par l'équipe de Wernher von Braun à l'époque où celui-ci mettait au point en Allemagne le missile V2. Le concept était également au cœur du projet Horizon (1959) de l'Armée de Terre américaine dont l'objectif final était l'installation d'une base militaire sur la Lune.

### Étude détaillée et premières décisions
À partir d'août 1965, les ingénieurs du centre spatial Marshall, encouragé par George Mueller qui voit là un développement intéressant pour son programme AAP, constituent des groupes de travail pour détailler les caractéristiques et les configurations envisageables pour la station spatiale humide. Plusieurs configurations sont étudiées. Dans la configuration standard, l'étage Saturn reçoit des panneaux solaires qui fournissent l'énergie électrique, un système de support de vie chargé de renouveler l'atmosphère respirée par l'équipage, et un système de contrôle de l'orientation actif. L'atelier orbital est accouplé à un sas pour les sorties extravéhiculaires. Dans une configuration minimale la station spatiale dépend du vaisseau Apollo amarré pour son énergie, son orientation et le système de support de vie. Le scénario de l'atelier sec, c'est-à-dire l'utilisation du troisième étage d'une Saturn V lancé tout équipé par cette fusée, est également étudié à cette époque.
Avec les encouragements de l'état-major de la NASA mais sans budget les ingénieurs du Centre Marshall affinent à compter de début 1966 le scénario de base avec l'objectif de pouvoir effectuer une première mission au début de 1968. Le module servant de sas doit désormais accueillir certains équipements et des consommables qui ne peuvent être immergés dans l'hydrogène de l'étage. L'utilisation de composants déjà existants comme le système de support de vie et un module sas développé pour le programme Gemini est étudié. Les opérations d'aménagement, une fois l'étage en orbite, sont détaillées : purge de l'hélium et des ergols restant, désactivation des dispositifs pyrotechniques. Les dispositifs d'accrochage et ceux destinés à assister les astronautes en apesanteur sont définis et leur position est précisée à l'intérieur du réservoir. Une peinture destinée à améliorer le rendu des photographies à l'intérieur de la station doit être appliquée sur les parois internes du réservoir. Profitant des modifications imposées par la découverte de craquelures au sommet du dôme du réservoir d'hydrogène de l'étage SIV B von Braun fait élargir le trou d'homme situé à cet endroit et mettre une écoutille à ouverture rapide dans la perspective de l'utilisation de l'étage par les occupants de la station spatiale. Le danger de perforation des cloisons de la station par les micrométéorites est évaluée avec des chiffres très divergents : pour une mission de 30 jours la probabilité est estimée selon les intervenants entre une chance sur 3 et une chance sur 50. L'ajout d'une protection externe est mise à l'étude
Mais les objectifs scientifiques trop vagues du Programme des applications Apollo ne réussissent pas à convaincre le Congrès américain beaucoup moins motivé par les programmes spatiaux « post-Apollo ». Par ailleurs, les priorités des États-Unis ont changé : les dispositifs sociaux mis en place par le président Lyndon Johnson dans le cadre de sa guerre contre la pauvreté (Medicare et Medicaid) et surtout un conflit vietnamien qui s'envenime prélèvent une part croissante du budget des États-Unis. Le Congrès n'accepte de consacrer que 42 millions $ à l'AAP pour 1966 permettant au projet Skylab tout juste de survivre.

### Ajout d'un observatoire astronomique et du module d'amarrage
À la même époque, le Bureau des sciences et applications spatiale de la NASA développe un projet d'observatoire astronomique spatial avec équipage. L'un des objectifs de ce projet est d'évaluer l'apport d'astronautes chargés de réaliser les réglages fins des instruments placés en orbite. Ce projet est intégré dans le programme AAP en août 1966. Sur la suggestion de George Mueller et malgré les réticences des initiateurs du projet, les instruments doivent être montés dans une version dérivée du module lunaire Apollo qui serait lancé avec le module orbital. Très rapidement, il apparaît que la seule solution viable est que le module lunaire modifié reste en permanence amarré à la station spatiale. Mais, à cette époque, la conception du module du sas est largement engagée et les responsables du projet ne souhaitent pas rendre plus complexe ce composant en ajoutant un port d'amarrage supplémentaire. En conséquence, fin 1966, il est décidé d'ajouter un troisième composant à la future station spatiale. Celui-ci est un cylindre placé dans le prolongement du sas capable de résister aux efforts mécaniques associés aux opérations d'amarrage et comportant quatre ports d'amarrage radiaux à son extrémité.

### Atelier sec
La solution de l'atelier orbital humide est complexe : la plupart des équipements ne pouvant être installés avant le lancement, il faut donc que les astronautes, une fois en orbite, déballent les équipements, puis les installent dans le réservoir. Par ailleurs, cette solution se situe à la limite des capacités de lancement de la fusée Saturn IB. Il existe bien une solution beaucoup plus simple consistant à utiliser une fusée géante Saturn V mais l'administrateur de la NASA James Webb refuse de détourner ces lanceurs de leur utilisation par le programme Apollo avant que celui-ci n'ait atteint son objectif de déposer des hommes sur la Lune.
Les budgets votés par la suite ne permettront de financer que le lancement de la station spatiale Skylab, réalisée en convertissant un troisième étage de la fusée géante Saturn V. Début 1969, les contraintes qui interdisaient l'utilisation d'une Saturn V disparaissent avec les succès des missions Apollo 8 à Apollo 10 ainsi que le remplacement de James Webb par Thomas Paine. Ce dernier se mobilise pour donner une suite au programme Apollo. Le concept d'atelier humide est remplacé par une station spatiale entièrement préparée au sol et lancée en tant que 3e étage par une fusée Saturn V.

## Développement
Deux jours après la marche de Neil Armstrong sur la Lune au cours de la mission Apollo 11, l'administrateur de la NASA annonce que l'agence lancera vers 1973 une station spatiale aménagée dans le 3e étage d'une fusée Saturn V. Mais alors que Paine souhaite que cette station serve de tremplin à des missions habitées vers la Lune ou d'autres planètes, le président Nixon et le Congrès des États-Unis imposent des objectifs purement scientifiques : observation de la Terre et du Soleil, étude des effets de l'apesanteur sur l'homme.
En février 1970, la future station spatiale est baptisée Skylab, contraction de Sky Laboratory c'est-à-dire laboratoire du ciel. Depuis mi-1969, la NASA envisageait de lancer un deuxième atelier spatial en utilisant l'engin de rechange construit pour compenser l'éventuelle perte du premier Skylab au lancement. Mais les objectifs d'un deuxième programme Skylab ne sont pas clairs et les dépenses à consacrer à ce deuxième laboratoire pour lui permettre de remplir de nouveaux objectifs sont élevées. La NASA qui ne souhaite pas dilapider un budget tout juste suffisant pour développer la Navette spatiale américaine et la première station Skylab renonce à ce projet au moment des décisions budgétaires de 1970. La NASA souhaitait que le passage de l'architecture atelier humide à celle de l'atelier sec se fasse avec le minimum de changement par rapport aux choix d'architecture déjà arrêtés. Mais en octobre 1969 plusieurs choix initiaux sont remis en question. Les expériences de télédétection terrestres désormais planifiées nécessitent un changement de l'inclinaison orbitale qui passe à 50°. Celle-ci induit à son tour un renforcement de l'isolation thermique. L'installation d'un téléscripteur, l'ajout d'un mode de fonctionnement automatique des télescopes de l'ATM et l'allongement de la mission à 120 jours sont également étudiés. La réorganisation de l'espace intérieur de l'atelier orbital, l'ajout d'un point d'accès dans le même atelier utilisable au sol sont approuvés.

Construction de Skylab
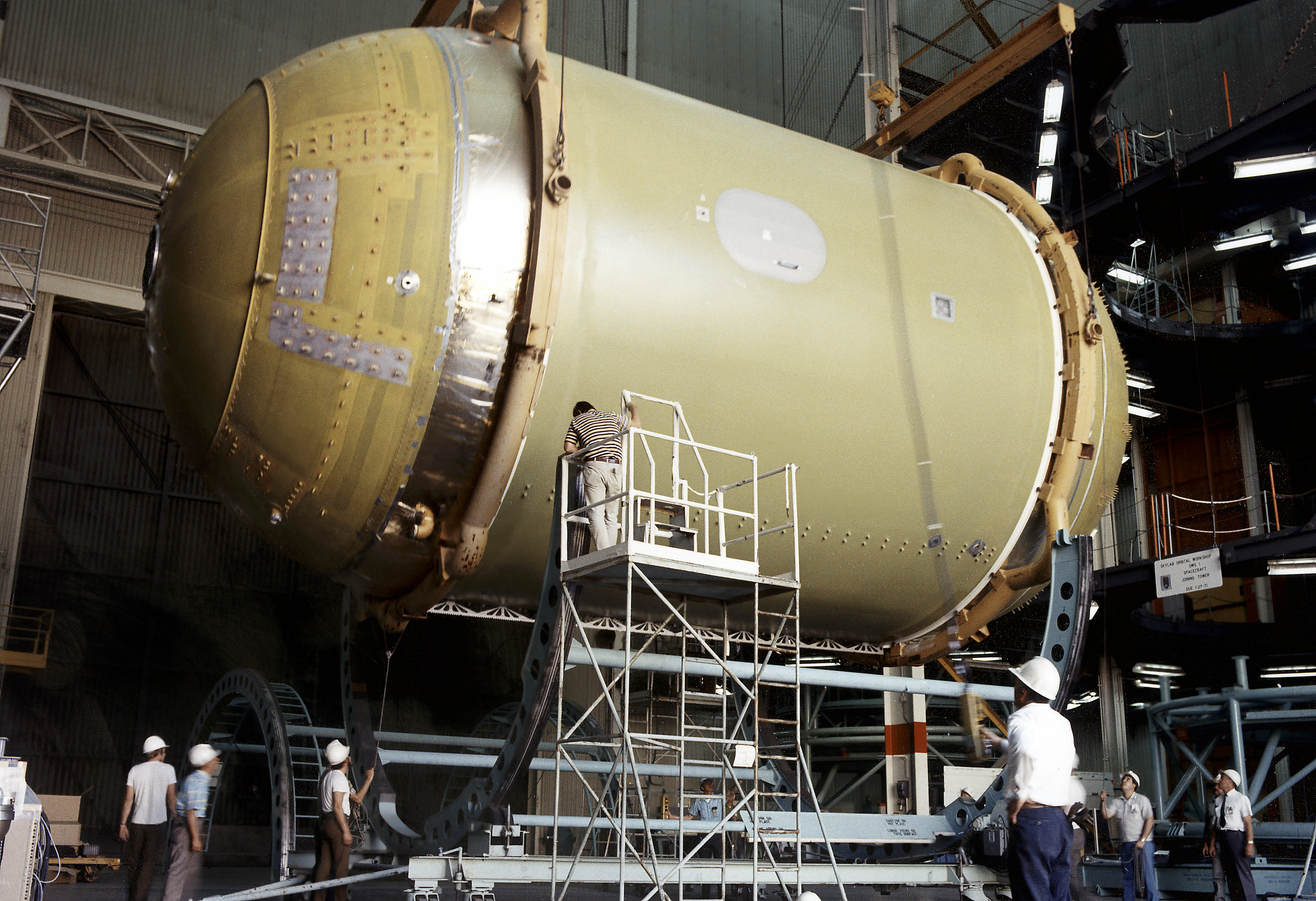
L'étage S-IVB en cours de transformation pour réaliser l'atelier orbital.
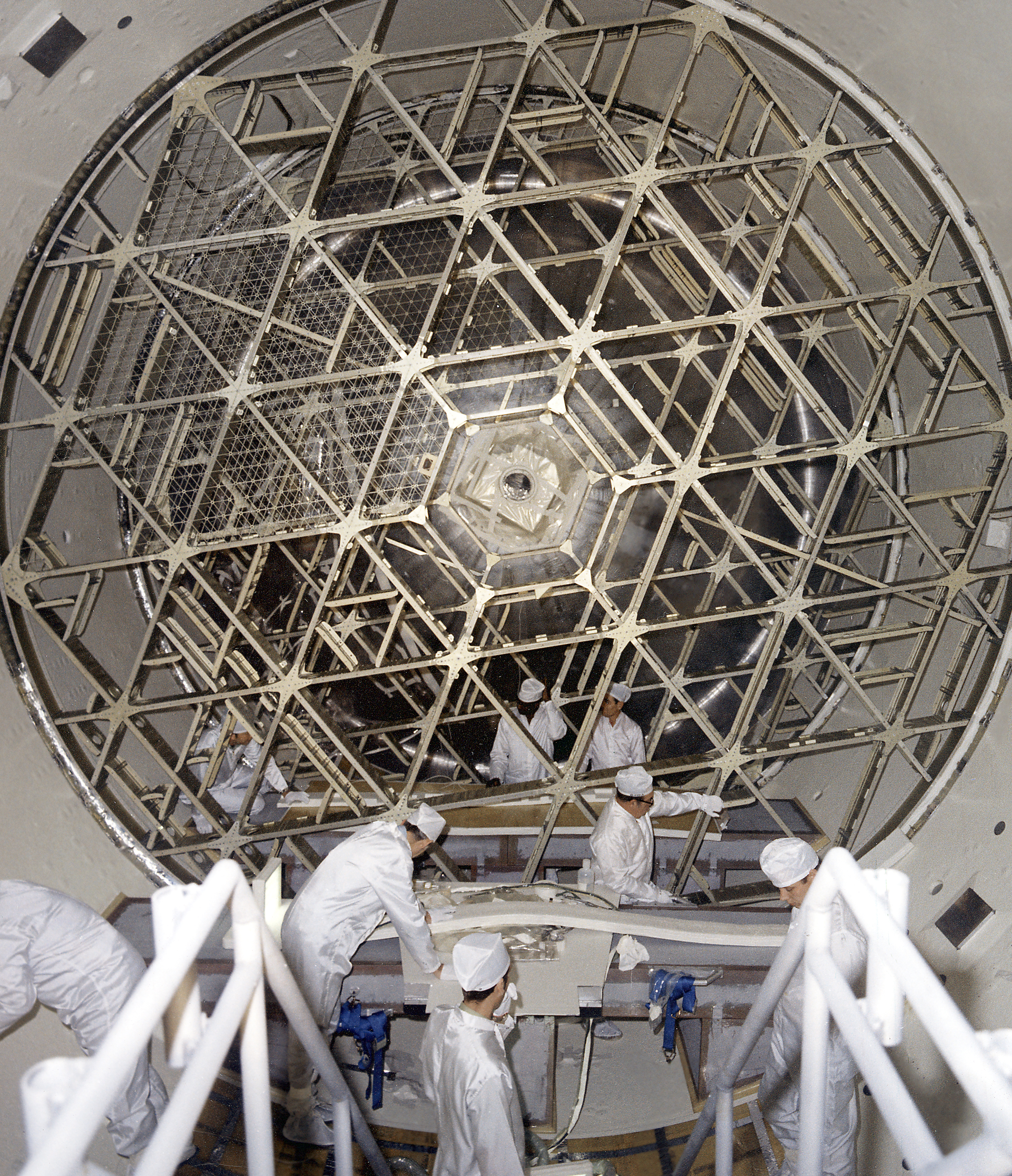
Assemblage des planchers en treillis d'aluminium à l'intérieur du réservoir d'hydrogène reconverti.
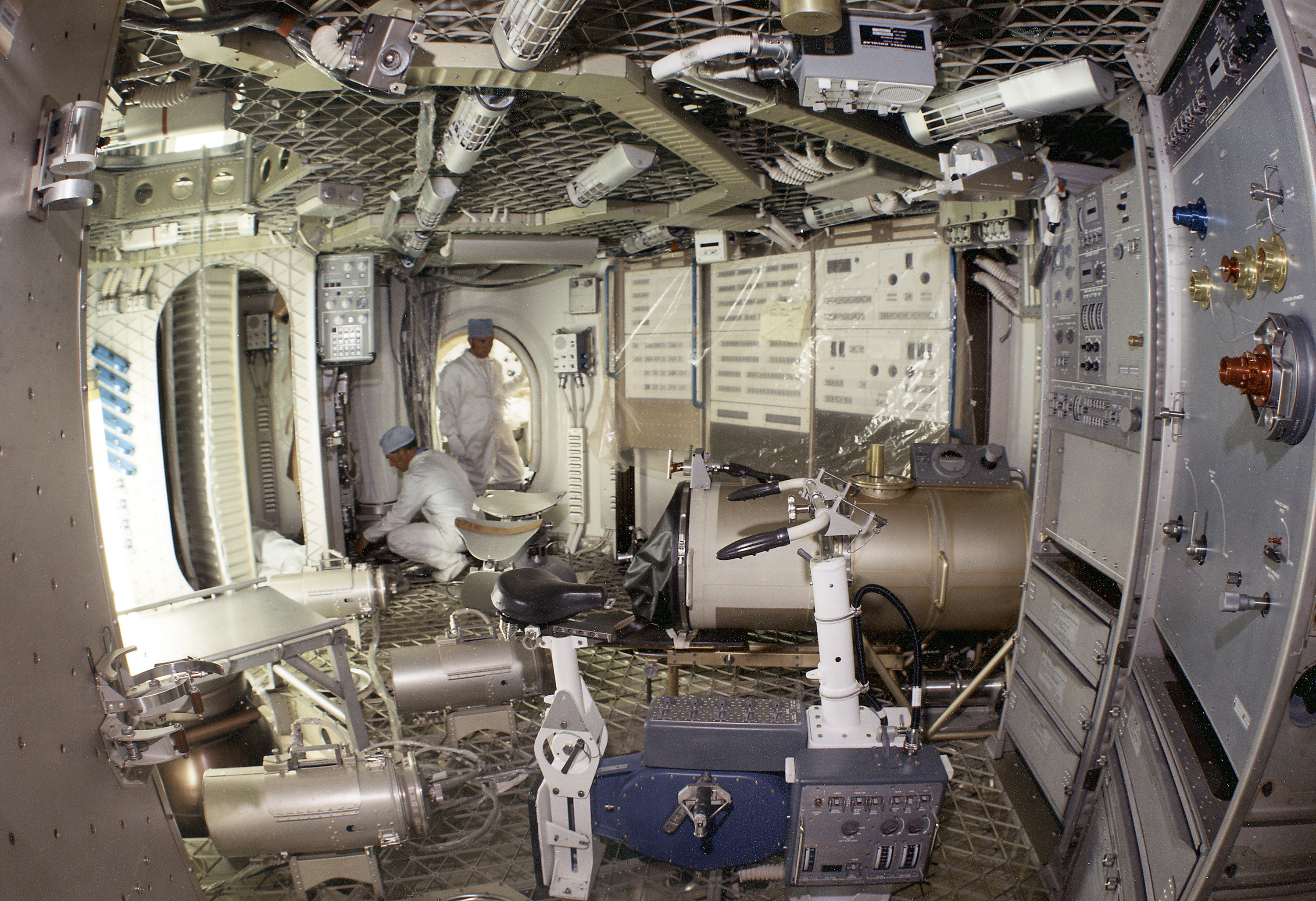
Le compartiment arrière de l'atelier orbital en cours d'aménagement.

### Modification des installations du pas de tir

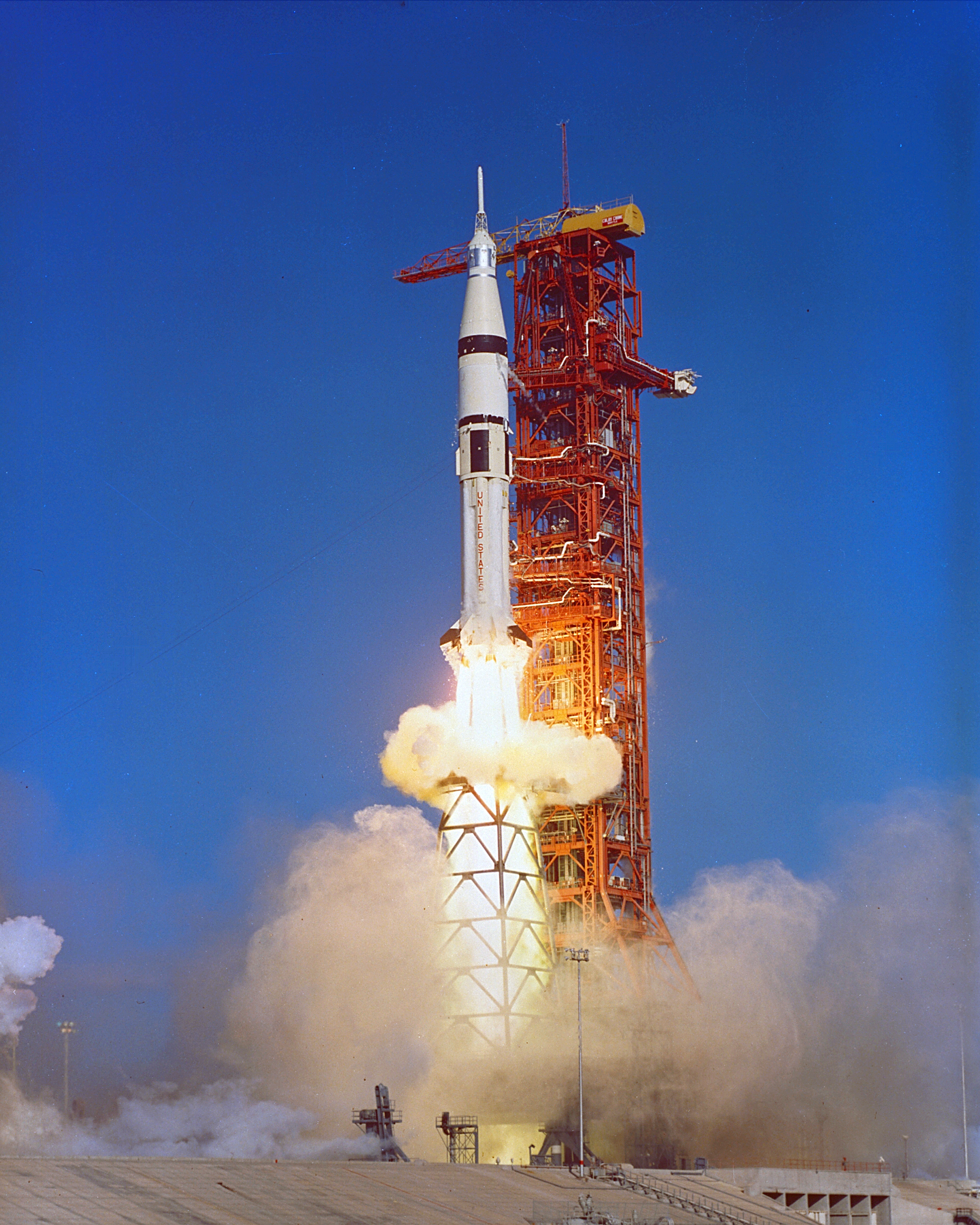
Lancement du troisième équipage de Skylab : les gaz expulsés par les moteurs de la Saturn IB traversent le piédestal utilisé pour adapter le pas de tir conçu pour la fusée géante Saturn V.

Les futurs occupants de la station doivent rejoindre la station spatiale à bord de vaisseaux Apollo placés en orbite par des fusées Saturn IB. Celles-ci avaient jusque-là été lancées depuis les pas de tir 34 et 37 de la base de lancement de Cap Canaveral. 14 tirs avaient été effectués depuis ces installations mais à compter du lancement d'Apollo 8 à la fin de 1968 la fusée géante Saturn V, lancée depuis le pas de tir 39, avait pris le relais de la Saturn IB. Le report à fin 1970 des premières missions du Programme des applications Apollo qui doivent utiliser la fusée Saturn IB entraîne la mise au chômage des équipes chargées des pas de tir 34 et 37 soit environ 3 000 personnes pour une durée d'au moins deux ans. Le pas de tir 34 est ancien, sous-dimensionné et attaqué par la corrosion marine. Le pas de tir 37 construit plus tard (en 1961) par les ingénieurs de la NASA est, par contre, bien conçu et en meilleur état, mais doit être adapté au lancement de missions habitées. La direction du centre spatial Kennedy, confrontée à des réductions budgétaires, souhaite que les lancements de la Saturn IB se fassent depuis le pas de tir 39 pour consolider les équipes et les équipements et ainsi limiter les dépenses. Mais le pas de tir 39 a des caractéristiques très différentes des deux autres pas de tir. Alors que sur les pas de tir 34 et 37, la fusée Saturn IB est assemblée sur place, la fusée géante est assemblée dans le bâtiment du VAB sur une plateforme mobile qui était ensuite déplacée jusqu'au pas de tir situé à 5 km de là. Une tour de service haute de 136 mètres comportait 8 bras permettant de connecter à la fusée les différentes canalisations chargées d'alimenter celle-ci en électricité, air comprimé, ergols… Un neuvième bras est utilisé par les astronautes pour accéder à leur vaisseau. Une structure mobile indépendante permet d'accéder à d'autres points du lanceur. La principale difficulté consiste à adapter ces équipements à un lanceur plus court de 43 mètres. Les bras ne sont pas situés à la bonne hauteur pour remplir leur office sur la Saturn IB et les déplacer nécessiterait une intervention complexe. L'utilisation des plateformes de travail de la tour de service et de la structure mobile se heurte à la même problématique de hauteur. En février 1969, Boeing propose de limiter les modifications à apporter à ces installations en plaçant la fusée Saturn IB sur un piédestal haut de 39 mètres de manière que le second étage du lanceur, la case à instruments et le vaisseau Apollo soient à la même hauteur que lorsqu'il s'agit d'un lanceur Saturn V. Le coût des modifications à apporter est chiffré à 5 millions de dollars. Il faut toutefois que cette structure résiste aux forces et vibrations qui s'exercent au moment du décollage. En particulier, si les moteurs sont coupés immédiatement après leur mise à feu, le piédestal doit être assez résistant pour supporter la force exercée par la fusée lorsqu'elle retombe sans générer d'oscillations dangereuses. Après de nombreux débats au sein de la NASA sur l'évaluation du risque d'une telle adaptation, l'utilisation du pas de tir 39 avec le piédestal est décidée en mai 1970. D'une masse de 250 tonnes, le piédestal est constitué de 4 tubes en acier de 0,5 mètre de diamètre écartés à la base de 15 mètres mais deux fois plus rapprochés au niveau de la table de lancement. Cette dernière comporte un évidement central de 8,5 mètres de diamètre par lequel passent les gaz produits par les moteurs-fusées du premier étage de la fusée lors du décollage. Pour éviter tout risque au niveau de la date de livraison, le centre spatial Kennedy choisit de construire lui-même le piédestal. Mais à la suite d'une intervention de la Small Business Administration, la NASA est contrainte de lancer un appel d'offres qui est remporté en janvier 1971 par une petite entreprise d'électricité de Titusville pour un montant de 917 000 dollars. Celle-ci remplira parfaitement son contrat.

## Déroulement des missions Skylab

### Lancement du laboratoire spatial

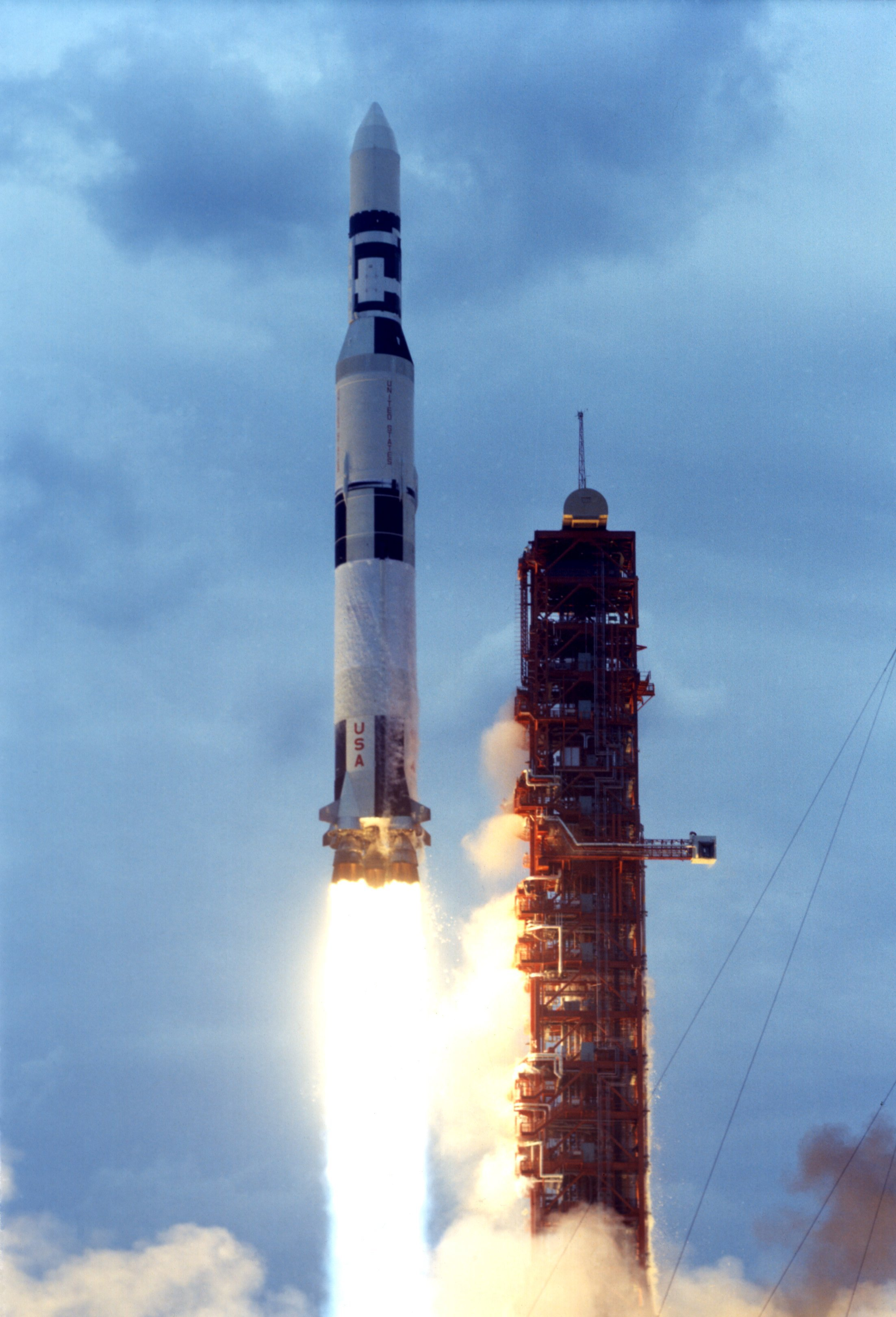
Lancement de Skylab par une fusée Saturn V.

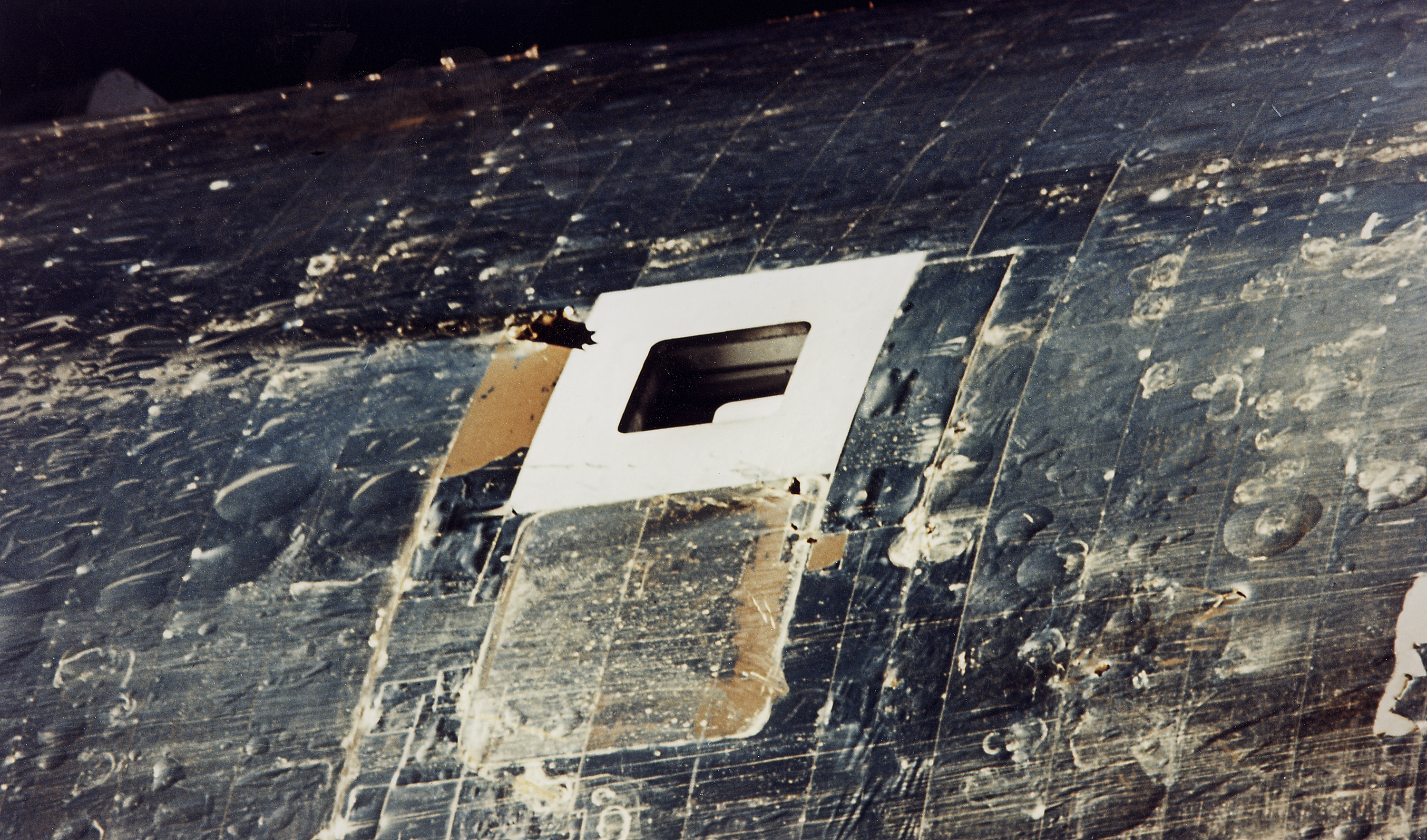
Le revêtement a été arraché notamment autour du sas scientifique faisant face au Soleil.

Le 14 mai, le laboratoire spatial Skylab est lancé par une fusée Saturn V qui effectue à cette occasion sa dernière mission. Dix minutes après le décollage, la station spatiale se trouve placée sur une orbite circulaire de 436 km. Durant la demi-heure suivante, une série de commandes active l'engin spatial : les quatre sections de la coiffe sont éjectées, la monture des télescopes est placée en position de vol ce qui dégage l'accès au port d'amarrage qui doit être utilisé par les vaisseaux Apollo. Les quatre ailes supportant les panneaux solaires situés au niveau du télescope sont déployées. Skylab est orienté de manière que son axe longitudinal soit placé dans le plan orbital tandis que les télescopes pointent en permanence vers le Soleil. Mais, une demi-heure après le lancement, des données télémétriques alarmantes parviennent au centre de contrôle : les panneaux solaires principaux fixés sur le laboratoire spatial et qui fournissent la moitié de l'énergie électrique de Skylab (5 kW sur 10) ne semblent pas fonctionner. Sans ceux-ci, la majorité des expériences scientifiques ne peuvent être réalisées. Par ailleurs, d'autres données indiquent que Skylab a perdu son revêtement anti-micrométéorites ce qui prive également l'atelier orbital, le principal module de la station, de sa protection thermique. Sans celle-ci, la température de l'atelier va rapidement augmenter rendant la station spatiale inhabitable. En étudiant les données transmises par la fusée durant le lancement, les ingénieurs découvrent qu'une accélération latérale anormale s'est produite environ une minute après le décollage, immédiatement avant que le maximum de la pression dynamique soit atteint, traduisant sans doute un dommage structurel. Les capteurs indiquent que la température extérieure de l'atelier se met à augmenter atteignant au bout de quelques heures 77 °C à l'extérieur et 38 °C à l'intérieur. Les ingénieurs de Huntsville, en utilisant des simulations, estiment que la température pourrait atteindre 165 °C à l'extérieur et 77 °C à l'intérieur. Dans de telles conditions, la nourriture, les films et peut-être même la structure de la station spatiale pourraient être affectés. Pour réduire cet échauffement, les contrôleurs au sol modifient l'orientation de la station de manière que les zones non protégées ne soient plus exposées directement au Soleil. Par ailleurs, les gyroscopes, utilisés pour contrôler l'orientation de la station, ne fonctionnent pas de manière nominale et les moteurs de contrôle d'attitude consomment deux fois plus d'azote que prévu.

### Sauvetage de la station spatiale
Ces événements entraînent une mobilisation générale des ingénieurs et techniciens de la NASA et des sous-traitants impliqués dans le développement de Skylab pour tenter de trouver une solution. Le lancement du premier équipage prévu pour le 15 mai est repoussé de cinq jours. L'objectif immédiat est de réduire la température mais les solutions envisageables présentent l'inconvénient de faire chuter la production d'électricité en dessous du seuil susceptible d'endommager la station. Durant les premières tentatives de réduction de la température de l'atelier, l'avant de la station est pointé vers le Soleil, ce qui réduit l'échauffement mais fait chuter de manière trop importante la production électrique. Le centre de contrôle choisit alors de maintenir un angle de 45° entre l'axe de la station et la direction du Soleil. L’énergie électrique accumulée lorsque Skylab se trouve dans la portion éclairée de son orbite est suffisante pour charger les batteries mises à contribution lorsque la station se trouve à l'ombre de la Terre. Le problème de l'échauffement affecte également les gyroscopes chargés de déterminer l'orientation de la station. Les contrôleurs trouvent des substituts mais les mouvements incontrôlés provoqués par ces défaillances entraînent une consommation accélérée de l'azote utilisé par les moteurs qui effectuent les corrections d’attitude. Le 17 mai, 23 % des réserves d'azote ont été consommées. De manière paradoxale, alors que l'atelier souffre d'échauffement, la température du sas descend au-dessous de 4 °C le 18 mai. Or, les combinaisons spatiales, qui sont stockées dans ce compartiment, utilisent de l'eau pour transférer la chaleur générée durant les sorties extra-véhiculaires. Si cette eau gèle, l'étanchéité de l'échangeur de chaleur présent dans la combinaison peut être compromise. Le 20 mai, les contrôleurs décident de modifier l'orientation de la station spatiale pour que le sas soit réchauffé par le Soleil. Ces manœuvres atteignent leur objectif, mais la température de l'atelier monte à nouveau à 54 °C. Durant toutes ces manœuvres, les batteries sont parfois complètement épuisées. Le 24 mai, 8 des 24 batteries de l'ATM sont complètement vidées de leur électricité à la suite d'une demande d'énergie supérieure à la production, et seules 7 d'entre elles peuvent être rechargées par la suite. Des équipes de la NASA et des sous-traitants passent en revue l'impact que pourrait avoir l'exposition prolongée à des températures élevées sur la nourriture, les médicaments, certaines fournitures stockés dans l'atelier ainsi que sur la qualité de l'atmosphère intérieure de la station spatiale. Des tests effectués permettent d'écarter les risques de détérioration de la nourriture et les produits pharmaceutiques. Pour compenser l'éventuelle détérioration des solutions chimiques des films des caméras chargées de photographier la surface de la Terre, les responsables du programme décident que le premier équipage emportera dans le vaisseau Apollo des films supplémentaires. Enfin, la NASA s'interroge sur les dégagements de gaz produit par l'échauffement du revêtement en mousse de polyuréthane qui tapisse les parois en aluminium de l'atelier orbital. Bien que la présence de gaz toxique à dose dangereuse soit fortement improbable, la NASA décide que la station sera purgée de son atmosphère puis re-pressurisée à quatre reprises avant que les astronautes y pénètrent avec un masque à gaz et qu'ils effectuent un prélèvement d'échantillon pour s'assurer de l'absence de gaz nocif.

#### Mise au point des kits de réparation
Les manœuvres de la station spatiale commandées par les contrôleurs pour limiter l'échauffement ont permis de gagner du temps pour la mise au point de dispositifs à installer par les équipages permettant de remplacer la protection thermique arrachée au décollage. Les responsables de la mission passent en revue tout au long du week-end qui suit le lancement de nombreuses solutions proposées par les ingénieurs et techniciens de Huntsville et de Houston, les deux centres spatiaux directement impliqués dans la mission. Il suffit que la partie tournée directement vers le Soleil soit protégée et, en l'absence d'atmosphère, le système qui devra être mis en place n'a pas besoin d'être réalisé dans un matériau particulièrement solide ni d'être fixé de manière très rigide. Toutes les solutions - application d'une couche de peinture, déploiement d'un ballon, papier peint, panneaux métalliques déployables, rideaux... - sont acceptées dans la mesure où leur poids est réduit et elles sont faciles à mettre en œuvre par les astronautes. Trois pistes particulièrement prometteuses sont étudiées plus en détail :
- mettre en place un pare-soleil solidaire de perches fixées au télescope solaire. Cette solution présente l'inconvénient d'imposer une activité extra-véhiculaire et donc nécessite un entraînement préalable des astronautes.
- déployer un revêtement depuis le vaisseau spatial Apollo. Celui-ci doit se positionner au-dessus de l'atelier pour permettre à un astronaute équipé de sa combinaison spatiale de fixer à trois emplacements un revêtement thermique développé pour la circonstance. Mais cette technique nécessite de manœuvrer le vaisseau à faible distance de la station spatiale.
- déployer un revêtement depuis le sas scientifique. C'est la solution la moins complexe à mettre en place par les astronautes. La difficulté réside dans la conception d'un système pouvant être inséré dans une ouverture de 20 cm de côté tout en permettant de couvrir une surface de 7 × 7 mètres après déploiement.

Sans panneau solaire supplémentaire, l’énergie disponible ne permettrait pas de maintenir la station spatiale en fonctionnement au-delà de 56 jours de vol. Mais les données télémétriques suggèrent que l'un des deux panneaux solaires de l'atelier est peut-être toujours là et ne s'est pas déployé parce qu'il s'est accroché dans les débris du bouclier anti-micrométéorites. La libération du panneau solaire permettrait de disposer de suffisamment d'énergie. Deux outils, sélectionnés dans le catalogue d'un fabricant travaillant pour des compagnies électriques, un coupe-câble et un outil universel, sont modifiés par ajout d'un manche de 3 mètres de long.

### Premier équipage Skylab 2

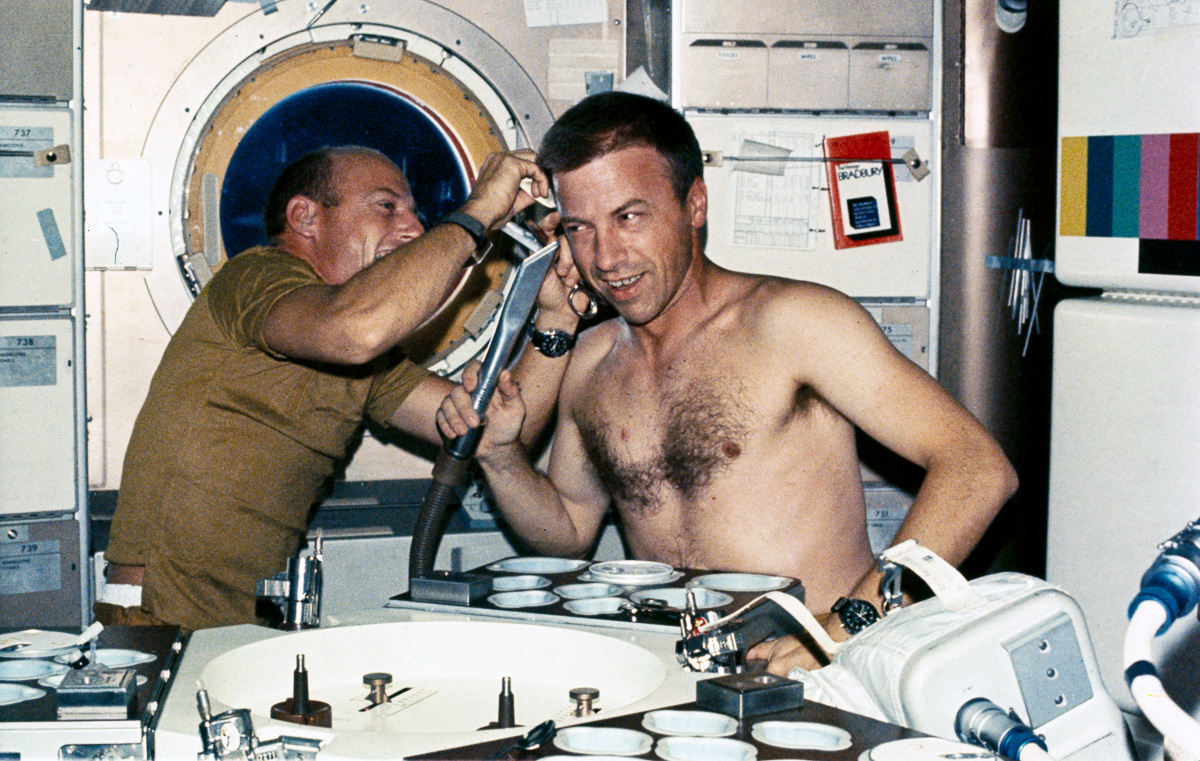
Conrad coupe les cheveux de Weitz dans le carré.

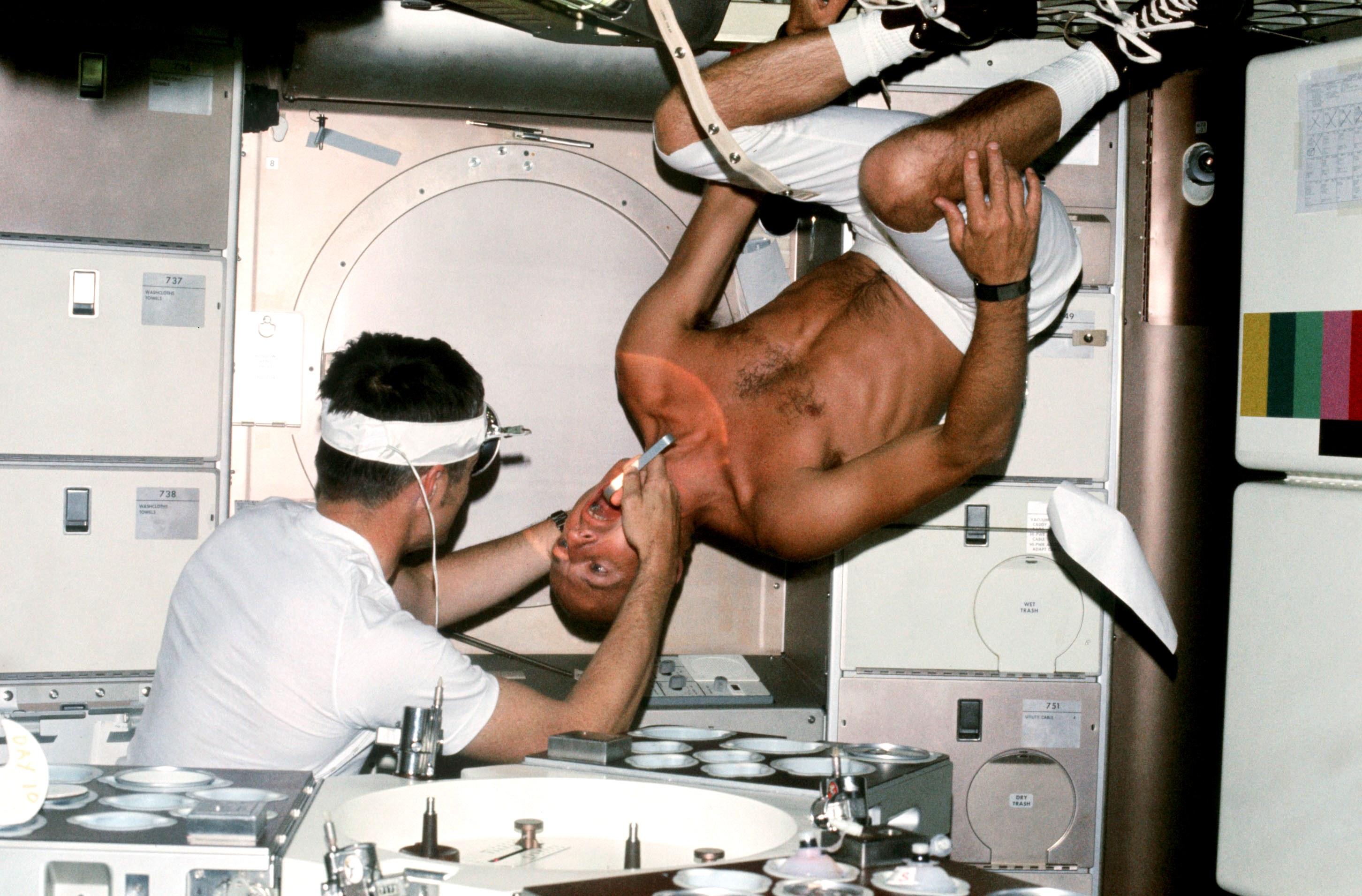
Le médecin Kerwin examine l'état de la dentition de Conrad.

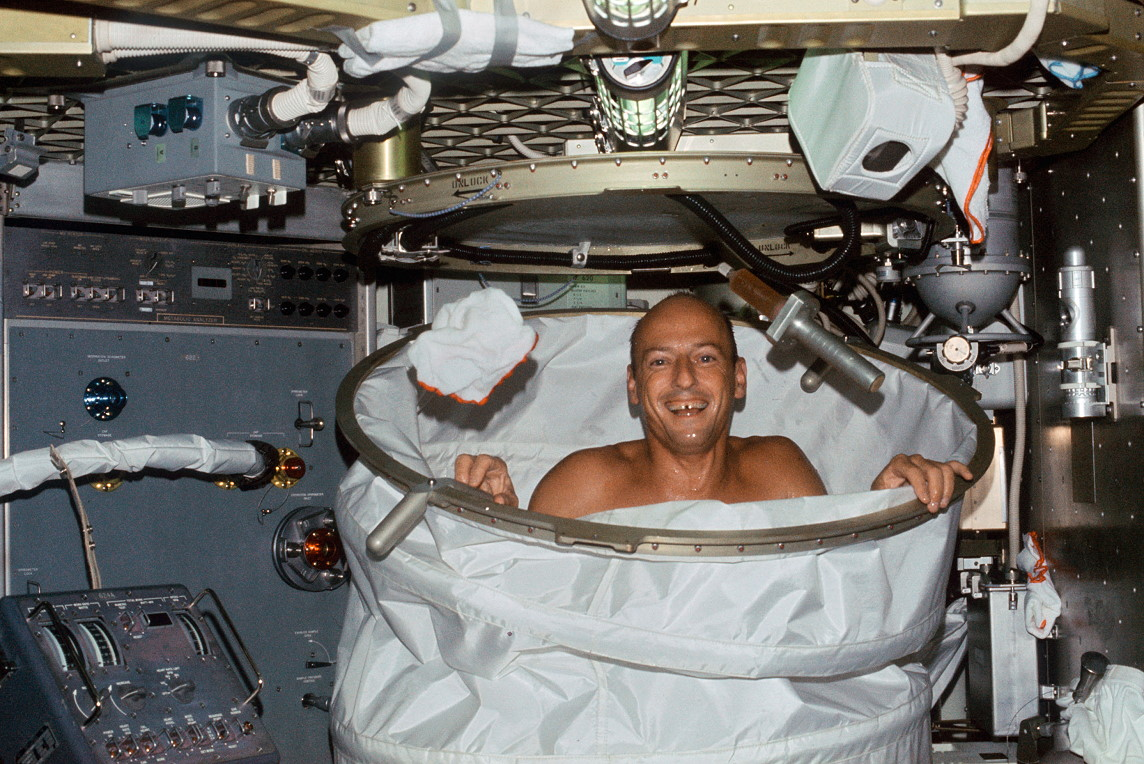
Conrad utilise le système de douche de Skylab.

#### Lancement et amarrage
La date de lancement du premier équipage chargé de sauver la station spatiale est conditionnée par la mise au point des équipements qui vont être utilisés pour rétablir la protection thermique de l'atelier spatial et déployer le panneau solaire. Finalement, le 25 mai 1973, tout est prêt et l'équipage de la mission Skylab 2 est placé en orbite par une fusée Saturn IB au début de la matinée. L'équipage, qui est commandé par Pete Conrad, un vétéran dont c'est le quatrième vol, comprend deux astronautes dont c'est le premier vol dans l'espace : le pilote Paul J. Weitz et le médecin/scientifique Joseph Kerwin. Le même jour, le vaisseau Apollo arrive à proximité de la station spatiale. L'équipage effectue un premier survol à faible distance pour vérifier visuellement que la situation correspond aux observations télémétriques : les astronautes constatent en effet qu'un des deux panneaux solaires de l'atelier subsiste mais que son déploiement est bloqué par des débris du bouclier anti-micrométéorites, tandis que l'autre panneau solaire a été arraché. Après avoir diné, l'équipage s'attelle au déblocage du panneau solaire. Weitz, debout dans l'écoutille ouverte du module de commande Apollo, utilise la perche porte-outil pour déloger le morceau de métal qui bloque le panneau solaire, tandis que Kervin le retient par les jambes et que Conrad manœuvre le vaisseau pour le positionner au mieux. Après une heure de tentatives infructueuses, Conrad conclut que la procédure et les outils ne sont pas adaptés et l'équipage décide de repousser à plus tard la libération du panneau solaire. Conrad tente alors de s'amarrer à la station, mais, malgré plusieurs tentatives ne parvient pas à déclencher l'amarrage des deux engins spatiaux. L'équipage doit avoir recours à la procédure de secours : après avoir enfilé les combinaisons spatiales, le vaisseau Apollo est dépressurisé, puis l'écoutille avant est ouverte afin de démonter une partie des connexions électriques du système d'amarrage. Enfin, Conrad manœuvre le vaisseau pour engager la sonde du vaisseau Apollo dans la partie femelle du système d’amarrage de la station spatiale. Cette fois, les douze verrous qui solidarisent les deux vaisseaux parviennent à s'engager.

#### Installation du premier bouclier thermique
L'équipage ne pénètre dans l'atelier orbital que le lendemain après-midi, car il a commencé par activer les équipements situés dans le module d'amarrage et le module du sas. Il entame la procédure de déploiement du parasol qui doit servir de bouclier thermique provisoire. Les astronautes pénètrent dans l'atelier orbital surchauffé puis insèrent dans le sas scientifique tourné vers le Soleil le parasol en position repliée. Celui-ci est ensuite déployé. Le résultat déçoit les astronautes car le revêtement est légèrement de biais ne recouvre que les deux tiers de la zone à protéger. Mais les responsables de mission sont satisfaits de la réussite du déploiement. Le mat du parasol a dû se vriller légèrement durant le déploiement et ils espèrent que l'exposition au Soleil supprimera ce phénomène et permettra une meilleure protection thermique. Au cours des trois jours suivants, la température diminue rapidement. Au bout d'un jour, la température extérieure n'est plus que de 55 °C, tandis que la température intérieure diminue de manière plus progressive se stabilisant finalement à 26 °C le 29 mai soit 5 °C au-dessus de la température visée. Les premières expériences scientifiques débutent le même jour. Toutefois, les ressources électriques limitées à 4,5 kW se révèlent tout juste suffisantes lorsque les télescopes de l'ATM qui consomment 750 watts sont utilisés.

#### Déblocage des panneaux solaires de l'atelier orbital
Pour mener les expériences d'observation de la Terre, la station spatiale doit modifier son orientation par rapport au Soleil et elle se trouve ainsi dans une position moins favorable pour la production d'électricité par ses panneaux solaires. Durant ces périodes, l'alimentation électrique repose sur les batteries de Skylab. Alors que des observations de ce type sont effectuées, le 30 mai, quatre des batteries perdent toute puissance après un passage dans l'ombre de la Terre. Par la suite, seules trois d'entre elles peuvent être rechargées. Il s'agit de la deuxième batterie perdue en une semaine. Les responsables du projet Skylab décident d'avancer de deux semaines le lancement de la mission suivante et de programmer, avec l'équipage à bord, une tentative de déploiement du panneau solaire de l'atelier orbital. Une équipe d'astronautes dirigée par Rusty Schweickart met au point en piscine une procédure permettant de libérer le panneau solaire bloqué. La difficulté réside dans l'absence de prises à proximité du panneau solaire. Conrad et Kerwin, bien que peu convaincus par les explications de Schweickart, décident de tenter l'opération. Le 7 juin, ils sortent dans l'espace alors que l'obscurité tombe. Éclairé par les lumières du sas, Conrad assemble le coupe-câbles avec une perche longue de 8 mètres, puis se dirige vers une antenne épaisse qui fait saillie au bord de l'atelier orbital. Il doit se tenir d'une main à l'antenne et tenter, de l'autre main, d'accrocher avec le coupe-câbles les débris du bouclier anti-météorites qui se trouvent à 8 mètres. Durant plus d'une demi-heure, il échoue à chacune de ses tentatives car il a en fait besoin de ses deux mains pour effectuer la manœuvre. Finalement, il décide de raccourcir le câble qui le sécurise au mat de l'antenne en le doublant. Cela lui donne une position plus ferme et il parvient alors rapidement à accrocher les débris. Il se déhale alors sur sa perche jusqu'au panneau solaire. Il a emporté avec lui une corde en nylon qui doit être utilisée pour tirer sur le panneau solaire de manière à briser un dispositif d'amortissement qui, en gelant, interdit tout déploiement. Un crochet situé à l'extrémité du filin est passé dans le panneau solaire, puis les deux hommes pèsent sur l'extrémité de la corde et parviennent après plusieurs tentatives à déclencher le déploiement du panneau solaire. L'énergie fournie grimpe immédiatement à 7 kW.

#### Conversations privées
La NASA avait toujours revendiqué une politique de transparence en matière de communication, en contraste total avec les pratiques du programme spatial de l'Union soviétique. Tous les échanges entre les astronautes et le centre de contrôle des missions étaient publics et leur enregistrement était mis à disposition des médias. Toutefois, un débat s'était engagé au début du programme Apollo sur la nécessité de conserver un caractère privé aux conversations portant sur l'état de santé des astronautes. Les responsables du programme Skylab à Houston avaient décidé que, compte tenu de la nature particulière de la mission, et malgré l'opposition du responsable des relations publiques de la NASA, un entretien privé quotidien serait programmé entre les médecins et les astronautes, et dont seule une synthèse serait communiquée à la presse. C'est dans ce contexte que le 28 mai, Conrad demande à avoir une conversation privée avec les responsables du programme. Conrad n'a rien de réellement confidentiel à dire mais il utilise ce moyen parce que, comme beaucoup de ses collègues, la transparence permanente imposée par la NASA lui pèse. Le résumé de cet échange communiqué à la presse étonne beaucoup celle-ci, qui se demande ce qui a pu justifier une conversation privée. Le responsable des relations publiques de la NASA demande que Conrad soit sanctionné et que l'enregistrement de l'échange soit rendu public. L'administrateur de la NASA décide de ne rien faire mais à compter de cet incident, et à une exception près, plus aucun astronaute de Skylab ne demandera à avoir une conversation privée avec le centre de contrôle.

#### Exercices physiques
Lors des premiers vols spatiaux, les astronautes étaient soumis à des contrôles médicaux continus et rigides durant leur mission. Les médecins considéraient que ces mesures de l'adaptation de la physiologie humaine à l'apesanteur et à l'espace étaient un élément clé des vols habités. Mais les astronautes supportaient difficilement ces contrôles qui les transformaient en cobayes. Les séances d'exercices physiques faisaient partie des sujets prêtant à conflit. Les médecins voulaient programmer ces exercices de manière rigide alors que les astronautes souhaitaient pouvoir les adapter et juger par eux-mêmes s'ils en avaient besoin ou non. Pour les missions Skylab, un compromis avait été trouvé : la quantité d'exercices physiques quotidiens était laissée au libre choix des astronautes à condition qu'ils fournissent un décompte de leur durée et de leur intensité. Par ailleurs, des contrôles médicaux étaient périodiquement programmés. La principale machine utilisée pour ces exercices est un cycloergomètre installé dans le compartiment arrière de l'atelier orbital. À la première utilisation, l'appareil se révèle beaucoup plus délicat à utiliser que prévu : le harnais chargé de maintenir l'utilisateur en place pour compenser l'absence de pesanteur constitue une gêne et l'exercice sollicite beaucoup trop les bras. Les efforts effectués sont tels que les médecins s'alarment en constatant notamment que Conrad est victime de palpitations cardiaques, mais ces inquiétudes ne sont dévoilées aux astronautes qu'à la veille de la première sortie extravéhiculaire alors que tout est rentré dans l'ordre. Les astronautes, en retard sur les tâches planifiées, ont par ailleurs du mal à trouver le temps pour effectuer leur exercice. Au cours de la seconde semaine, les membres de l'équipage décident de ne plus utiliser le harnais et parviennent à se maintenir sur le vélo en prenant appui sur le plafond avec leurs mains. Dans cette position, et alors que l'atelier s'est considérablement refroidi à la suite de la mise en place du bouclier thermique, les astronautes réussissent à effectuer leurs exercices quotidiens sans difficulté.

#### Un planning chargé
Durant la première semaine, l'équipage ne parvient pas à réaliser l'ensemble des tâches programmées. Le retard qui s'accumule est dû à la difficulté de réaliser certaines tâches en apesanteur. Ce paramètre n'a pas été pris en compte par les planificateurs qui sont confrontés à la première mission de ce type. Après avoir activé l'atelier au cours des trois premiers jours, les astronautes rentrent dans la phase opérationnelle. L'équipage malgré les heures supplémentaires effectuées, ne parvient pas à réaliser les tâches qui lui sont assignées. Au bout de quelques jours, Conrad demande aux contrôleurs de revoir la programmation des tâches en allouant plus de temps à l'entretien et à la réalisation d'expériences individuelles, en confiant à chaque astronaute la réalisation de processus complets et en limitant le temps perdu entre deux expériences. La seconde semaine est essentiellement consacrée à la libération des panneaux solaires et cette tâche s'achève alors que les astronautes ont déjà consommé 15 % du temps qui était normalement alloué aux expériences scientifiques. Les planificateurs, constatant que toutes les tâches planifiées ne pourront pas être réalisées, décident de donner la priorité aux travaux médicaux et aux observations solaires. Le pupitre situé dans le module ATM, permettant de contrôler les télescopes solaires, se révèle complexe à utiliser et suscite de nombreuses erreurs en partie liées aux fréquentes interruptions. L'un des problèmes les plus importants associé au fonctionnement des télescopes est le système d'alarme déclenché théoriquement par l'apparition d'une éruption solaire. Ce système a été mis en place pour permettre de filmer ce phénomène dès son apparition mais l'équipage est régulièrement dérangé à tort par l'alarme qui se déclenche à chaque fois que Skylab survole l'anomalie magnétique de l'Atlantique sud. Finalement leurs efforts sont récompensés le 15 juin lorsqu'ils parviennent à filmer une éruption solaire dès son apparition.
- Vidéos en vol
- Exercices en apesanteur.
- Film tourné par l'équipage de SL-2 au moment de son arrivée à proximité de la station.

### Second équipage Skylab 3

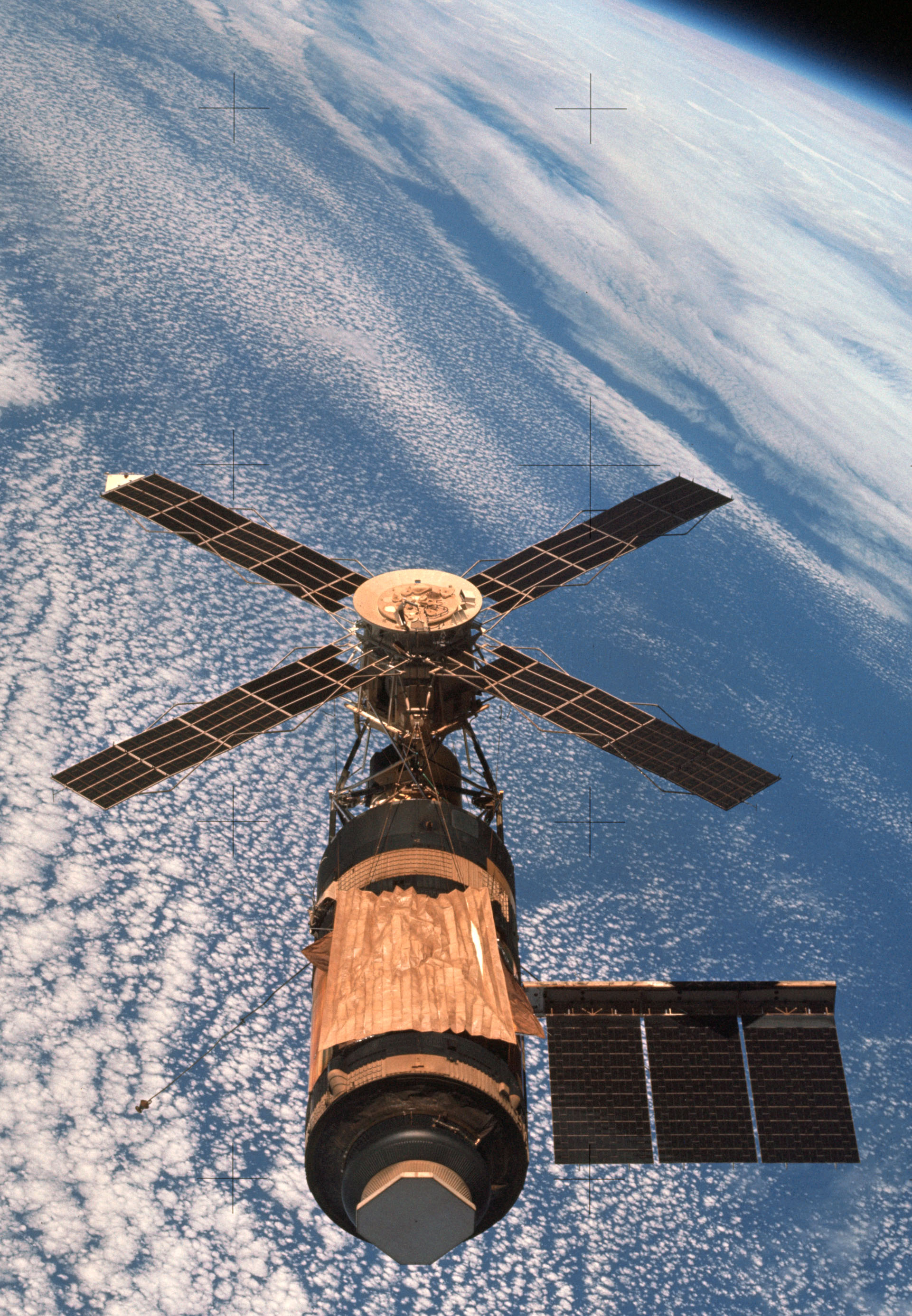
Vue de Skylab en orbite.

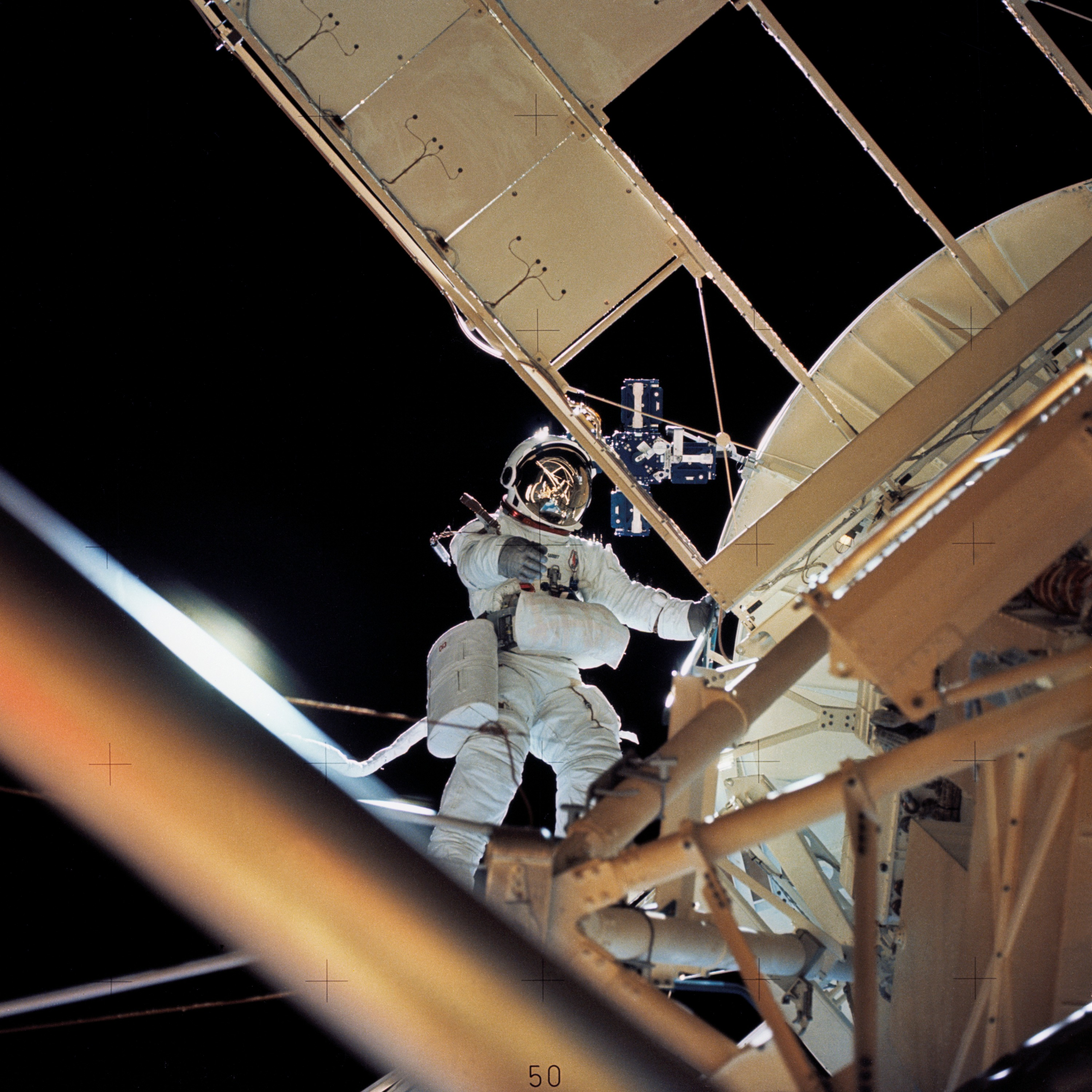
Owen Garriott durant une sortie extravéhiculaire destinée à collecter de la poussière interplanétaire durant la mission SL-3.

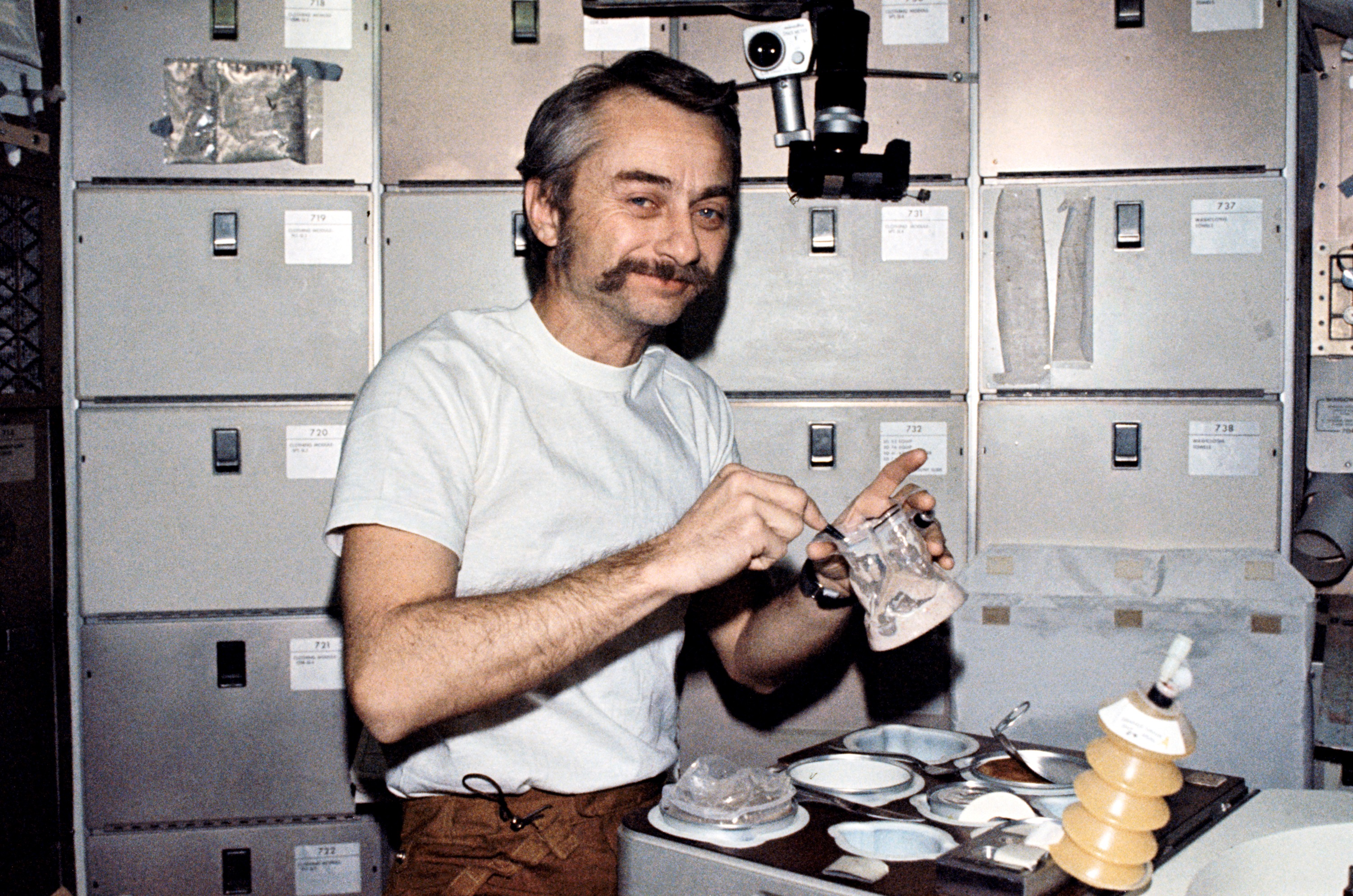
Garriott photographié au cours d'un repas pris dans le carré.

#### Équipage touché par le mal de l'espace
Compte tenu des défaillances en cascade des gyroscopes et des batteries, les responsables du programme Skylab décident d'avancer de trois semaines le lancement du second équipage pour ne pas laisser la station inoccupée durant les deux mois planifiés. L'équipage composé du commandant Alan Bean, du pilote Jack Lousma et du scientifique Owen Garriott est lancé dans son vaisseau Apollo le 28 juillet 1973. Alors que l'équipage précédent avait été complètement préservé du mal de l'espace, les trois membres de Skylab 3 tombent malades quelques heures après le lancement. Arrivés à la station spatiale, leur état ne s'améliore pas ; ils demandent et obtiennent une journée de repos pour leur deuxième journée de présence dans la station spatiale. Le troisième jour, l'équipage va mieux mais il a pris beaucoup de retard sur les tâches d'activation de la station car de nouvelles tâches non planifiées surgissent constamment et les objets dont ils ont besoin ne se trouvent jamais là où ils devraient être. La NASA est particulièrement préoccupée par le fait que tout l'équipage soit tombé malade alors que Bean avait effectué une mission lunaire sans être affecté par le mal de l'espace et Lousma avait démontré une grande résistance dans les exercices au sol susceptibles de révéler une sensibilité au mal des transports. Si les causes de phénomène sont mal expliquées, son incidence sur le déroulement des missions de la navette spatiale en cours de développement est en revanche clairement négative. Dans cette perspective, la NASA décide de donner la priorité à la recherche de moyens permettant de prévenir le mal de l'espace.

#### Déploiement de la protection thermique
L'une des quatre grappes de moteurs de contrôle du vaisseau Apollo avait été touchée par une fuite de carburant peu après le lancement. Cet évènement, surprenant sur un système considéré comme particulièrement fiable, ne présentait pas de risque car le vaisseau pouvait très bien fonctionner avec trois grappes. Mais le 6e jour de leur séjour de l'espace, une deuxième grappe présente des signes de fuite créant une situation de crise. Les ingénieurs craignent que l'origine de l'incident puisse toucher à terme tous les moteurs de contrôle. De toute façon, envisager de manœuvrer le vaisseau Apollo avec uniquement deux grappes de moteurs pour le retour sur Terre était peut-être possible mais ne devait être envisagé qu'en dernier recours. Compte tenu du risque encouru, une mission de secours consistant à lancer un vaisseau Apollo équipé de 5 couchettes avec un équipage de deux astronautes (Brand et Lind) est préparée au centre spatial Kennedy. La date de lancement est planifiée pour début septembre. Entretemps, les techniciens parviennent à déterminer que les deux pannes ne présentent aucun caractère de gravité et que les grappes de moteur touchées par les fuites peuvent sans doute fonctionner. Néanmoins, le centre de contrôle de la mission diffère la première sortie extravéhiculaire programmée pour mettre en place la protection thermique sur l'atelier orbital, le temps de développer des procédures permettant au vaisseau Apollo de réaliser un retour sur Terre avec seulement deux grappes de moteurs. L'origine du problème identifiée par la suite était une connexion trop lâche des conduits d'oxydant.
Le 6 août, Lousma et Garriott entament leur première sortie dans l'espace. Ils doivent assembler deux tiges longues chacune de 17,5 mètres, puis amarrer celles-ci à la structure externe de l'ATM avant de déployer le revêtement protecteur solidaire de l'extrémité des tiges. L'opération qui a été répétée durant près de 100 heures en piscine pour reproduire l'absence de gravité, se déroule pratiquement de manière nominale en environ quatre heures. Après avoir changé les cassettes de film de l'ATM, et inspecté l'extérieur de la station spatiale, ils réintègrent Skylab au terme d'une sortie qui aura duré 6 heures et demie, établissant ainsi un nouveau record de durée. La protection thermique, installée par le premier équipage, avait permis d'abaisser la température de manière notable mais il subsistait des points chauds qui portaient la température à 28 °C durant les périodes d'ensoleillement maximum. Avec la nouvelle protection installée par Lousma et Kerwin, la température intérieure est rapidement ramenée aux valeurs prévues par les concepteurs de la station spatiale. De plus, la sortie extravéhiculaire permet pour la première fois de démontrer que des tâches complexes peuvent être réalisées dans le vide spatial.

#### Expériences scientifiques
À compter du 9 août, les observations du Soleil sont au cœur des activités de l'équipage. Au début de leur séjour, l'activité solaire est faible, mais le 9 août, une éruption solaire de taille moyenne est signalée par un astronome sur Terre. L'information est transmise à l'équipage de Skylab alors que celui-ci profite de sa demi-journée de repos hebdomadaire (l'équipage avait refusé de prendre la journée entière pour pouvoir rattraper le retard pris par rapport au planning des activités). Les astronautes à compter de cette date se succèdent au pupitre des télescopes pour pointer les instruments et enregistrer les images du Soleil en effervescence. Le 20 août, ils effectuent ainsi 14 heures cumulées d'observation. Le 21, ils sont récompensés par l'observation d'une énorme éruption dont la taille atteint les trois quarts de celle du Soleil. Durant la même période, les astronautes ont également un important programme d'observation de la Terre. Les prises d'images effectuées durent 35 minutes par jour mais requièrent contrairement à l'observation du Soleil la participation de tout l'équipage. Les conditions d'observation de la Terre devenant médiocres en milieu de mission, l'équipage consacre le temps qui lui reste aux différentes expériences relevant de la technologie spatiale, de la physique ou de l'astronomie stellaire.

#### Problèmes mécaniques
À compter de la deuxième semaine, les problèmes mécaniques deviennent fréquents. La fuite du déshumidificateur, bien que sans danger, mobilise chaque jour les astronautes. Des fuites, aux conséquences potentiellement plus graves, se produisent également dans les circuits de refroidissement de l'ATM et de l'ensemble instrumental d'observation de la Terre. Finalement, la gravité de la situation est réévaluée et le contrôle au sol repousse la résolution du problème en se contentant de programmer un remplissage des circuits par l'équipage suivant. Ce sont finalement les problèmes affectant les neuf petits gyroscopes utilisés pour détecter les changements d'orientation de la station spatiale qui vont constituer la source de préoccupation la plus importante. Les données fournies par ceux-ci sont sujettes à des erreurs attribuées à des bulles de gaz formées dans les instruments lorsque ceux-ci ont été exposés au vide spatial. Le problème avait été détecté dès le début du lancement, et l'équipage d'Alan Bean avait emporté dans son vaisseau un ensemble de 6 gyroscopes modifiés. Mais les responsables de la mission hésitent à demander leur installation. Jusque là, la station a toujours disposé d'au moins trois gyroscopes en fonctionnement sur chaque axe, permettant une exploitation normale, et l'installation des nouveaux gyroscopes, si elle est mal réalisée, pourrait mettre fin à la mission. Finalement, on décide que les astronautes effectueront l'installation au cours de leur deuxième sortie dans l'espace le 24 août. L'intervention se déroule parfaitement et la station spatiale dispose à nouveau de 9 gyroscopes en état de fonctionner.

#### Un équipage particulièrement performant
L'équipage avait pris du retard sur son planning durant les dix premiers jours de la mission. Mais il est particulièrement soudé et enthousiaste et, après la sortie extra véhiculaire réussie du 6 août, il se donne comme objectif de réaliser 100 % des objectifs planifiés et, si possible, plus. Pour y parvenir, les astronautes travaillent le jour de leur repos hebdomadaire ainsi que durant les deux heures normalement consacrées à la détente entre 20 heures et 22 heures. Les repas sont pris à tour de rôle pour ne pas interrompre les tâches en cours. Le résultat est spectaculaire et, le 12 août, Bean en vient à demander au contrôle au sol de leur donner plus de travaux. Les planificateurs font passer le nombre d'heures de travail quotidiennes de 8 à 12 heures au cours de la troisième semaine. À la fin de la mission, Bean et ses coéquipiers ont dépassé de 50 % les objectifs relatifs aux expériences scientifiques. Cette ardeur au travail s'accompagne d'une ambiance détendue. Les contrôleurs au sol, en communication permanente avec Skylab, sont ainsi un jour interpellés par la femme de Garriot avec qui, incrédules, ils ont plusieurs échanges. Garriott a rediffusé habilement des répliques qu'il a enregistrées auparavant au cours d'une conversation privée avec sa femme. Début septembre, Bean demande que la mission soit rallongée au-delà du délai de 59 jours fixé avant le lancement, mais sa requête est repoussée. Les médecins souhaitent disposer de plus de données avant que ne soit lancée une mission de plus de deux mois. De plus, le stock de nourriture et films à bord de Skylab a diminué de manière sensible. Après 59 jours passés à bord de la station spatiale, soit une durée deux fois plus longue que toutes les missions qui l'ont précédé, l'équipage retourne sur Terre le 25 septembre 1973,.

### Troisième équipage Skylab 4

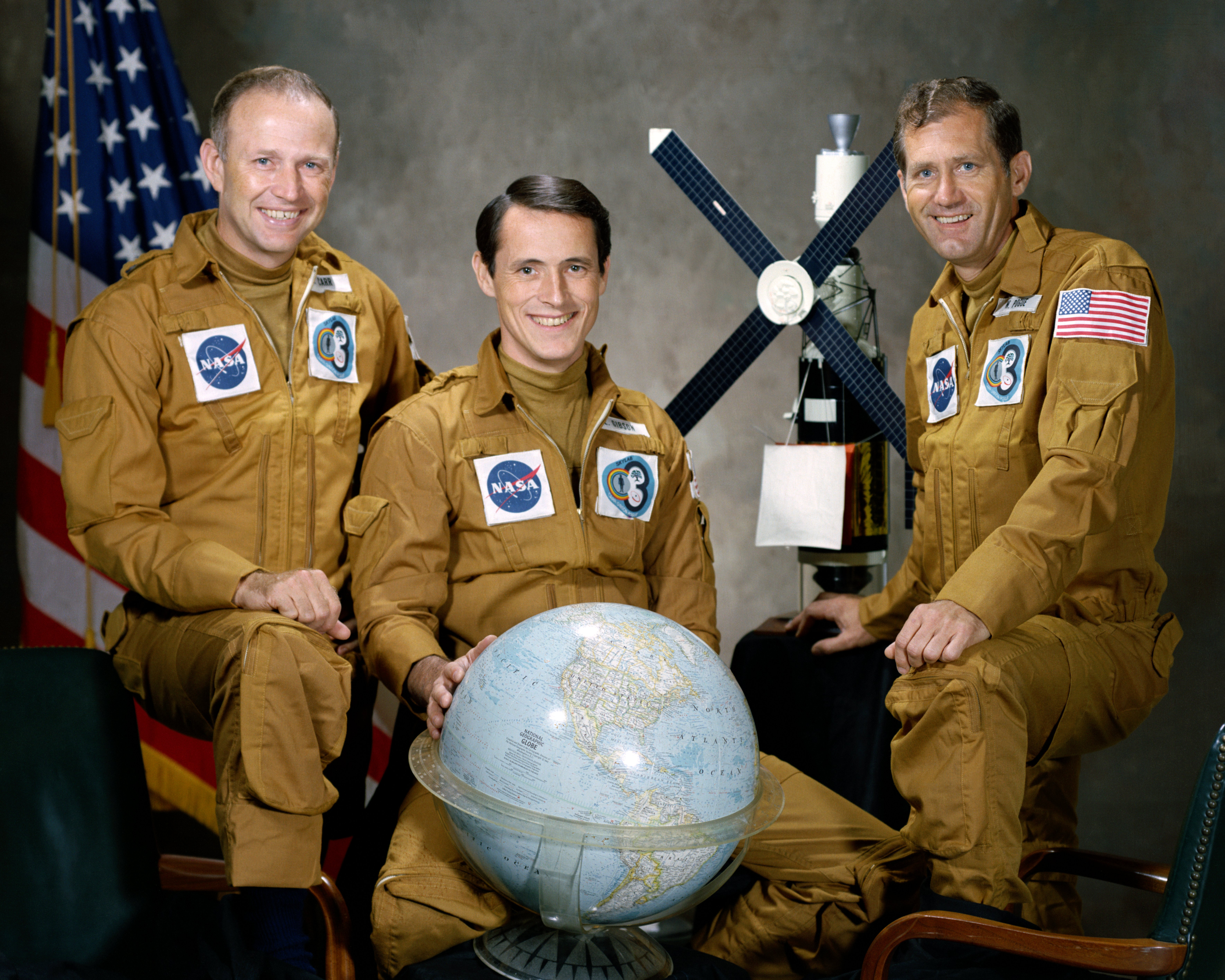
Le troisième équipage : Carr, Gibson et Pogue.

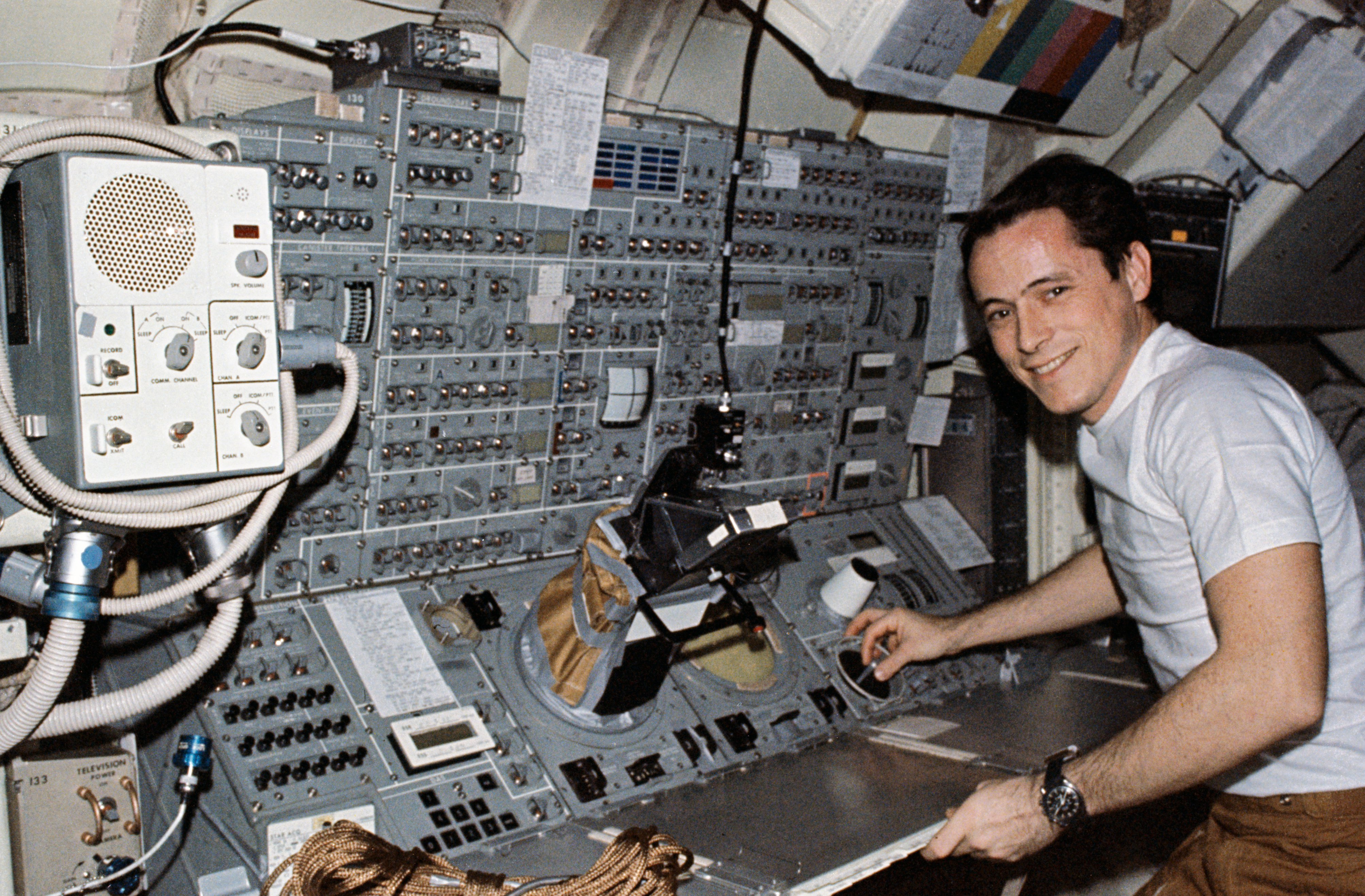
Gibson à la console des instruments de l'ATM.

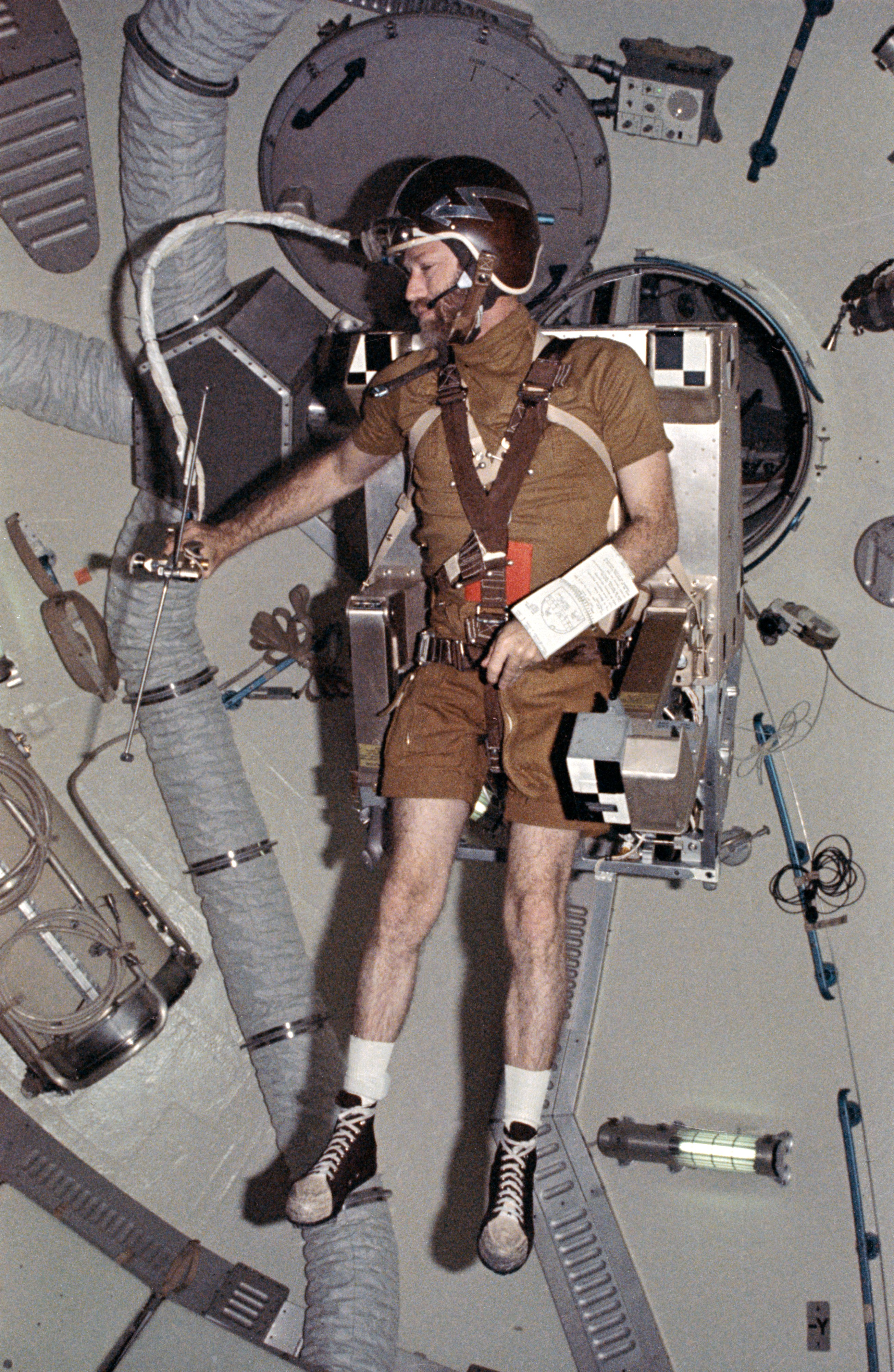
Carr teste un des systèmes de vol autonome dans l'atelier orbital.

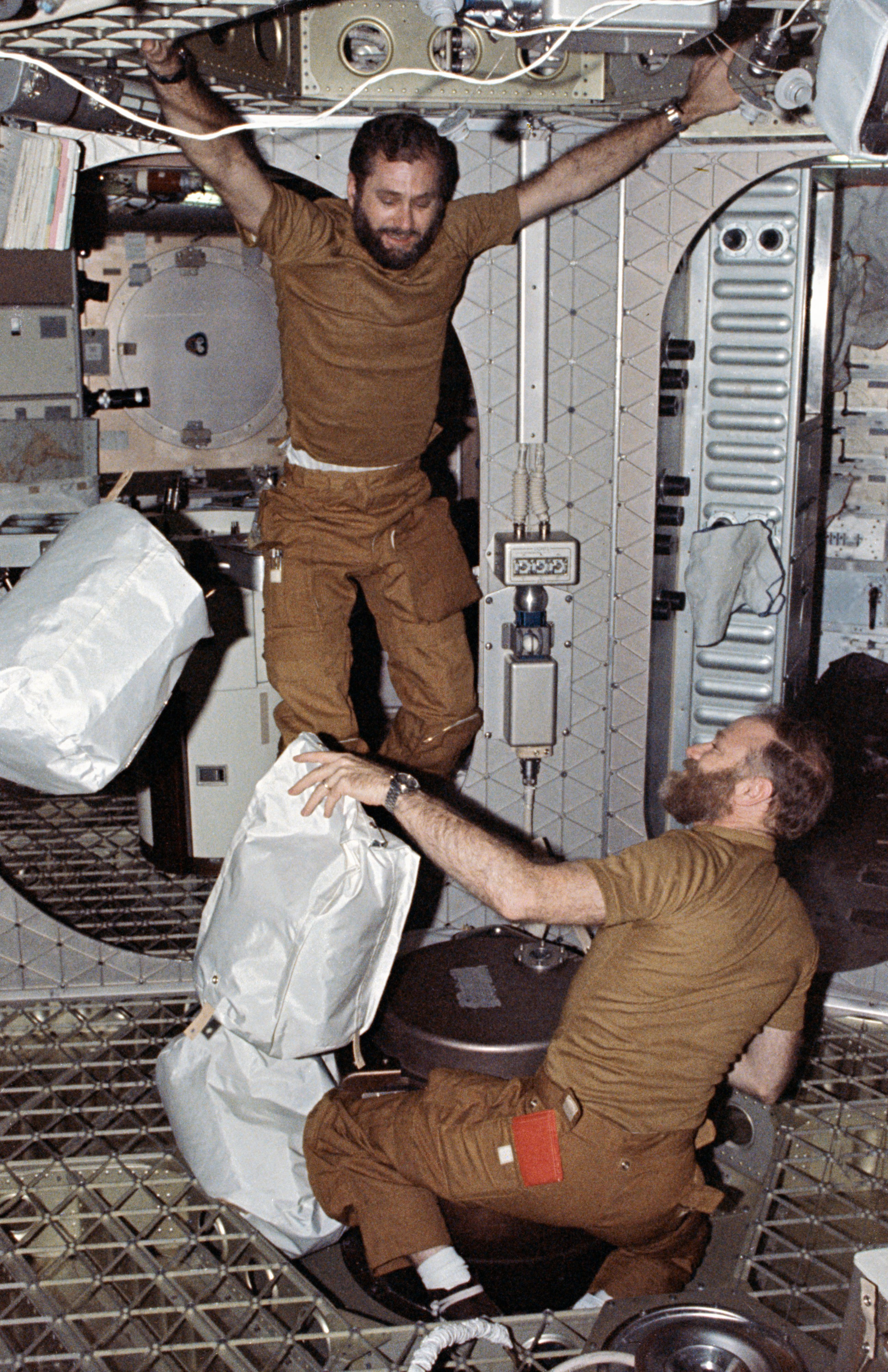
Carr et Pogue insèrent les sacs de déchets dans le réservoir d'oxygène recyclé à cet effet.

#### Lancement de la dernière mission
Le troisième équipage composé de Gerald Carr, William Pogue et Edward Gibson commence son entraînement seulement trois mois avant le lancement prévu le 11 novembre car l'équipage précédent avait jusque-là monopolisé les installations. De nouvelles tâches sont ajoutées au programme de cette troisième mission dont l'observation de la comète Kohoutek découverte en mars 1973 par l'astronome tchèque Lubos Kohoutek qui va nécessiter d'orienter de manière particulière la station spatiale. Au vu du succès de la seconde mission, la NASA décide de prolonger la mission suivante à 70 jours mais, compte tenu d'un coût quotidien d'un demi million de dollars, il est demandé aux planificateurs de prévoir un programme de travaux permettant de justifier ce surcoût. Il est ainsi prévu que 28 hommes-heures soient consacrés chaque jour par l'équipage aux expériences scientifiques. Des craquelures sont détectées dans les ailerons du lanceur Saturn IB, et ceux-ci sont remplacés alors que la fusée est déjà installée sur le pas de tir, ce qui repousse le lancement au 16 novembre. Les responsables du programme prennent des mesures pour tenter de diminuer l'impact du mal de l'espace qui a fortement handicapé le second équipage. La prise de médicaments destinés à combattre le mal des transports est imposée dès que l'orbite est atteinte et il est prévu que l'équipage passe sa première nuit dans le vaisseau Apollo moins spacieux et donc, selon les médecins, moins susceptible de provoquer des malaises. Le vaisseau Apollo est lancé comme prévu le 16 novembre et rejoint la station Skylab après 5 révolutions autour de la Terre. Comme lors des précédentes missions, la manœuvre d'amarrage ne se déroule pas comme prévu et, après deux tentatives, le pilote et commandant de la mission Carr doit utiliser la propulsion pour parvenir à solidariser les deux engins spatiaux.

#### Mauvais départ
Pogue, qui avait été identifié comme particulièrement résistant au mal des transports, est le seul à ressentir les symptômes du mal de l'espace immédiatement après l’amarrage et vomit un petit peu. Les astronautes, après en avoir longuement discuté entre eux, décident de minorer cet incident lors de la conférence médicale quotidienne pour ne pas susciter une réaction excessive du corps médical. Mais leur conversation a été enregistrée, et Alan Shepard, responsable du corps des astronautes, leur adresse par la suite une réprimande publique depuis la salle de contrôle. Carr reconnaît son erreur et l'incident semble clos. Mais les journalistes qui ont accès à l'ensemble des échanges entre la station spatiale et le centre de contrôle se demandent si cet événement ne présage pas une détérioration des relations entre l'équipage et le sol. Carr note par la suite qu'il hésite désormais à discuter des problèmes que rencontre l'équipage car il ne souhaite pas que ceux-ci soient étalés dans la presse. Le troisième équipage a par ailleurs peu d'affinités avec les contrôleurs chargés de les accompagner dans leur activité quotidienne.

#### Activation de la station
La station est restée inoccupée depuis plusieurs semaines et la première tâche des astronautes est de la réactiver. C'est ainsi que, le premier jour, Pogue recharge le circuit de régulation thermique des batteries et des combinaisons spatiales avec du fluide caloporteur. Dès le début, l'équipage prend du retard sur le planning extrêmement serré de ses tâches. Plusieurs facteurs entrent en ligne de compte : l'absence de gravité rend les déplacements plus difficiles et les astronautes sont fréquemment interrompus dans leur tâche par des demandes de Houston. Carr indique à Houston que l'équipage n'a plus le temps de ranger et que la pagaille est en train de s'installer dans la station spatiale. Gibson et Pogue effectuent leur première sortie extravéhiculaire quelques jours après leur arrivée pour installer de nouvelles pellicules dans les caméras de l'ATM et réparer l'antenne du senseur à micro-ondes. Par la suite, les retards sur le planning s'accumulent. L'équipage de la seconde mission a placé la barre très haut en menant ses tâches tambour battant, et les contrôleurs tentent d'obtenir la même cadence avec l'équipage de Carr. Mais alors que Pete Conrad, commandant de la première mission, dans des circonstances identiques, avait réagi en indiquant au centre de contrôle qu'il allait trop loin dans ses exigences, Carr, sans doute inhibé par l'incident de début de mission, ne tente pas de freiner le rythme. Au cours d'un entretien avec Houston, faisant le bilan d'une semaine de présence dans l'espace, il indique que malgré une activité frénétique, l'équipage ne parvient pas à respecter le planning et qu'il trouve cela très démoralisant.

#### Défaillance des gyroscopes
Durant la nuit du 23 au 24 novembre, un des gyroscopes utilisés pour contrôler l'orientation de la station spatiale se met à surchauffer sans doute du fait d'un mauvais graissage. Les ingénieurs au sol sont obligés de l'arrêter. Désormais, la station spatiale ne peut plus utiliser que deux gyroscopes rendant les changements d'orientation plus difficiles. Le problème est aggravé par la quantité limitée de gaz en stock disponible pour les moteurs à gaz froid susceptibles de suppléer les gyroscopes dans leur tâche. En effet, celui-ci a été en grande partie consommé lors des tentatives de sauvetage de la station spatiale peu après son lancement. Les ingénieurs au sol vont mettre plusieurs jours avant de maitriser les changements d'orientation de la station dans cette nouvelle configuration sans dépenser à chaque manœuvre une grande quantité de gaz. Le 13 décembre, alors que l'équipage en est à son 28e jour dans l'espace, la NASA annonce officiellement que, compte tenu des performances des systèmes de la station spatiale et de l'état de l'équipage, la durée de la mission est portée à 60 jours avec possibilité de la prolonger à 84 jours. Mais, dans les jours suivants, chacun des astronautes continue de se plaindre dans le cadre de ses échanges avec le sol de la charge de travail excessive qui leur est imposée.

#### Observations de la comète Kohoutek
Alors que la comète Kohoutek s'approche du Soleil, avec un passage au plus près prévu le 28 décembre, une campagne d'observations systématiques du phénomène débute à bord de Skylab à compter du 23 novembre. Plusieurs instruments scientifiques prévus pour cette occasion sont pointés vers la comète en utilisant le sas scientifique situé dans l'atelier orbital à l'opposé de la direction du Soleil. L'objectif est notamment de déterminer la composition du noyau et de la queue de la comète. Lorsque la comète se trouve proche du Soleil, les télescopes solaires de l'ATM deviennent les principaux moyens d'observation utilisés. Deux membres de l'équipage se relaient à la console de ces instruments pour centrer la visée de ces instruments sur la comète. Deux sorties extravéhiculaires sont réalisées le jour de Noël et quatre jours plus tard. Au cours de celles-ci, Carr et Pogue réalisent plusieurs photos de la comète, changent les cassettes de film et débloquent la trappe qui démasque le spectrohéliographe ainsi que la roue porte-filtres du télescope à rayons X.

#### Mise au point
Les plaintes de l'équipage concernant leur charge de travail semblent se tarir dans la deuxième quinzaine de décembre et celui-ci n'a apparemment aucune peine à tenir ses objectifs. Les astronautes prennent même le temps de réaliser un arbre de Noël, en recyclant des emballages qu'ils décorent avec des ornements réalisés par leurs soins. Si les contrôleurs au sol considèrent désormais que l'équipage fonctionne de manière nominale, les astronautes ont un tout autre avis. Ils ont la sensation que les planificateurs sont plus sensibles à la quantité qu'à la qualité des résultats produits. Ils souffrent du planning inflexible qui fixe jusqu'au moindre détail de leur emploi du temps sans leur laisser aucune initiative. Vers Noël, les trois hommes se concertent et décident qu'une mise au point avec les contrôleurs au sol est nécessaire. Le soir du 28 décembre, Carr envoie un message spécial aux responsables de la mission pour demander une discussion franche sur le planning. Il rappelle que l'équipage n'a jamais eu l'intention de tenir le rythme de travail que s'était fixé le second équipage. L'entretien a lieu le lendemain en public. Truly, le responsable des contrôleurs au sol, fait part de son ignorance sur les intentions de Carr de maintenir un rythme moins élevé que le second équipage ; il indique que le planning a été réaménagé lorsqu'il est apparu que l'équipage ne parvenait pas à atteindre ses objectifs. Toutefois les contrôleurs de la mission au sol ont découvert, à leur étonnement, que durant la deuxième quinzaine de décembre, Carr et ses coéquipiers ont abattu autant de travail que le second équipage. Carr insiste sur la nécessité de disposer d'un minimum de temps libre dans la journée pour souffler : le planning ne prévoit plus qu'une heure de détente immédiatement avant le coucher qui est en fait le plus souvent mobilisée pour faire face à une urgence scientifique. Il demande par ailleurs que l'équipage puisse disposer de la liberté de planifier à sa guise les expériences scientifiques ou les tâches d'entretien lorsque leur exécution ne comporte pas de contrainte horaire ou calendaire. Bien qu'aucun changement n'ait été clairement acté dans le cadre de cet échange de point de vue, les relations entre contrôleurs au sol et l'équipage se détendent par la suite et le moral de l'équipage est nettement en hausse.

#### Prolongement de la mission
Après s'être concerté sur l'état du matériel et de l'équipage, les responsables de mission décident, le 11 janvier 1974, de donner le feu vert pour le prolongement de la mission à 84 jours. Toutefois, l'un des deux gyroscopes chargé de maintenir l'orientation de la station présente des signes croissants de dysfonctionnement liés à un graissage insuffisant de ses roulements. Une surveillance permanente est mise en place et les expériences d'observation de la Terre, qui le sollicitent, sont limitées aux configurations météorologiques les plus favorables. Mi janvier, l'orbite de la station la maintient durant 46 révolutions exposée en permanence au Soleil et la température à l'intérieur de l'atelier orbital monte le 18 janvier jusqu'à 28 °C. Gibson, qui dort dans une partie du module mal isolée par la protection thermique improvisée, décide d'installer sa couchette dans le sas mais son sommeil est fréquemment troublé par le fax, installé dans ce compartiment, qui imprime les instructions envoyées par les contrôleurs au sol. L'activité solaire avait été décevante depuis le début de la mission au grand dépit des astronomes impliqués dans les expériences embarquées par Skylab et de Gibson, le scientifique de l'expédition. De petites manifestations solaires avaient été remarquées par des observateurs au sol, le 20 janvier, et Gibson décide à compter de cette date d'assurer une veille quasi permanente à la console qui contrôle les instruments de l'ATM. Il est récompensé le lendemain par une éruption solaire dont il arrive à enregistrer l'apparition. Le 3 février, une dernière sortie extravéhiculaire est effectuée par Carr et Gibson pour récupérer les films de l'ATM et ramener des expériences ayant pour objectif de collecter des particules. Après avoir rangé à grand-peine dans le vaisseau Apollo les films, résultats d'expériences, échantillons d'urine et de sang, l'équipe embarque à son tour le 8 février et amerrit peu après dans l'océan Pacifique. De manière très symbolique, pour la première fois depuis le vol de Gemini 6, en 1965, aucune télévision n'assurait la retransmission en temps réel de l'événement.

#### Abandon de la station spatiale
Avant de quitter le laboratoire spatial Gerald Carr utilise la propulsion du vaisseau Apollo pour remonter l'altitude de Skylab de 11 km plaçant la station sur une orbite de 433 × 455 km. Après le départ des astronautes, les contrôleurs laissent s'échapper l'atmosphère de l'atelier orbital et réorientent la station en la mettant à la verticale, avec le port d'amarrage pointé vers le zénith, de manière qu'elle soit stabilisée par gradient de gravité. Dans cette configuration, la station est capable d'envoyer des données télémétriques au sol lorsque les panneaux solaires sont éclairés par le Soleil. On peut également envisager qu'un astronaute équipé d'une combinaison spatiale puisse pénétrer dans la station.

### Tentative de sauvetage et rentrée atmosphérique
En août 1973, alors que le deuxième équipage se trouvait à bord de Skylab, la NASA avait décidé d'annuler les travaux en cours sur la deuxième station spatiale Skylab B car le programme de la navette spatiale mobilisait les budgets destinés aux vols habités. En ce qui concerne la station spatiale existante, la NASA ne planifie aucune nouvelle occupation de celle-ci par un équipage. Le fonctionnement de celle-ci est fortement dégradé, avec plusieurs systèmes de la station spatiale ne fonctionnant pas de manière optimale : un des gyroscopes chargés de contrôler l'orientation de la station est en panne tandis qu'un deuxième présente des signes de faiblesse ; deux des circuits de régulation thermique fonctionnent de manière irrégulière et plusieurs des panneaux solaires arrivent en fin de vie. Durant la phase opérationnelle du programme Skylab, la NASA avait calculé que, compte tenu de la densité des hautes couches de l'atmosphère et du cycle d'activité solaire, la station laissée à elle-même allait être progressivement freinée par sa trainée et effectuer une rentrée atmosphérique vers mars 1983. Selon ces calculs, il était prévu que l'orbite de la station diminue d'abord faiblement de 30 km jusqu'en 1980 puis diminue brutalement de 100 km vers la fin 1982. La NASA prévoyait qu'avant cette échéance, la Navette spatiale américaine serait opérationnelle et placerait en orbite un engin capable de remonter l'altitude de Skylab. Les neuf années de délai semblaient à l'époque suffisantes en 1974 et la NASA traversait une crise budgétaire qui ne lui permettait pas de toute façon de consacrer de moyens financiers à une mission de sauvetage de la station.

Déclin d'orbite de Skylab jusqu'à sa rentrée atmosphérique en 1979.

À la même époque, le programme de station spatiale soviétique Saliout remporte de grands succès. Les cosmonautes effectuent des séjours dans l'espace dont la durée dépasse bientôt les records établis par les astronautes américains à bord de Skylab et les officiels soviétiques évoquent la mise en place de stations spatiales occupées en permanence. Début 1977, la première navette spatiale américaine Enterprise commence ses tests au sol et les planificateurs de la NASA commencent à réfléchir aux missions et aux charges utiles qu'elle pourrait transporter. Le rehaussement de l'orbite de Skylab fait partie des missions envisagées mais les ingénieurs de Houston ne sont pas optimistes. Les techniques de rendez-vous avec une station dont l'orientation n'est plus contrôlée n'ont pas été étudiées et seule la cinquième mission de la navette, planifiée en 1979, pourrait prendre en charge cette tâche. Alors que le maximum du cycle solaire prévu en 1980-1981 s'approche, il devient évident que l'activité solaire est beaucoup plus importante que prévu trois ans auparavant et que le déclin de l'orbite de Skylab allait être beaucoup plus rapide,. Ainsi, les techniciens de la NASA reprennent contact avec le Skylab, le 14 mars 1978. Nourrissant encore l'espoir de lancer la navette avant 1980, ils l'orientent parallèlement à la Terre, de manière que les panneaux solaires de la station puissent recharger les batteries et éviter, tant que possible, les frottements avec les premières couches de l'atmosphère. Mais la conception de la navette spatiale est retardée par des contraintes budgétaires et techniques, et en décembre 1978, la NASA renonce officiellement à sauver un Skylab déjà très fragilisé par de nombreux problèmes depuis son lancement.

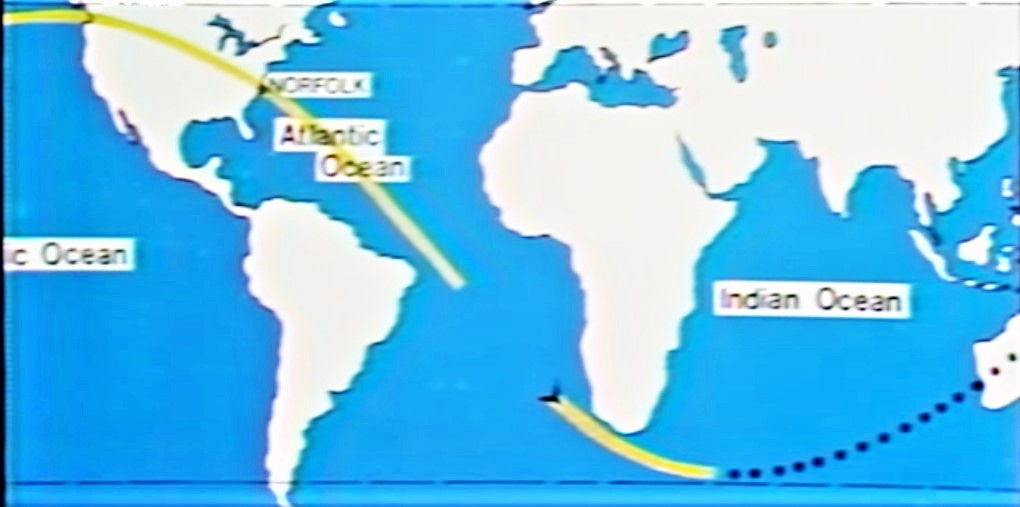
Tracé de l'orbite de chute de la station Skylab

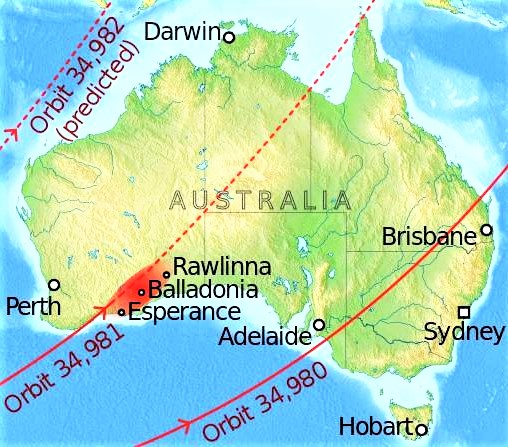
Zone de l'Australie touchée par les débris de la station Skylab (désignée en rouge)

En janvier 1979, la NASA positionne la station en inertie solaire afin d'en faciliter tant bien que mal le contrôle à distance et gérer la chute de plus en plus inéluctable. Celle-ci s'accélère depuis, si bien qu'on commence, dès la mi avril, à avancer des fenêtres de retombées puis des dates de plus en plus précises, repoussées puis probables, s'arrêtant finalement au 12 juillet, compte tenu de l'évolution de la situation et des contraintes atmosphériques et aérodynamiques souvent imprévisibles. Aussi un autre repositionnement intervient en Juin, alors que le Skylab est à 250 km d'altitude, afin de tenter de limiter les dégâts lors de la chute et d'essayer de faire en sorte que le Skylab finisse dans une zone océanique d'après les calculs d'orbites.
Le 11 juillet, au matin (temps universel), le Skylab rendu à 150 km d'altitude est de nouveau positionné en inertie solaire. Cette manœuvre est censée maintenir la station une demi-heure de plus en orbite pour s'assurer que sa chute s'effectuera bien dans l'Océan Indien, d'après l'orbite prévue qui est la 34 981ème et, normalement, dernière. La station de surveillance de l'île de l'Ascension, au sud-ouest de l'Afrique, fut la dernière à capter un signal de Skylab, rendu à 128 km d'altitude.
En fin de compte, Skylab finit sa chute dans le sud-ouest de l'Australie, les retombées s'étendant sur une zone longue de 1500 km de long sur 150 km de large. Des habitants avaient vu quelques boules de feu traverser l'atmosphère et entendu des bruits rappelant ceux de la traversée du mur du son par des avions. Fort heureusement, il n'y eut aucune perte humaine ni de dégâts matériels à déplorer, la zone arrosée par les débris du Skylab étant quasiment inhabitée. Le débris le plus gros est un réservoir d'oxygène cylindrique de 2 mètres de long sur 1 mètre de diamètre,.
La ville d'Esperance a infligé une amende de 400 dollars australiens à la NASA pour « abandon de détritus sur la voie publique » après que des débris du Skylab se sont répandus sur son territoire lors de la rentrée atmosphérique. Si le président Jimmy Carter a présenté ses excuses à l'Australie, le gouvernement américain ne s'est jamais acquitté du montant de l'amende, finalement réglée, près de trente ans plus tard, au printemps 2009, par une station de radio californienne via une souscription,,.

## Activités à bord de la station spatiale
| Activité                          | Skylab 2         | Skylab 3          | Skylab 4          | Total             |
| --------------------------------- | ---------------- | ----------------- | ----------------- | ----------------- |
| Activités médicales               | 7,5 %, 145,3 h   | 8,5 %, 312,5 h    | 6,1 %, 366,7 h    | 6,9 %, 824,5 h    |
| Observations du Soleil            | 6 %, 117,2 h     | 7,8 %, 305,1 h    | 8,5 %, 519 h      | 7,9 %, 941,3 h    |
| Étude des ressources de la Terre  | 3,7 %, 71,4 h    | 5,7 %, 223,5 h    | 4,5 %, 274,5 h    | 4,8 %, 569,4 h    |
| Autres expériences                | 3,4 %, 65,4 h    | 6,2 %, 243,6 h    | 6,7 %, 403 h      | 6 %, 712 h        |
| Périodes de repos, temps libre    | 34,7 %, 675,6 h  | 31,2 %, 1 224,5 h | 30,5 %, 1 846,5 h | 31,5 %, 3 747,6 h |
| Repas, lever et coucher           | 24,5 %, 477,1 h  | 24,8 %, 975,7 h   | 23 %, 1 384 h     | 23,8 %, 2 836,8 h |
| Entretien de la station           | 5,3 %, 103,6 h   | 4 %, 158,4 h      | 4,9 %, 298,9 h    | 4,7 %, 560,9 h    |
| Exercices physiques, hygiène      | 2,9 %, 56,2 h    | 5,2 %, 202,2 h    | 6,4 %, 384,5 h    | 5,4 %, 642,9 h    |
| Sorties extravéhiculaires, autres | 12 %, 232,5 h    | 7,1 %, 279,7 h    | 9,4 %, 571,4 h    | 5,4 %, 1 083,6 h  |
| Total                             | 100 %, 1 944,3 h | 100 %, 3 925,2 h  | 100 %, 6 048,5 h  | 100 %, 11 918 h   |

## Caractéristiques techniques
| Module              | Masse   | Volume pressurisé | Longueur | Diamètre |
| ------------------- | ------- | ----------------- | -------- | -------- |
| Atelier orbital OWS | 38,33 t | 270,2 m3          | 14,7 m   | 6,6 m    |
| Module du sas AM    | 22,23 t | 17,3 m3           | 5,4 m    | 3,1 m    |
| Module d'amarrage   | 6,26 t  | 32,3 m3           | 5,3 m    | 3,1 m    |
| Plateforme ATM      | 11,18 t | -                 | 4,1 m    | -        |
| Total               | 90,6 t  | 354 m3            | 35 m     | 6,6 m    |
| Vaisseau Apollo     |         |                   |          |          |

La station américaine constitue à l'époque le plus grand engin habitable mis en orbite par l'Homme. Long de 35 mètres avec une masse de 90,6 tonnes, le volume habitable est de 354 m3. Skylab est constituée de plusieurs modules :
- l'atelier orbital OWS (Orbital Workshop) est le principal composant de la station spatiale. Il comprend la zone qui héberge l'équipage, les principaux emplacements de stockage des consommables. Les principaux panneaux solaires sont attachés à ce module. Les moteurs chargés de contrôler l'orientation y sont installés ainsi que les réservoirs de stockage des gaz froids qui les alimentent.
- le module du sas AM (Airlock Module) contient le sas, le système de communications, le système de contrôle thermique et le système de contrôle d'énergie.
- le module d'amarrage multiple MDA (Multiple Docking Adapter) comprend le dispositif d'amarrage utilisé par le vaisseau Apollo, le pupitre qui permet de contrôler les télescopes ATM, les capteurs utilisés pour l'observation de la Terre ainsi qu'un certain nombre d'autres expériences.
- la plate-forme des télescopes ATM (Apollo Telescope Mount)

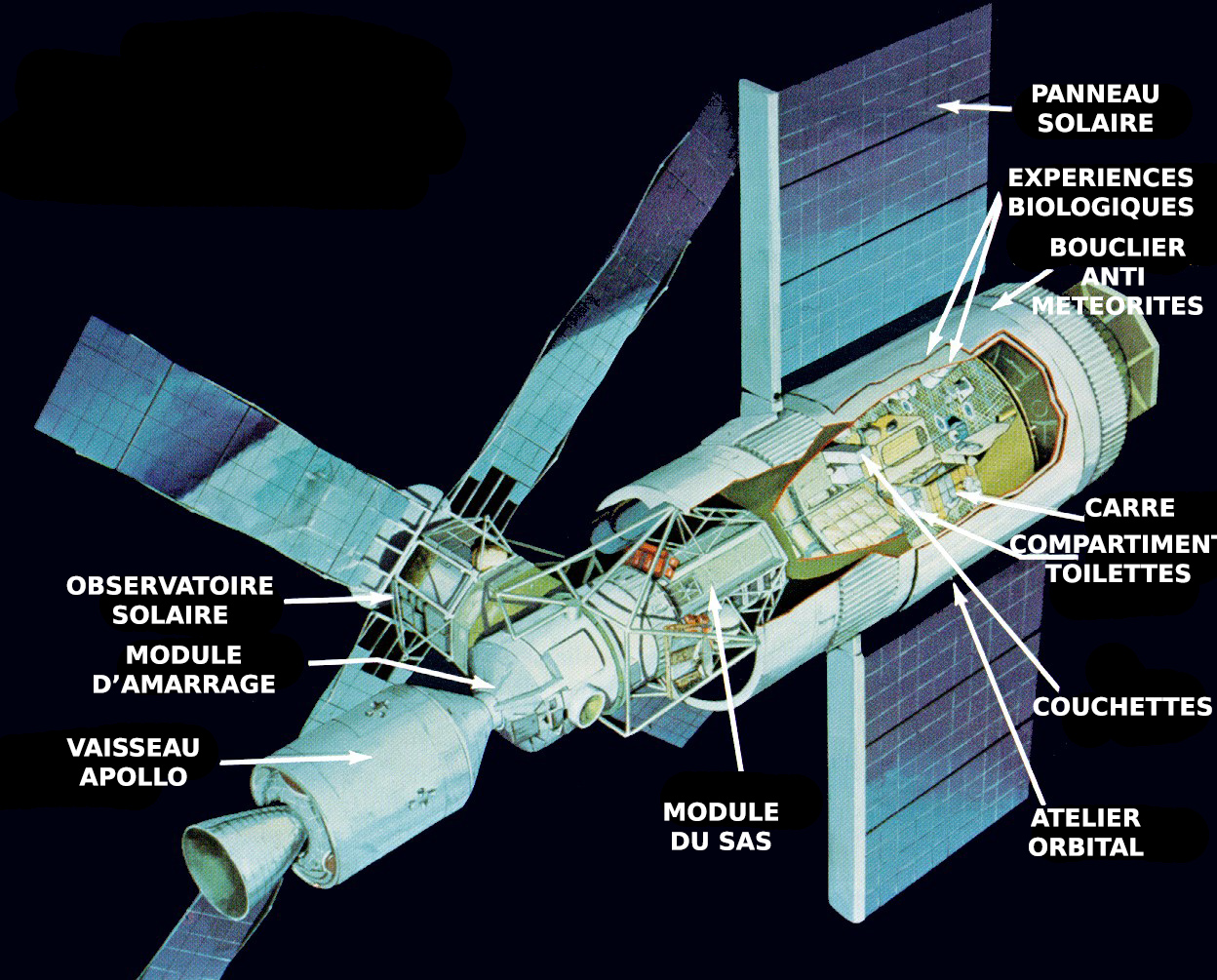
Diagramme d'origine de Skylab.

### Atelier orbital
L'atelier orbital OWS (Orbital Workshop) est le résultat de la conversion d'un étage S-IVB : celui-ci sert normalement de second étage à la fusée Saturn IB et de troisième étage de la fusée Saturn V. Le S-IVB comporte à l'origine un grand réservoir d'hydrogène et un réservoir moins volumineux d'oxygène. Le réservoir d'hydrogène a été reconverti en une zone de vie et de travail baptisée Atelier orbital tandis que le réservoir d'oxygène est utilisé pour stocker les déchets. L'atelier orbital mesure 14,6 mètres de long pour 6,7 mètres de diamètre et son volume habitable est de 275 m3 pour une masse de 38,3 tonnes. Le réservoir d'hydrogène particulièrement vaste a été subdivisé en deux sous-ensembles séparés par un plancher constitué d'un treillis d'aluminium qui permet à l'air de circuler et fournit des prises pour les semelles des chaussures des astronautes.
Le rez-de-chaussée (compartiment arrière dans la documentation de la NASA) est divisé par des cloisons en plusieurs compartiments : un carré de 9,3 m2 avec 3 réfrigérateurs contenant les vivres surgelés, dans lequel l'équipage prépare et prend ses repas, un compartiment de 2,8 m2 avec une sorte de lavabo, une douche et toilettes permettant la récupération d'échantillon d'urine et de matières fécales, une zone de repos avec trois chambres individuelles munies de hamacs verticaux, et une zone consacrée aux expériences scientifiques en particulier biologiques et médicales.
L'étage supérieur (compartiment avant) n'est pas cloisonné et est consacré aux expériences qui demandent beaucoup d'espace libre. Il comprend deux petits sas scientifiques utilisés pour déployer des expériences dans l'espace. Plusieurs espaces de stockages sont situés dans cette partie de l'atelier : 25 boites rectangulaires permettant de stocker les vêtements et les échantillons biologiques sont alignées contre la cloison formant un anneau continu ; l'assortiment de vêtements prévoit pour chaque astronaute un changement de chemise, de sous-vêtements et de chaussettes tous les deux jours, un changement de pantalon toutes les semaines et de hamac tous les quinze jours. Immédiatement en dessous, l'eau (2 721 litres) est stockée dans 10 containers cylindriques. La majorité de la nourriture (950 kg en tout) est également stockée là dans 16 caissons pour la nourriture conservée à température ambiante. L'espace de rangement total dans l'atelier orbital est de 16,4 m3. La circulation de l'air est forcée à l'aide de ventilateurs et des conduites cachées derrière une fausse cloison. Un hublot situé dans le carré permet à l'équipage de regarder à l'extérieur dans une direction opposée à celle du Soleil. En fonction de la position de Skylab sur son orbite les astronautes, peuvent ainsi observer l'espace ou la Terre,. .
La coque est protégée des micrométéorites par un mince bouclier qui est maintenu à 15 cm de sa surface. Les météorites qui le frappent perdent leur énergie puis se fragmentent de sorte qu'elles ne parviennent pas à traverser la coque pressurisée. Au lancement, le bouclier est ferlé et il est déployé en orbite par des barres de torsion. Deux ailes larges de 9 mètres et couvertes de panneaux solaires sont déployées en orbite à l'extérieur de part et d'autre de la coque. Sous le réservoir d'oxygène, donc à l'extrémité arrière de l'arrière, se trouvent 15 réservoirs sphériques d'azote qui alimentent deux grappes de trois propulseurs à gaz froid utilisés pour le contrôle d'attitude. À l'emplacement du moteur de l'étage se trouve un radiateur.

Atelier orbital
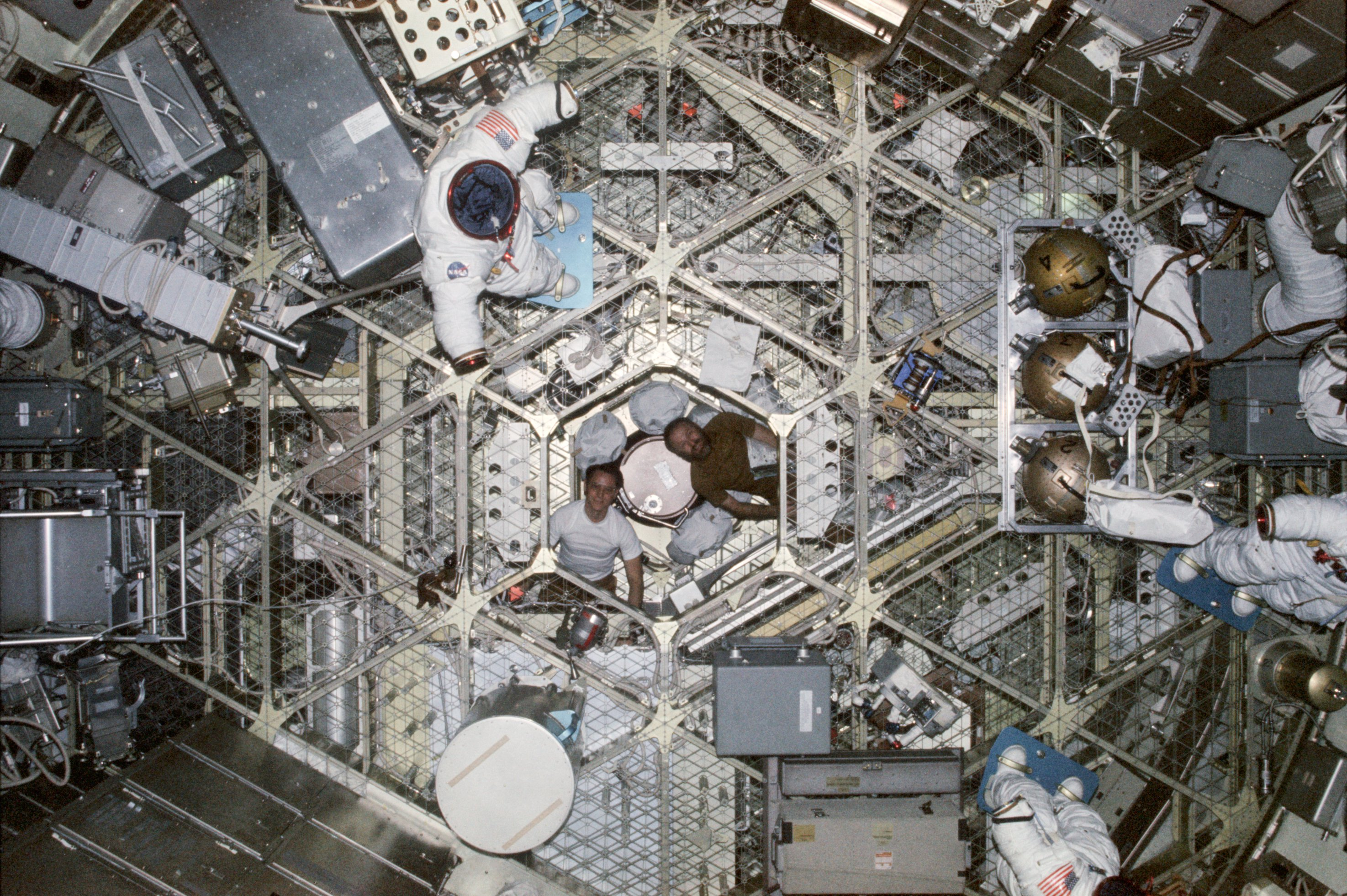
Vue plongeante sur l'atelier orbital depuis l'écoutille du module AM.
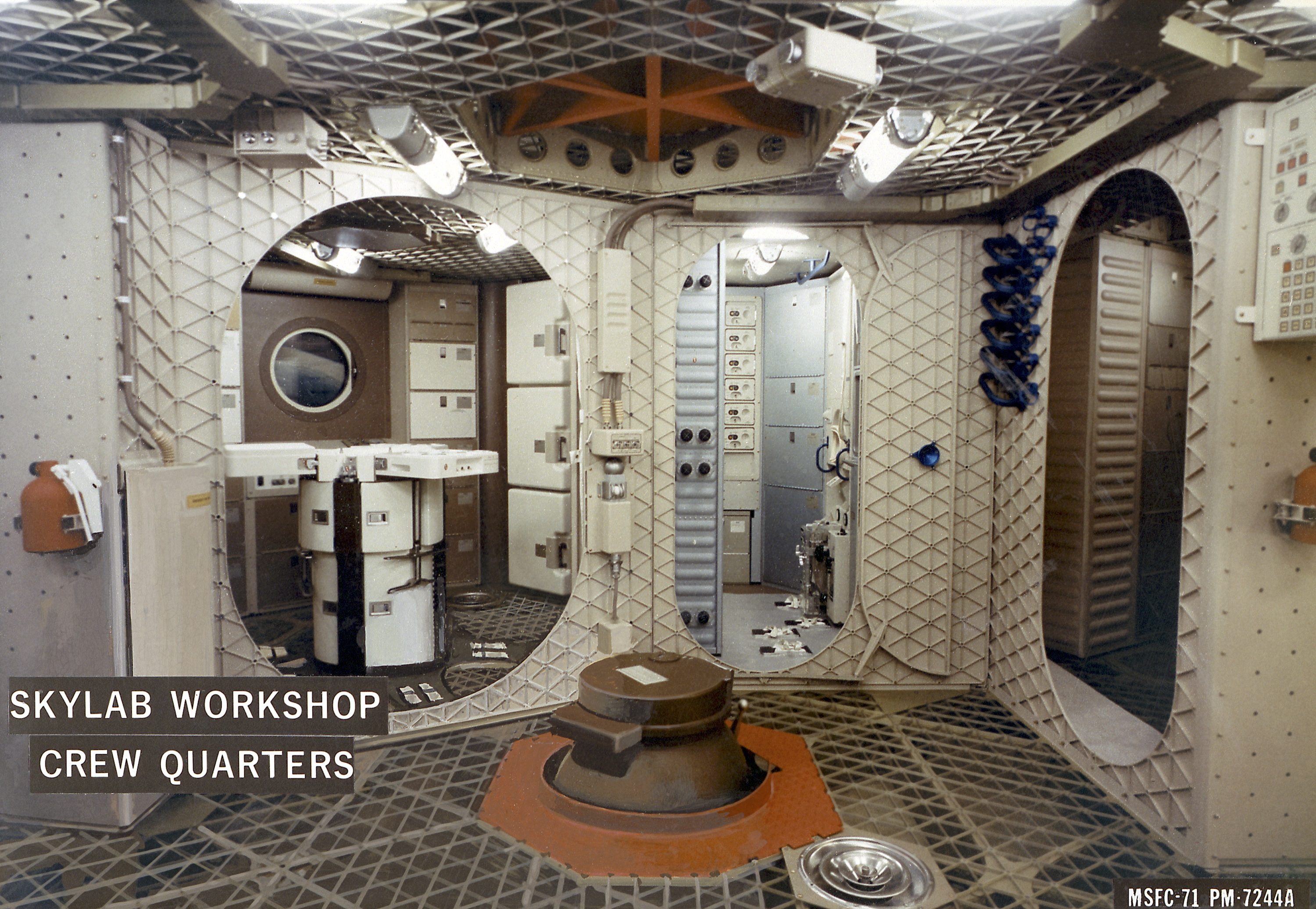
Compartiment arrière, à gauche, le carré avec sa table et les plateaux chauffants, au centre, le compartiment douche et toilettes, à droite les chambres à coucher.
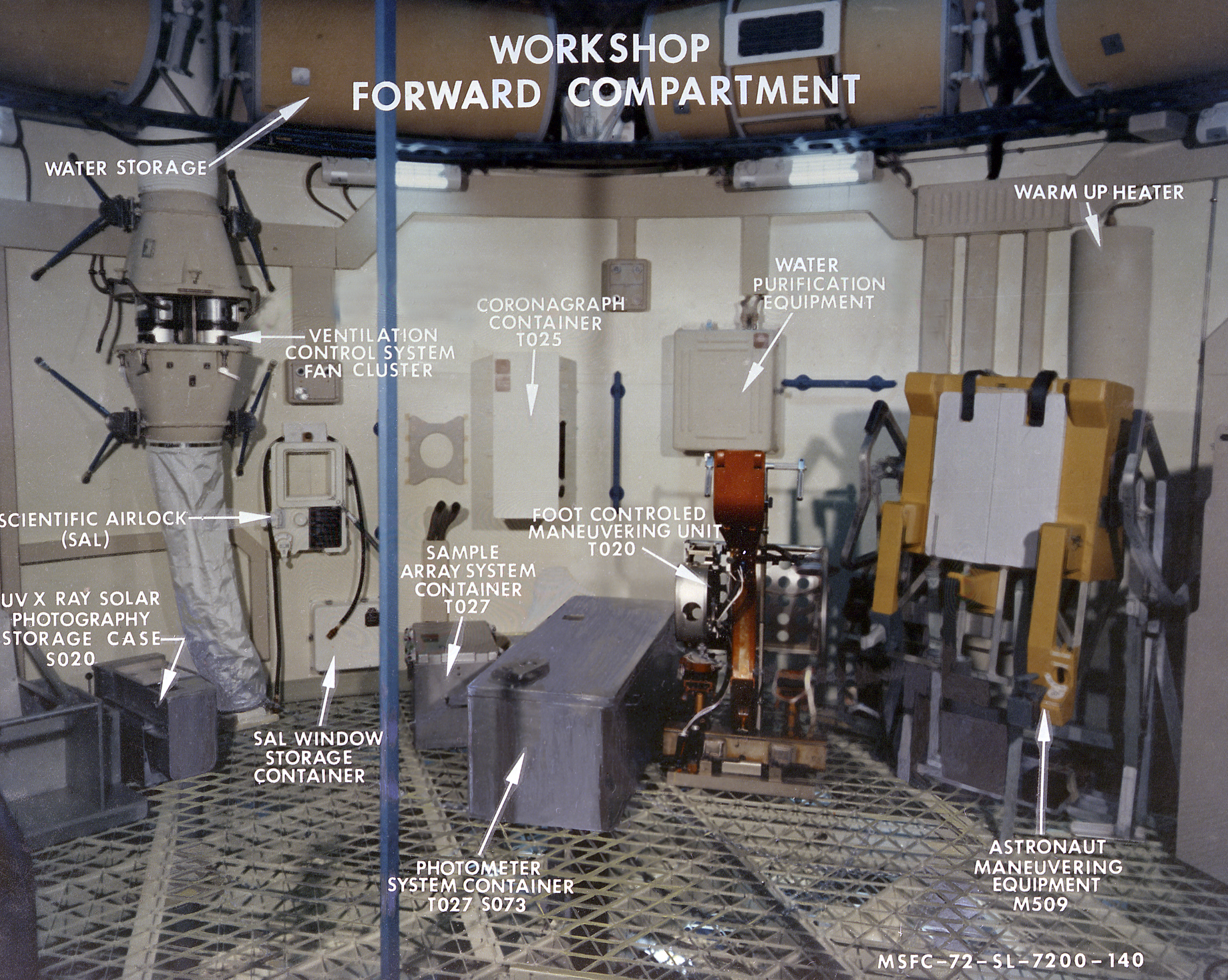
Compartiment avant.
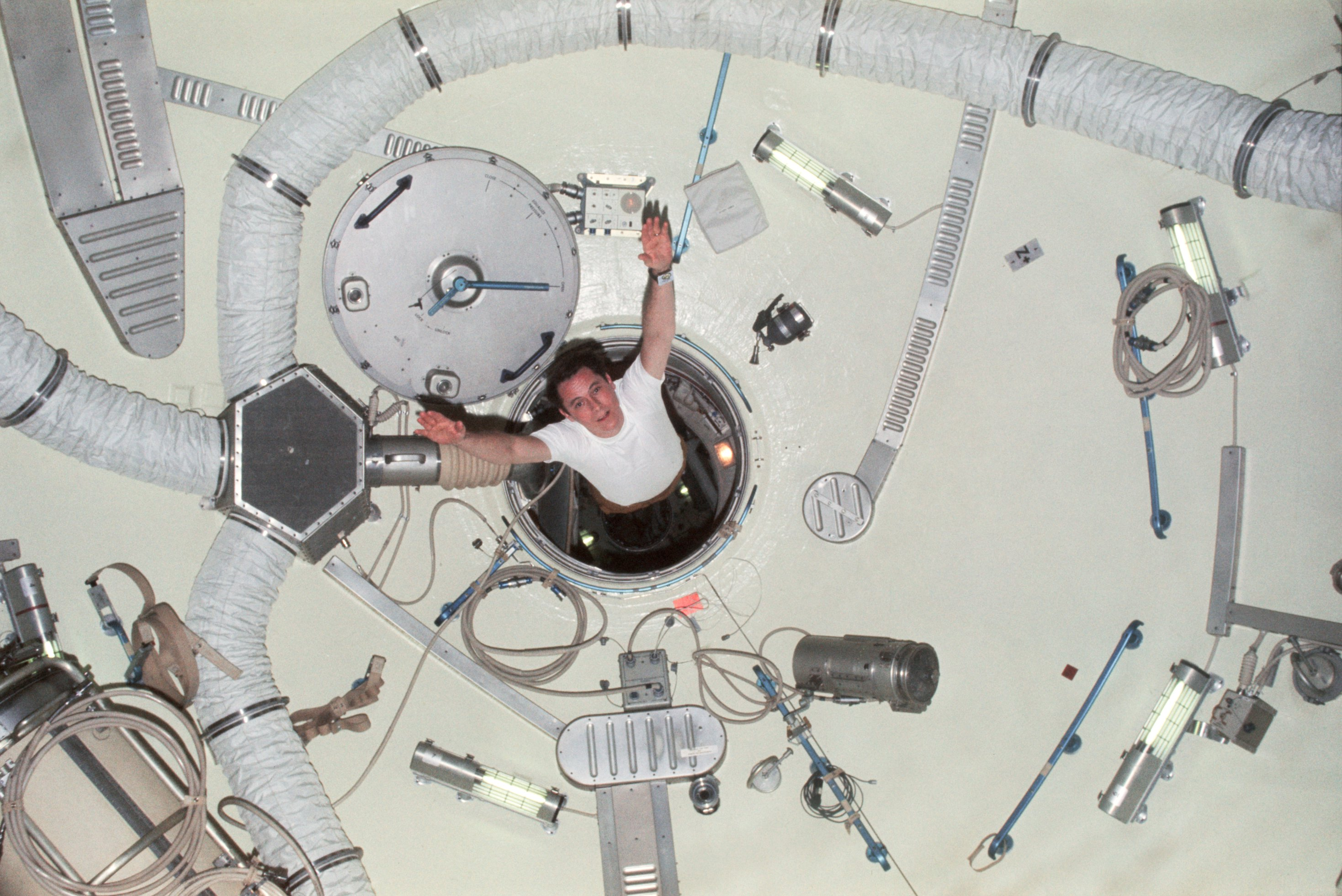
Le plafond de l'atelier orbital et l'écoutille menant au module AM.

### Module AM
Le module du sas AM (Airlock Module) réalise la liaison entre l'atelier orbital OWS et le module d'amarrage multiple MDA. Il remplit trois objectifs : c'est un élément structurel majeur de Skylab, il comporte un sas qui permet aux astronautes de quitter la station pour effectuer une sortie extravéhiculaire, et il sert de centre de contrôle des communications. De plus la majorité des bonbonnes d'oxygène et d'azote qui fournissent l'atmosphère de Skylab est stockée dans un espace non pressurisé situé entre la cloison du module et une cloison externe qui prolonge le module orbital de 6 mètres de diamètre. La partie pressurisée est constituée de deux cylindres dans le prolongement l'un de l'autre. Le premier long de 1,4 mètre, dont le diamètre est identique à celui de l'atelier orbital et qui est connecté à celui-ci, sert de support à la monture des télescopes Apollo ATM (Apollo Telescope Mount). Le second sert de passage entre l'Atelier orbital et le module d'amarrage multiple MDA. Des écoutilles situées à chaque extrémité peuvent être fermées pour dépressuriser le tunnel et une écoutille latérale est alors utilisée pour une sortie extravéhiculaire. Le module contient également le système d'alarme de Skylab et le tableau de commandes manuelles pour la pressurisation et la purification ainsi que pour le contrôle énergétique et les télécommunications.

Le module AM
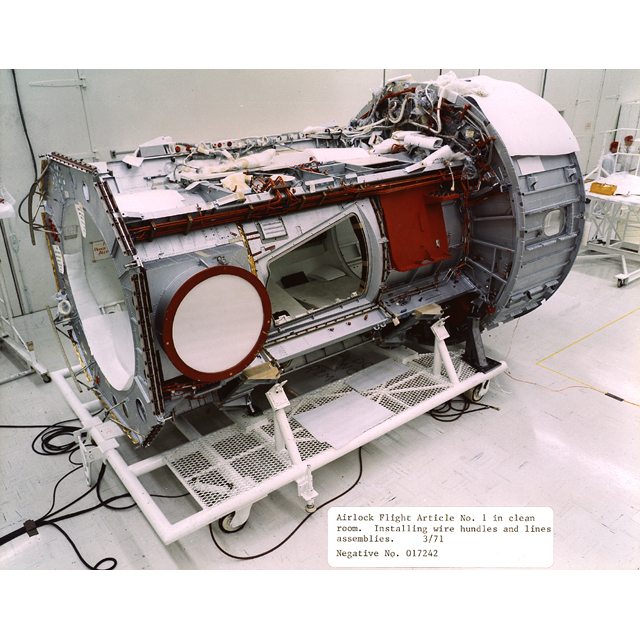
Le module AM en cours de montage. L'ouverture est le sas par lequel les astronautes sortent pour les sorties extravéhiculaires.
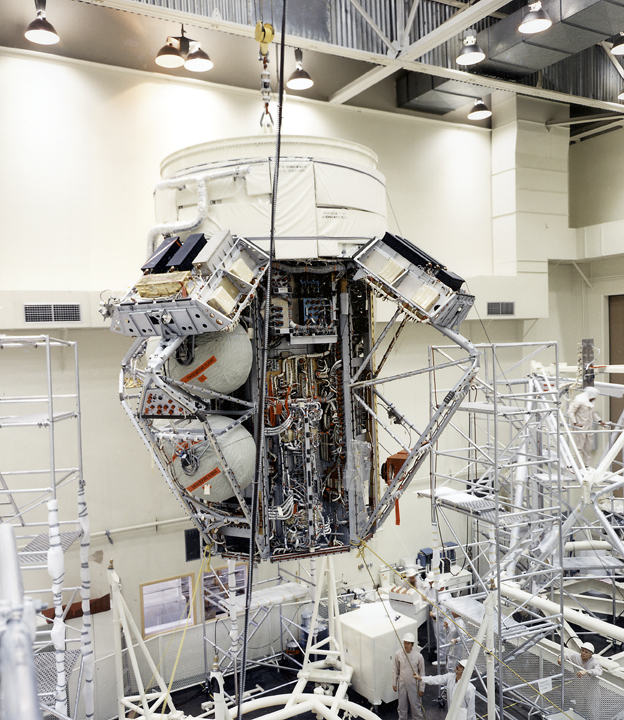
Le module AM entièrement équipé.
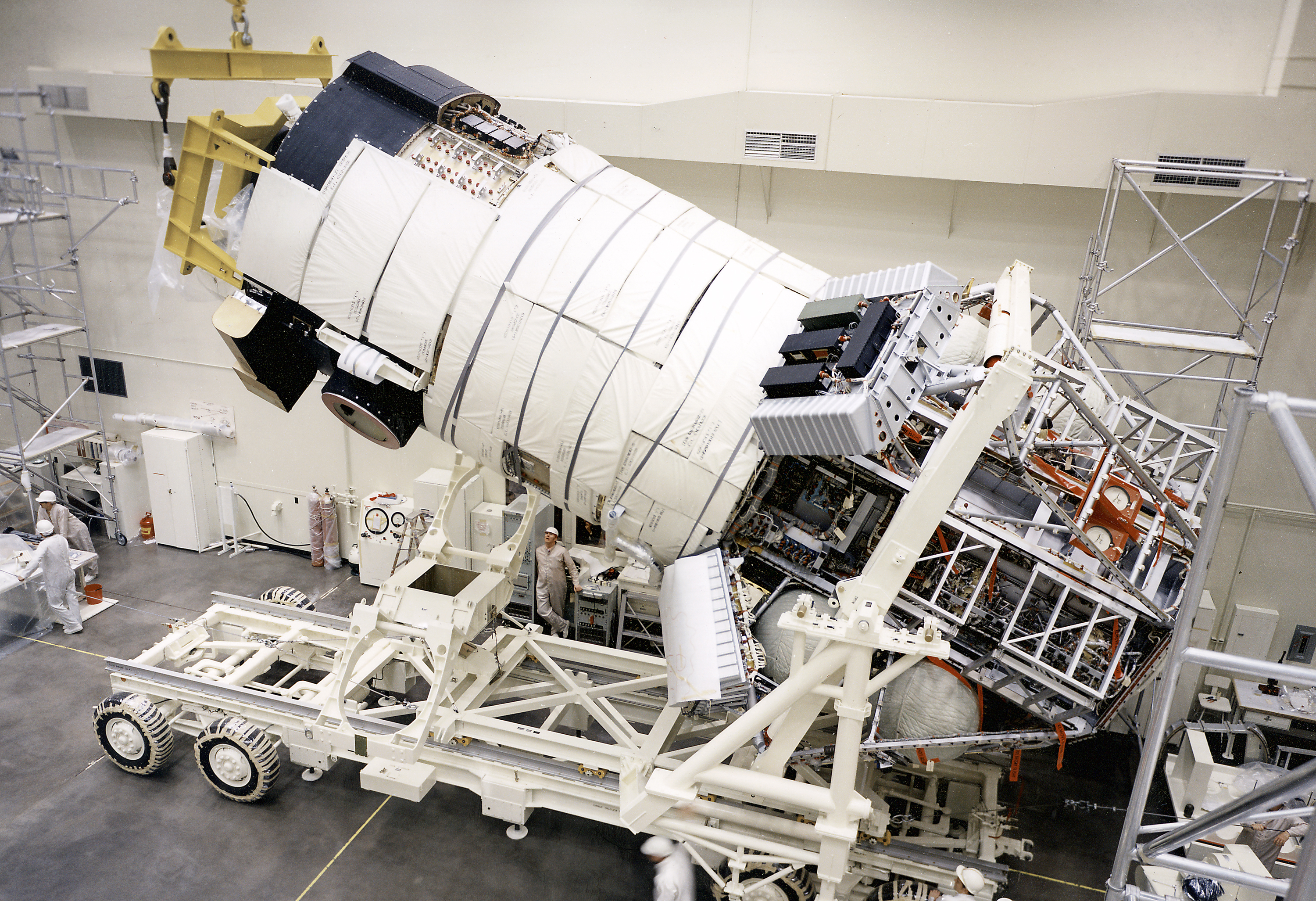
Les modules AM et MDA assemblés.

### Module d'amarrage MDA
Le module d'amarrage multiple MDA (Multiple Docking Adapter) remplit comme les autres modules de la station spatiale plusieurs objectifs. Il est équipé de deux ports d'amarrage utilisables par les vaisseaux Apollo chargés d'amener et ramener les équipages à bord de Skylab. Il contient les pupitres de contrôle des instruments de l'ATM, de l'ensemble expérimental de ressources terrestre EREP (Earth Resources Experiment Package) et de l'expérience M512 (installation de fabrication de matériaux en gravité nulle). Il est également utilisé pour stocker les films, les expériences et l'équipement électrique et audiovisuel. Le port d'amarrage principal utilisé par défaut se situe à l'extrémité et dans l'axe du module MDA. Le port d'amarrage secondaire n'est utilisé qu'en secours. L'ensemble EREP comprend des caméras et des capteurs utilisés pour observer la Terre lorsque celle-ci se trouve dans l'axe opposé au Soleil ainsi que les consoles permettant aux astronautes de manipuler ces instruments.

Le module MDA
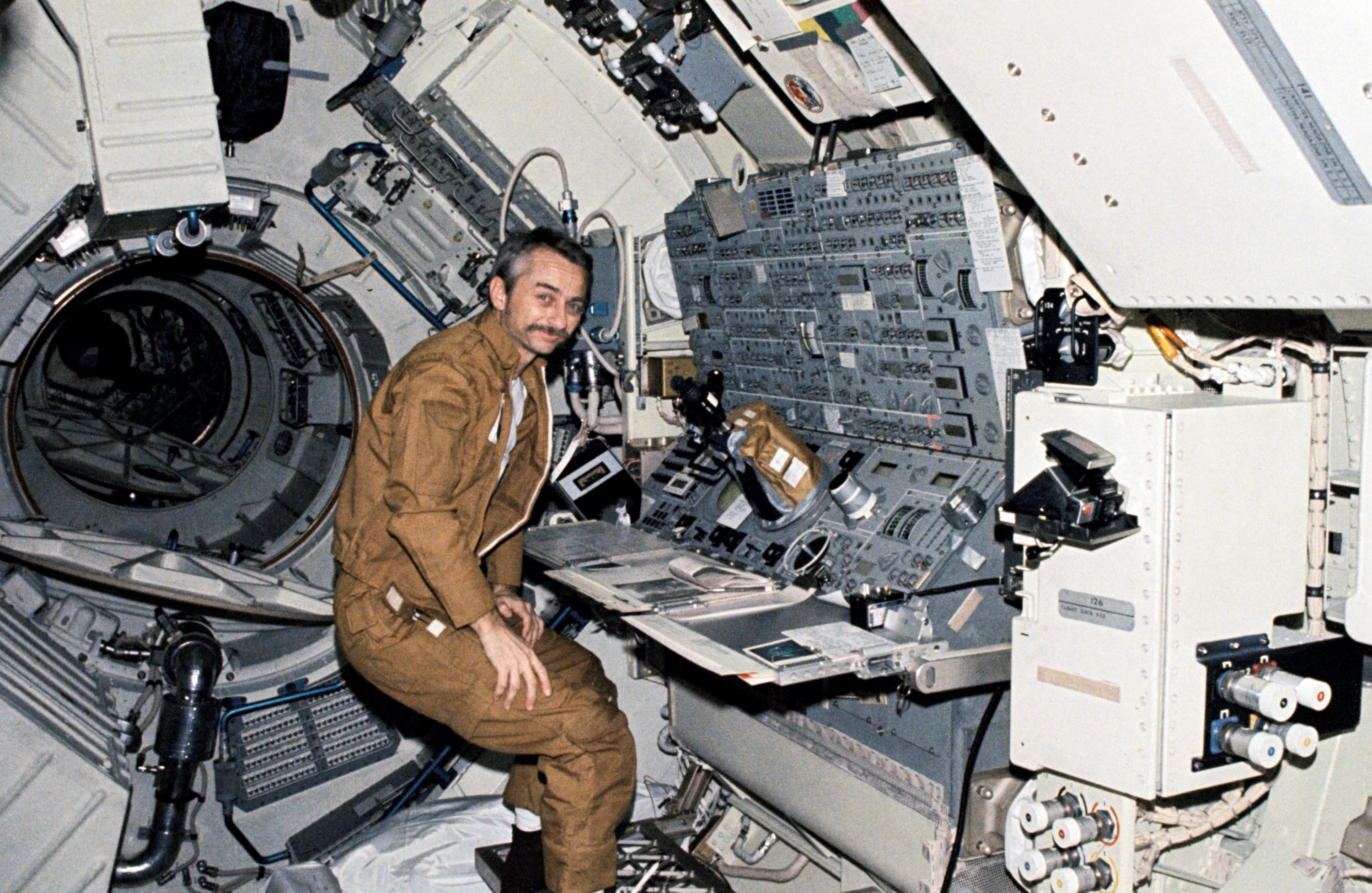
O Garriott est installé au pupitre de commandes des télescopes dans le module MDA.
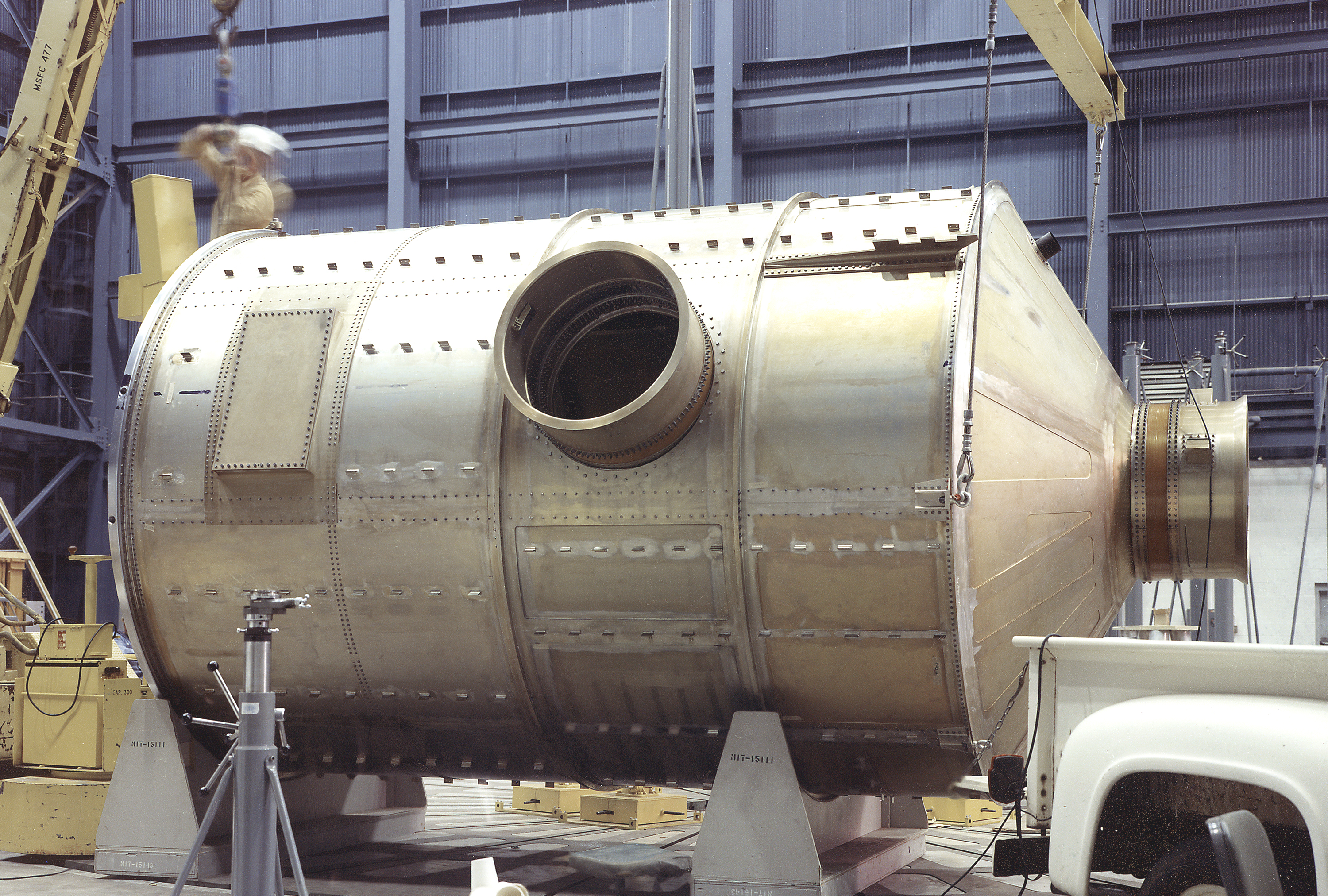
Structure du module MDA : on distingue les deux ports d'aménagement axial et latéral.
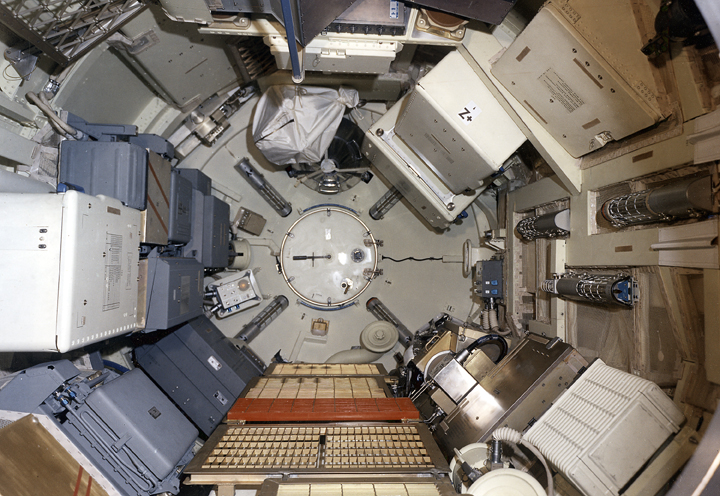
Les équipements du MDA.

### Module ATM
La monture des télescopes Apollo ATM (Apollo Telescope Mount) regroupe 8 télescopes utilisés par l'équipage de Skylab pour observer le Soleil. Il est composé d'une structure externe qui relie l'ATM au reste de la station spatiale et d'un module contenant les télescopes. L'ATM est positionné dans le prolongement du reste de la station spatiale pour le lancement. Après la mise en orbite, l'ATM pivote de 90° ce qui libère le port d'amarrage principal utilisé par le vaisseau Apollo. Dans cette position l'axe des télescopes est perpendiculaire à l'axe de la station et pointe vers le Soleil comme les panneaux solaires.
La structure externe est constituée d'un treillis de tubes de forme octogonale de 3,3 mètres de diamètre et de 3,6 mètres de long qui sert de support à quatre ailes porteuses de panneaux solaires disposées en ailes de moulin. Cette structure contient également les batteries électriques, trois gyroscopes CMG (Control Moment Gyro System) et leur système d'alimentation ainsi que le système de télécommunications de l'ATM. Les gyroscopes CMG (Control Moment Gyroscopes) sont utilisés pour la première fois sur un engin spatial pour modifier son orientation. Les axes des trois gyroscopes peuvent être inclinés ce qui entraîne dans un mouvement inverse le reste de la station. Cette solution technique permet de corriger l'orientation sans consommer d'ergols et en ne générant pas de gaz qui pourraient polluer l'optique des télescopes de la station spatiale.
Le module contenant les télescopes est monté sur un anneau qui permet aux astronautes de faire pivoter de 120° l'ensemble autour de l'axe parallèle à celui des télescopes. Cette facilité est utilisée pour les études de la polarisation des radiations solaires et pour remplacer dans certains cas les cassettes de films. Un autre anneau est intercalé entre le module et la structure externe et permet d'affiner le pointage des télescopes dans les deux axes sans faire pivoter toute la station. L'inclinaison maximale qui peut être ainsi obtenue est de ±2°. Le module contenant les télescopes a un diamètre de 2,1 mètres et est long de 3 mètres. La température interne est maintenue à 21 °C à l'aide d'un système de contrôle thermique actif utilisant un circuit de refroidissement dans lequel circulent de l'eau et du méthanol.

Le module ATM et les télescopes
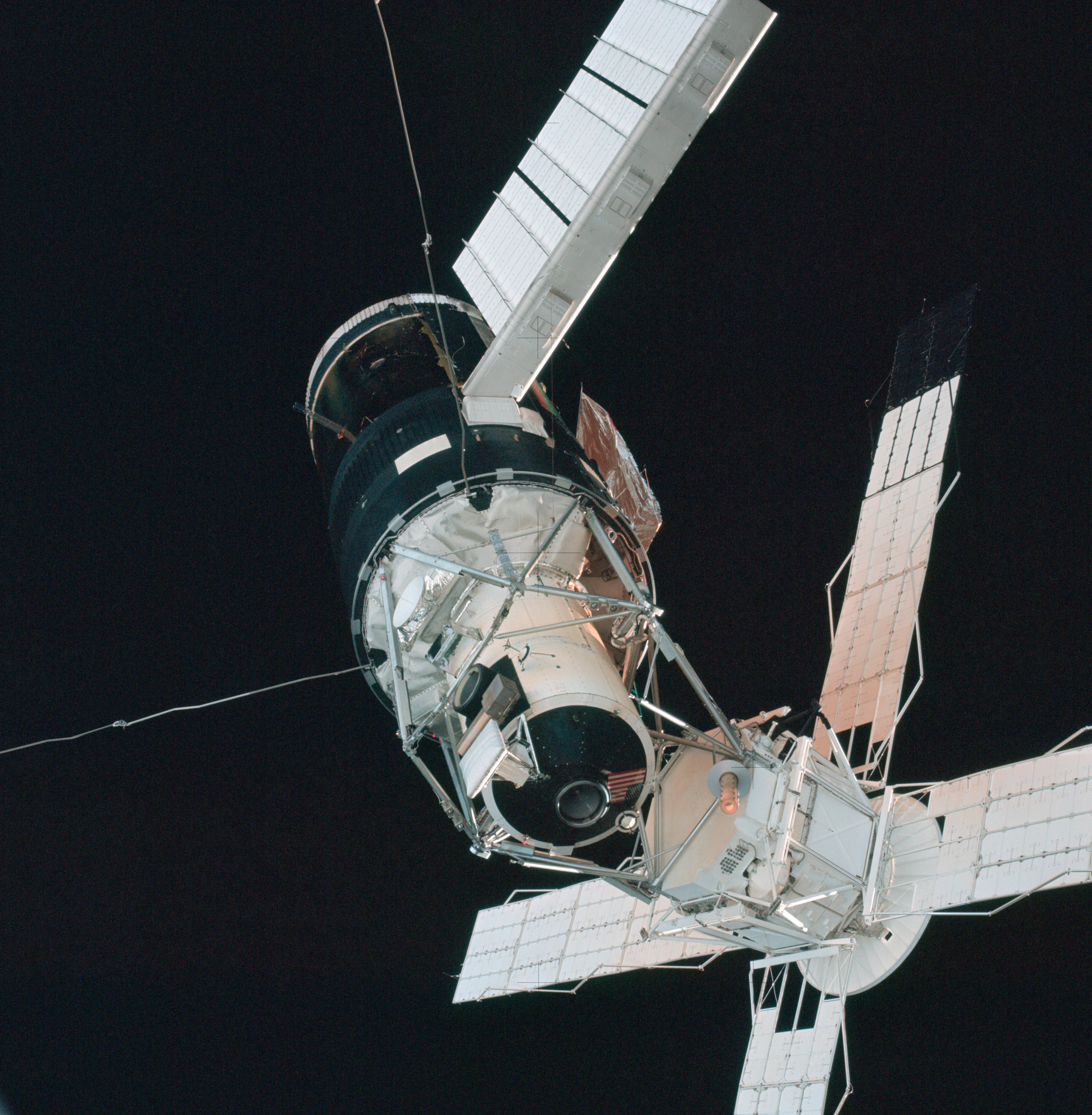
Le module ATM et le module d'amarrage.
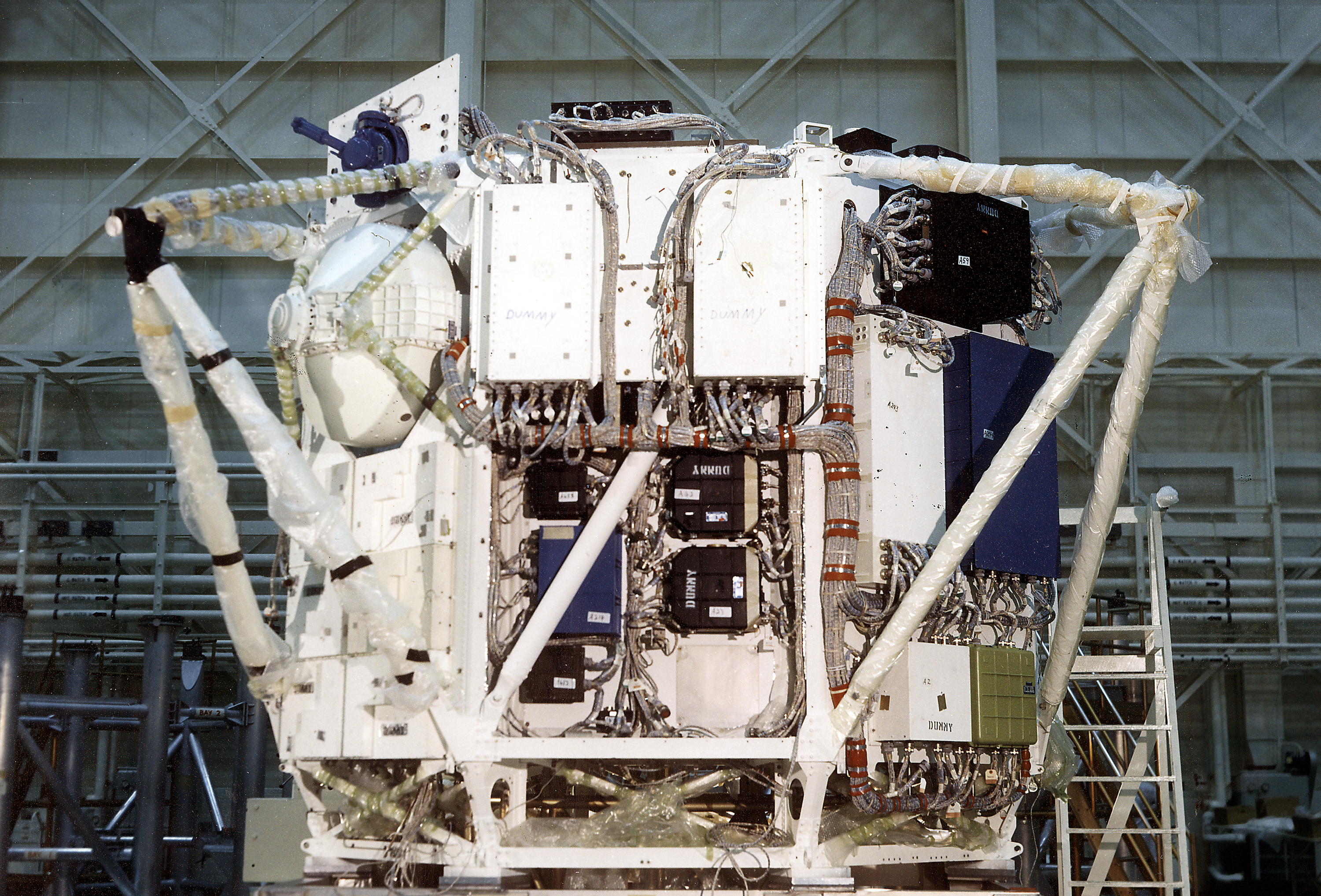
Le module supportant les télescopes. On distingue sur la gauche un des gyroscopes CMG.
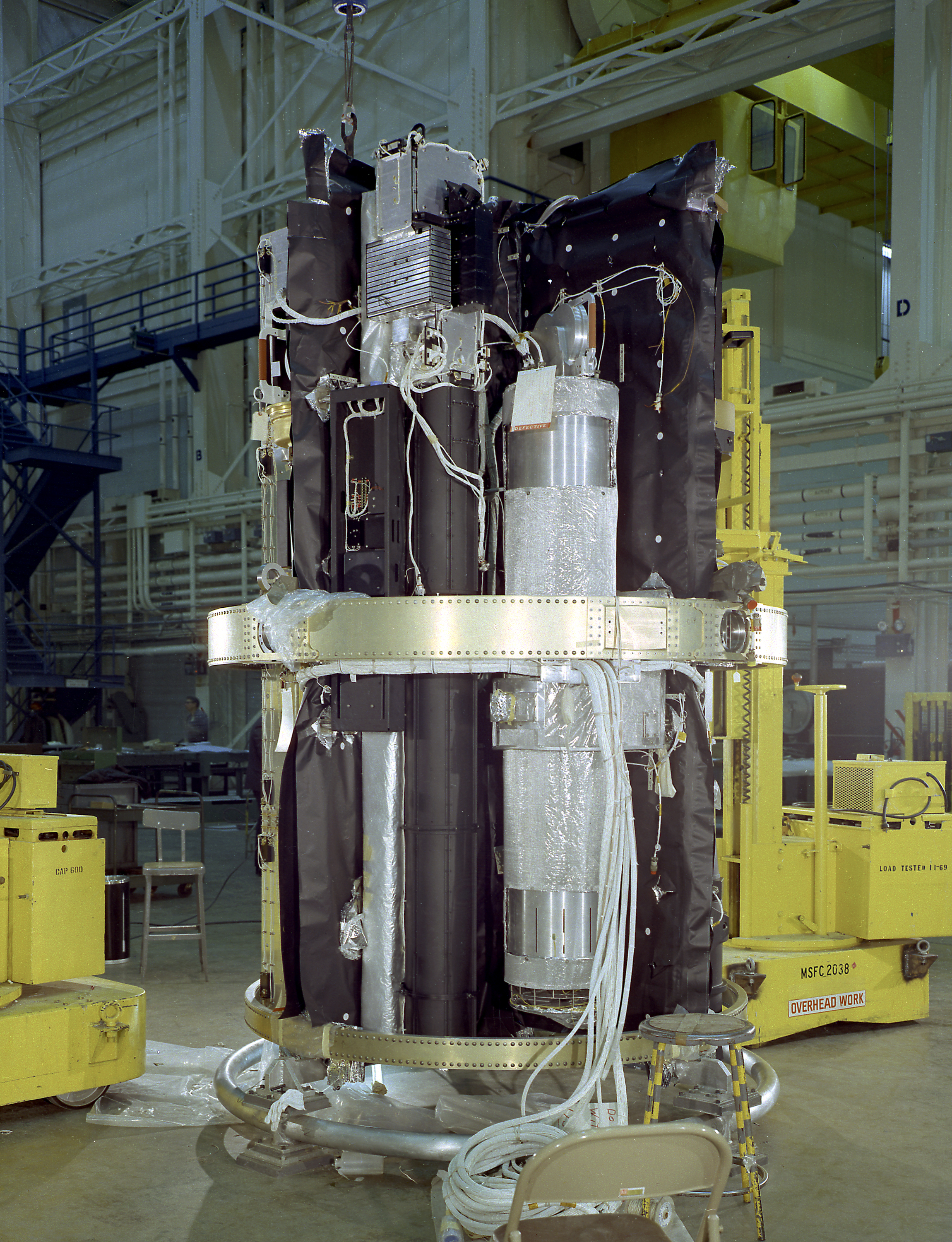
Les télescopes dans la monture qui permet de les faire pivoter.

### Vaisseau Apollo

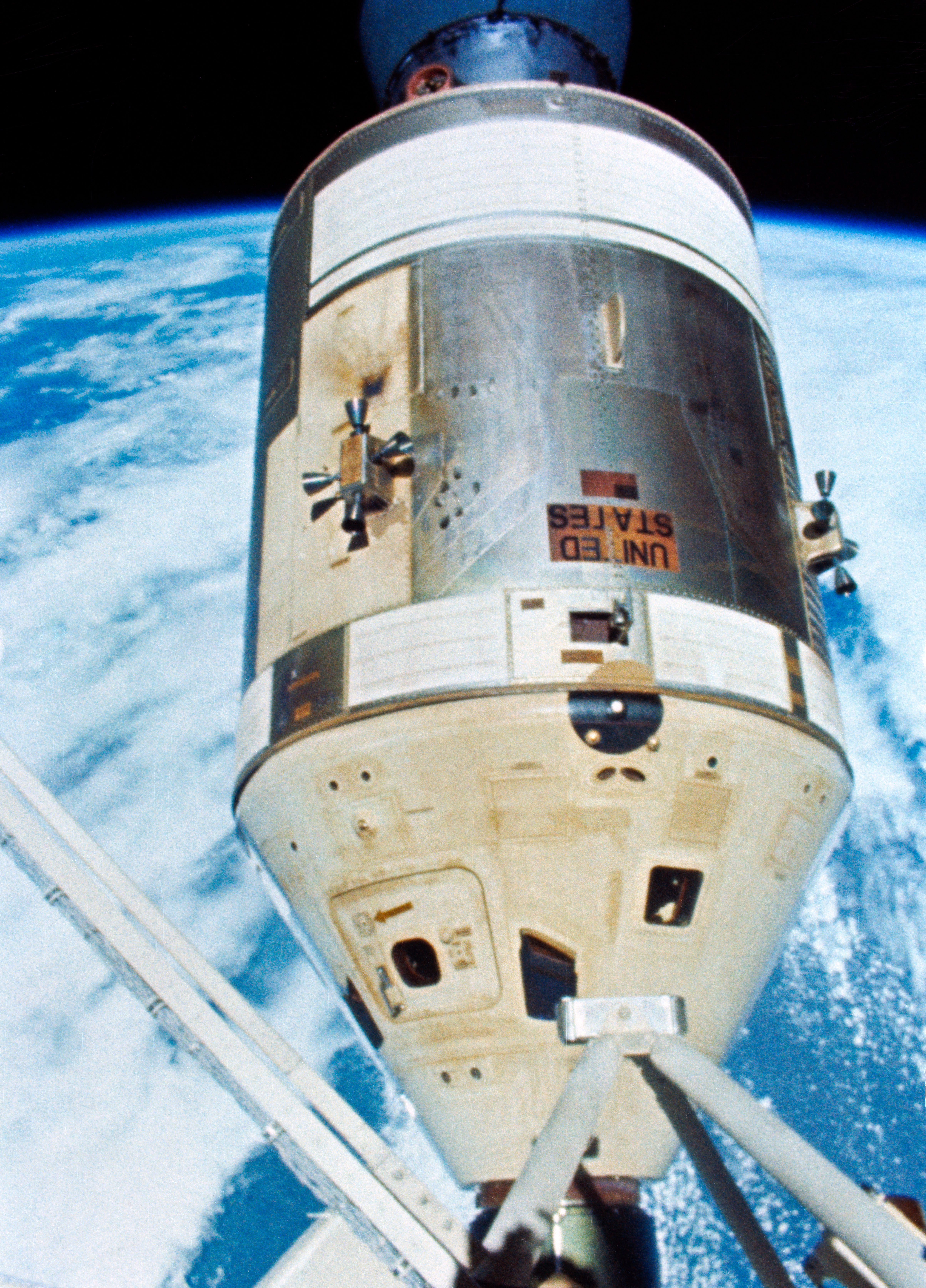
Le vaisseau Apollo amarré à Skylab photographié durant la dernière sortie extravéhiculaire de Skylab 4.

Les équipages sont amenés à la station spatiale et reviennent à Terre grâce à un vaisseau Apollo. Il s'agit d'un engin quasiment identique à celui utilisé pour les missions lunaires. Les différences portent sur les capacités plus réduites du système de support de vie et du système de production d'énergie. En effet, la durée du transit des équipages entre le sol et Skylab est bien inférieure aux 14 jours des missions lancées vers la Lune. Lorsque le vaisseau Apollo est amarré à la station spatiale, ses systèmes notamment les télécommunications sont alimentés par Skylab. Le vaisseau Apollo est lancé par une fusée Saturn IB et s'amarre manuellement à la station Skylab en utilisant un système d'amarrage identique à celui mis en œuvre pour les missions lunaires.

### Sous-systèmes de la station spatiale

#### Système de contrôle d'attitude
L'orientation de la station spatiale est généralement fixe par rapport à la direction du Soleil pour permettre d'optimiser le rendement des panneaux solaires tous situés dans le même plan. Les expériences d'observation du Soleil et surtout de télédétection des ressources terrestres nécessitent de modifier l'orientation pour pointer les instruments utilisés vers leurs cibles. La précision demandée est de 6 minutes d'arc pour les observations du Soleil et de 2° pour celles des ressources terrestres. Le système de contrôle d'orientation APCS (Attitude and Pointing Control System) a la charge de maintenir l'orientation de l'ensemble de la station spatiale, de modifier cette orientation à la demande et de maintenir la précision de pointage exigée lors de l'utilisation des télescopes. Pour déterminer les changements d'orientation de la station, ce système utilise des petits gyroscopes qui mesurent les vitesses radiales dans les trois axes. Un viseur d'étoiles capable de repérer 3 étoiles dont Canopus ainsi que des senseurs de Soleil fournissent les directions de référence. Les changements d'orientation sont réalisés par deux systèmes. Trois actionneurs gyroscopiques CMG (Control Moment Gyro) et des propulseurs à gaz froid TACS (Nitrogen Thruster Attitude Control System) expulsant de l'azote stocké sous pression. Chaque actionneur gyroscopique d'une masse de 181 kg est constitué d'un rotor de 55 cm de diamètre qui tourne à 9 000 tours par minute. Il peut être incliné sur deux axes à l'aide de moteurs électriques ce qui permet de faire pivoter par réaction la station spatiale. C'est la première fois qu'un tel dispositif est utilisé pour contrôler l'orientation d'un engin spatial. Le système TACS n'est utilisé normalement qu'exceptionnellement lorsqu'il faut désaturer les CMG, pour des manœuvres d'orientation importantes (amarrage du vaisseau Apollo, observation des ressources terrestres) ou comme système de secours.

#### Système de support-vie
Le système qui maintient l'environnement nécessaire à l'équipage est un système de support-vie ouvert, c'est-à-dire que les consommables (oxygène, eau, azote) ne sont pas recyclés mais éjectés dans l'espace. Avant l'arrivée du premier équipage à bord, le système génère une atmosphère comprenant environ 74 % d'oxygène et 26 % d'azote. La pression de 340 millibars est un tiers de celle existant au niveau de la mer, mais la quantité d'oxygène est identique en raison de sa proportion. Le contrôle de l'atmosphère est contrôlé depuis le module du sas AM où se situent également les bonbonnes dans lesquelles sont stockées les réserves de gaz qui permettent son renouvellement. Le laboratoire Skylab est lancé avec une réserve de 2 240 kg d'oxygène et 600 kg d'azote qui doit être suffisante pour l'ensemble des trois missions. L'humidité est maintenue sous un seuil de 26 % à 30 °C grâce à des condenseurs. La proportion de dioxyde de carbone est maintenue en dessous de 7 millibars à l'aide de filtres à charbon. Les trois modules sont isolés sur le plan thermique grâce à des revêtements thermiques et des couches d'isolant. Skylab comporte également des radiateurs et des systèmes d'évacuation de la chaleur passifs et actifs.

#### Système de télécommunications

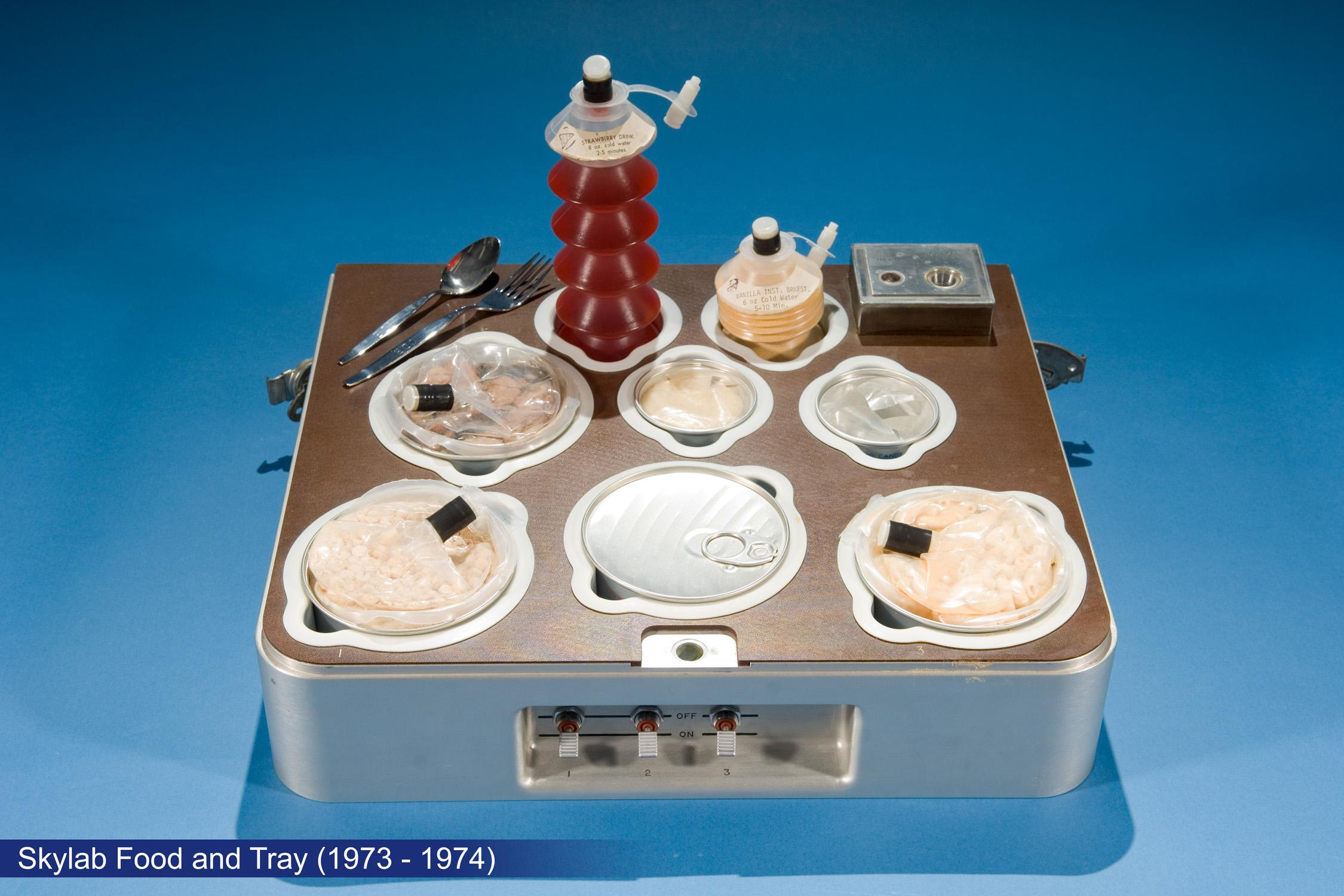
Chaque astronaute dispose dans le carré d'un plateau repas individuel avec un dispositif de distribution d'eau froide et chaude pour réhydrater les plats.

La station spatiale circule sur une orbite basse et est fréquemment hors de portée des systèmes de télécommunications terrestres. La NASA maintient durant les missions Skylab 13 stations d'émission/réception actives dont un navire et un avion. Lorsque la station spatiale survole une des stations, les échanges durent environ 6,5 minutes. Lorsque aucune station n'est à portée, les données comme les voix sont enregistrées sur des bandes magnétiques pour être restituées plus tard. Parmi les données enregistrées figurent les données télémétriques, les enregistrements vocaux de l'équipage, les données filmées par les cinq caméras du module ATM (images prises par les télescopes) et par la caméra de télévision portable embarquée à bord de Skylab. Le système de télécommunications utilise la bande S et permet de restituer 2 heures d'enregistrements en environ 5 minutes.

#### Production d'énergie
L'énergie électrique est fournie par les panneaux solaires installés d'une part sur l'atelier orbital et d'autre part sur le module ATM. Les deux ailes couvertes de panneaux solaires installées de part et d'autre de l'atelier orbital ont une superficie totale de 110 m2 et produisent 12 kW dans des conditions d'éclairage optimum. Les panneaux solaires ont à peu près la même production. Lorsque la station spatiale se trouve à l'ombre de la Terre, l'énergie est restituée par des batteries installées dans le module du sas AM qui contient également le système de distribution et de contrôle de l'énergie. Compte tenu des conditions d'éclairage effectivement subies, de l'énergie consommée par les circuits, convertisseurs, batteries, la station spatiale dispose effectivement de 8,5 kW.

#### Aménagements pour l'équipage
Skylab est lancé avec à son bord 140 jours de nourriture et de boissons pour les équipages. La nourriture est stockée sous forme lyophilisée et dans une moindre mesure dans des réfrigérateurs. Les astronautes disposent dans le carré d'une table comportant trois supports permettant de bloquer les différents récipients contenant nourriture et boisson.

## Expériences scientifiques
Pour répondre aux objectifs scientifiques qui constituent la principale raison d'être de Skylab, la station spatiale emporte 90 expériences. On trouve ainsi à l'extérieur de la station 8 télescopes consacrés à l'observation du Soleil, trois caméras pour l'observation de la Terre. À l'intérieur l'atelier orbital dispose d'un four et d'un canon à électrons permettant de faire des expériences métallurgique en apesanteur. Par contre, contrairement à la station spatiale soviétique Saliout, Skylab n'emporte aucune expérience relative à la croissance des plantes. Ces recherches, importantes dans la perspective de vols habités interplanétaires, ont été exclues lorsque le financement de la station spatiale a été consenti à condition que les objectifs soient purement tournés vers des applications terrestres.

### Observatoire solaire

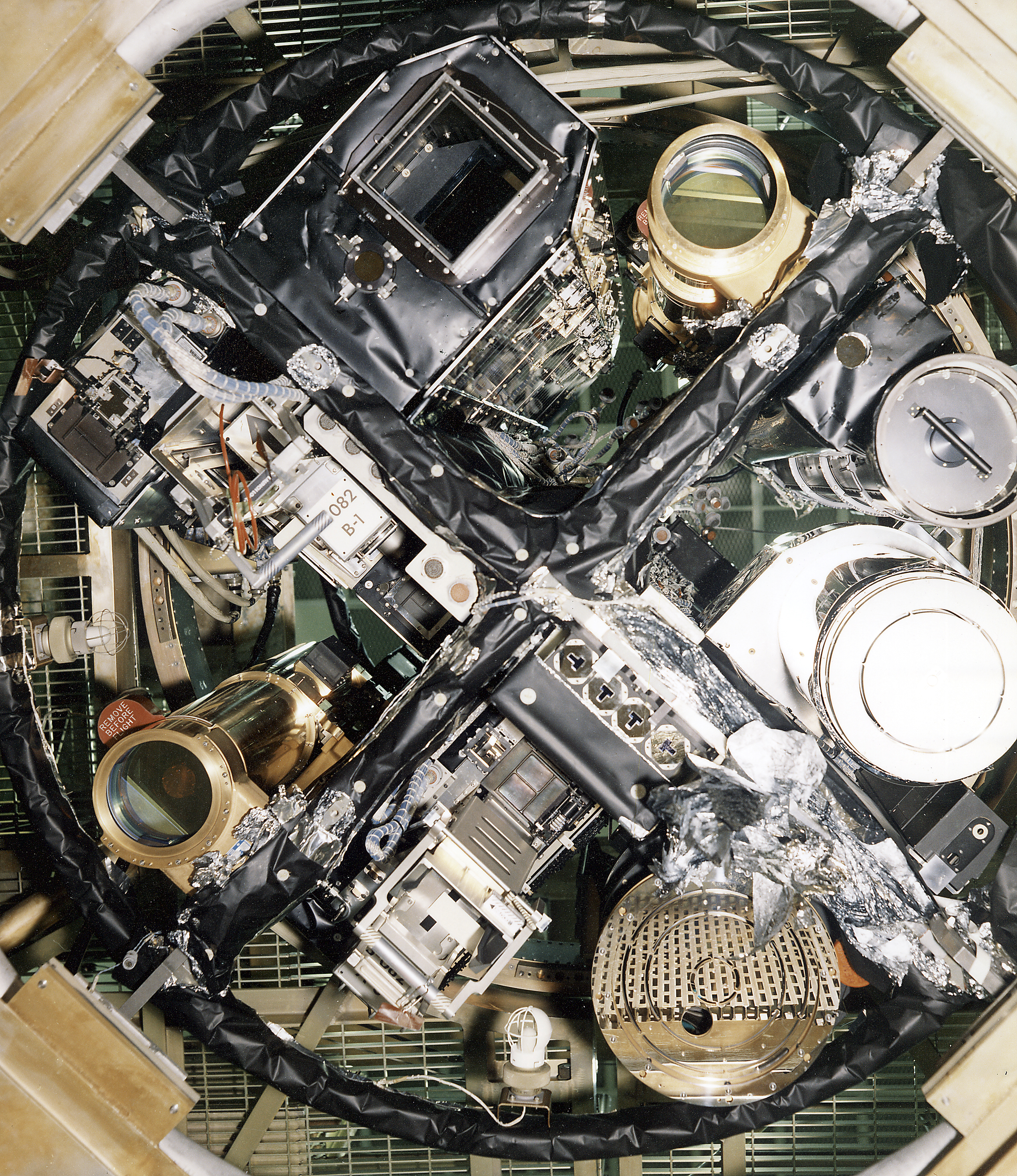
Les 8 télescopes solaires du module ATM vus du dessus.

Skylab constitue un poste d'observation particulièrement adapté à l'observation du Soleil et des phénomènes qui touchent sa surface dans des longueurs d'onde qui ne peuvent être étudiées depuis le sol car filtrées par l'atmosphère comme l'ultraviolet et les rayons X. Huit instruments situés dans le module ATM sont pointés en permanence vers le Soleil :
- un coronographe à lumière blanche qui permet de photographier la couronne solaire jusqu'à 6 rayons solaires
- un spectrographe couvrant les longueurs d'onde comprises entre 97 et 394 nanomètres
- un spectromètre-spectrohéliomètre pour les longueurs d'onde comprises entre 30 et 40 nanomètres
- un spectrohéliographe pour 16-62,5 nm
- deux télescopes rayons X couvrant les longueurs d'onde comprises entre 0,2 et 6 nm
- deux caméras observant le Soleil dans la longueur de la raie d'émission de l'hydrogène Hα (656,3 nm).

Le pupitre situé dans le module ATM permet à l'équipage d'ajuster l'orientation des instruments, de modifier leur contrôle, de visualiser à l'aide d'un écran de télévision les images enregistrées, de contrôler l'état des instruments et de déclencher l'enregistrement des images. Chacun des trois équipages comporte un scientifique dont le rôle est d'identifier les situations intéressantes ainsi que d'optimiser le réglage et le pointage des instruments. Les objectifs de ces observations sont notamment d'étudier les éruptions solaires, le développement et la morphologie des régions actives de la surface du Soleil, l'étude des phénomènes ayant une extension temporelle s'étendant en jours ou en semaines… Les travaux menés par les astronautes de Skylab sont coordonnés avec des observations effectuées depuis le sol et des lancements de fusées-sondes.

### Télédétection des ressources terrestres
L'ensemble instrumental EREP (Earth Resources Experiment Package) a pour objectif d'évaluer de nouvelles techniques de télédétection des ressources terrestres et fait suite à l'envoi par la NASA de son premier satellite d'observation des ressources terrestres Landsat 1 (ERTS-1). Cette expérience comprend six instruments :
- six caméras observant chacune dans une longueur d'onde donnée en lumière visible et infrarouge. La résolution est de 30 mètres et la largeur de zone couverte est de 161 km.
- une caméra de terrain fournissant des images à haute résolution du sol. La résolution est de 11 mètres et la fauchée est de 161 km.
- un spectromètre infrarouge fournissant des données dans les spectres visibles en infrarouge et devant permettre d'évaluer l'atténuation atmosphérique du signal. L'angle de visée peut être modifié par l'astronaute
- un scanner multispectral enregistrant les signatures spectrales du sol dans 11 bandes spectrales allant du visible à l'infrarouge therma en passant par le proche infrarouge (0,4 à 12,5 micromètres). La fauchée est de 74 km et la résolution est de 79 mètres.
- un radiomètre/scattéromètre et altimètre micro-ondes. Cet instrument mesure à la fois le rayonnement radar réfléchi et le rayonnement émis en micro-ondes. Les données restituées doivent fournir des informations sur la couverture neigeuse, l'extension des sols gelés. Il doit permettre d'établir la faisabilité de mesurer différents types de sols et de textures, la chaleur dégagée par les zones urbanisés… La zone couverte au nadir de l'instrument se trouve dans un cercle de 11,1 km de diamètre.
- un radiomètre en bande L destiné à mesurer les températures de la surface avec une largeur de prises de vue de 111 km.

Deux des astronautes de chacun des équipages ont été formés à la mise en œuvre de ces instruments. Ceux-ci utilisent des consoles installées dans le module ATM pour mettre en marche les instruments, les pointer et modifier les réglages.

### Sciences de la vie / Biologie

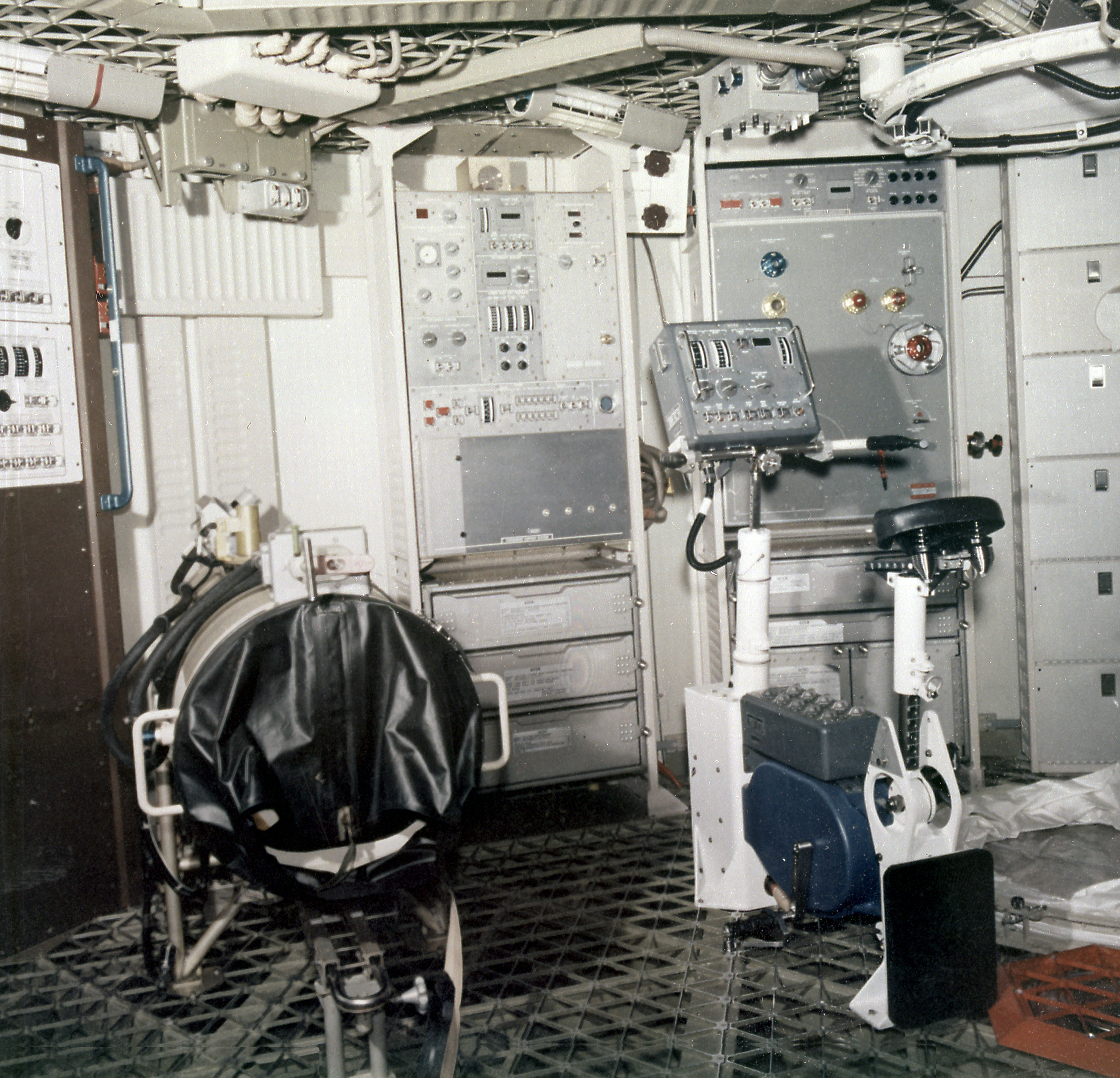
Cycloergomètre dans l'atelier orbital.

La capacité de l'homme à survivre dans l'espace sur la durée c'est-à-dire à supporter l'absence de pesanteur et le confinement puis à retrouver ses capacités une fois revenu sur Terre constitue une des principales interrogations auxquelles la station spatiale doit répondre. Jusque là les missions les plus longues, menées dans le cadre du programme Gemini et Apollo, ont duré deux semaines. Dans le cadre de ces missions seules des données biomédicales basiques avaient été collectées tels que la pression sanguine, le rythme respiratoire et la température du corps. Les analyses effectuées après les vols avaient permis de constater une perte de poids et de la masse musculaire, une décalcification des os et, après le retour sur Terre, une réduction de la capacité des vaisseaux sanguins à redistribuer le sang dans les parties du corps qui en ont besoin. Ces effets disparaissaient complètement quelques jours après le retour sur Terre dans un délai non lié à la durée du vol. Le programme Skylab permet de mener des missions sur des durées beaucoup plus longues (initialement 28 et 56 jours portée finalement à 84 jours pour Skylab-4). Les équipements embarqués à bord de la station ainsi que la disponibilité de l'équipage permettent de mener des études en profondeur continues. Les expériences sont les suivantes :
- étude de la balance minérale du corps par mesure de la nature et de la quantité de nourriture et de liquide absorbé, prise de poids quotidienne, mesure des quantités d'urine et analyse d'échantillon des urines, de sang, et de fèces qui, à cet effet, sont ramenées après déshydratation sur Terre. Plusieurs équipements à bord de la station sont installés dans cet objectif : un système de mesure du poids fonctionnant en apesanteur, un système de collecte des fèces et un autre destiné à la collecte des urines.
- étude des fonctions endocriniennes et métaboliques.
- étude de la capacité et de la rapidité avec lesquelles le système cardiovasculaire s'adapte dans un environnement sans gravité. Pour effectuer cette mesure, les astronautes introduisent leur corps dans une machine qui met en dépression la partie inférieure de celui-ci.
- étude de l'activité du cœur en apesanteur par le biais de réalisations périodiques d'électrocardiogrammes en période de repos ou durant certains exercices
- études cytogéniques du sang
- études des dispositifs immunitaire
- mesure du volume sanguin et de la durée de vie des globules rouges.
- étude du métabolisme des globules rouges
- mesure des effets spéciaux hématologiques
- étude des effets de la pesanteur sur le système vestibulaire
- étude de l'apesanteur sur le sommeil
- étude de la mobilité et de la perception du temps dans l'espace
- mesure de l'activité métabolique
- observation de l'absence de gravité sur des cultures de cellules humaines
- détermination des changements induits par l'apesanteur dans le rythme quotidien d'un mammifère (souris à poche) par l'absence de gravité.
- détermination des changements induits par l'apesanteur dans le rythme quotidien de la mouche du vinaigre de l'état larvaire à l'état adulte

### Autres expériences scientifiques
Astronomie stellaire

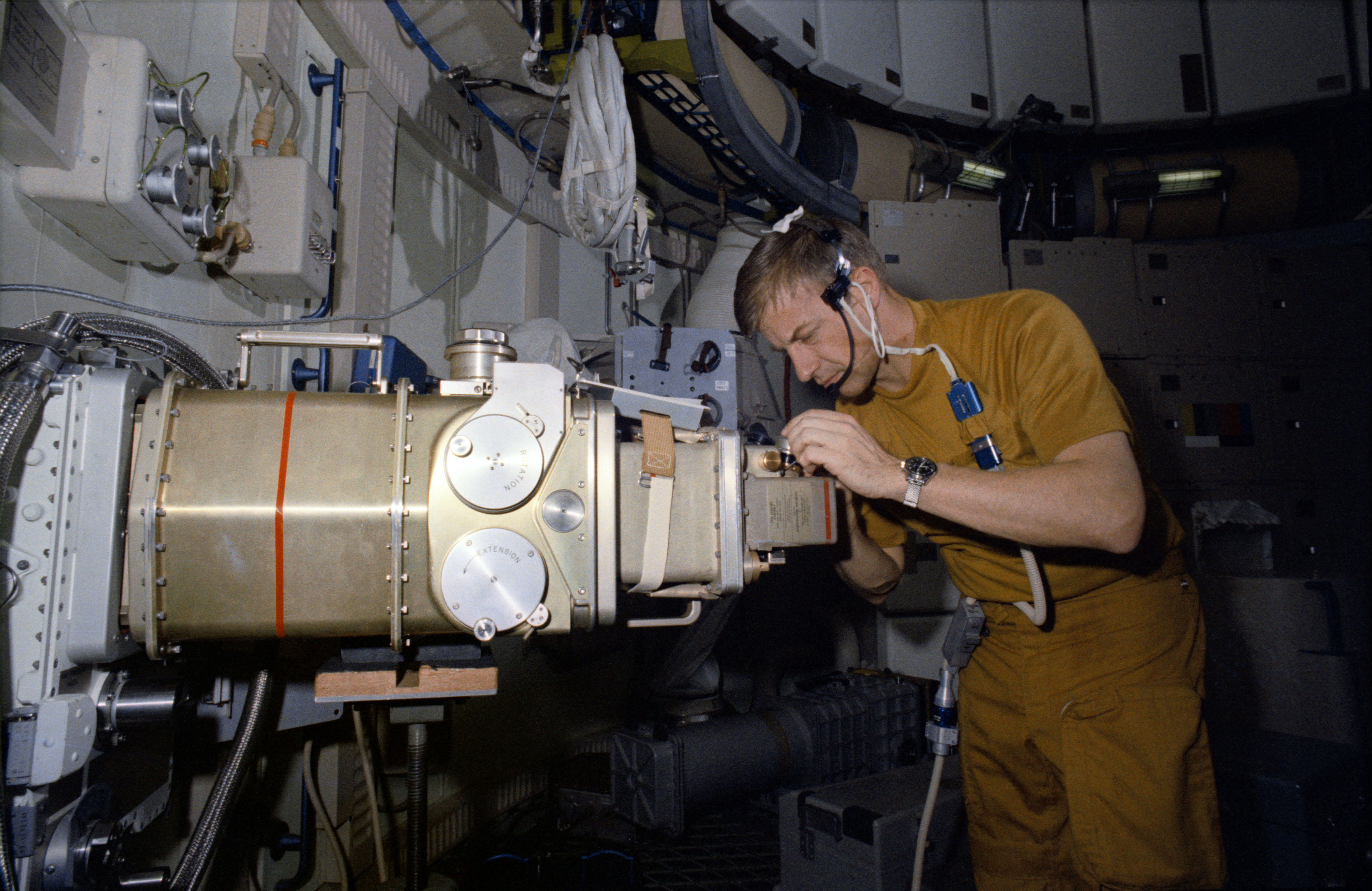
Le télescope ultraviolet monté dans l'un des deux sas scientifiques de l'atelier orbital.

L'astronomie stellaire ne représente qu'une part modeste des expériences embarquées mais ses objectifs présentent un grand intérêt. Deux instruments étudient le rayonnement ultraviolet émis par les étoiles, les nébuleuses, la poussière interstellaire et les galaxies. Les images obtenues permettent des évaluations statistiques des populations d'étoiles. Une troisième expérience enregistre le rayonnement X avec un instrument à grande ouverture qui est utilisé pour identifier les parties du ciel émettant ce type de rayonnement.
Sciences des matériaux
L'absence de pesanteur, une condition pratiquement impossible à reproduire au sol, permet de réaliser des opérations de fusion et de mélange sans les effets contaminants des contenants en supprimant les phénomènes de convection dans les liquides et les matériaux fondus ainsi qu'avec la possibilité d'utiliser les forces magnétique et électrostatique qui sont sur Terre annihilées par la pesanteur. Ce contexte ouvre des perspectives dans la réalisation de nouveaux matériaux et permet d'utiliser des nouveaux processus de fabrication.
Expériences de technologie spatiale
L'objectif de ces expériences est d'étudier les capacités de l'homme à exécuter des tâches en apesanteur et d'évaluer différents systèmes et instruments pouvant améliorer la mobilité et les conditions de travail dans ce milieu. Parmi les équipements évalués figurent plusieurs systèmes pour permettre aux astronautes de se déplacer de manière autonome dans le vide au cours de leurs sorties extravéhiculaires. Plusieurs matériaux sont exposés dans le vide pour étudier leur évolution : échantillons de surfaces optiques, revêtements thermiques. La contamination de l'environnement immédiat de la station par ses rejets (jets des moteurs, rejets liquides) est évaluée à l'aide de photographies. La dégradation de l'atmosphère interne de la station est mesurée. Les doses de rayonnement reçues par les astronautes sont mesurées. Enfin les performances des astronautes à travers différentes expériences sont évaluées.
Expériences d'étudiants
Skylab embarque 19 expériences proposées par des lycéens dans le cadre d'un projet visant à stimuler l’intérêt des scolaires pour les sciences. L'expérience la plus connue est celle consistant à étudier les toiles tissées par des araignées en apesanteur.

## Résultats scientifiques
Les tâches scientifiques des équipages de la station spatiale ont produit une énorme quantité de données avec 103 000 photographies et spectres électromagnétiques du Soleil (ainsi que 68 000 prises d'images de la caméra alpha-H), des dizaines de kilomètres d'enregistrements sur bande magnétique et 46 000 photographies des ressources terrestres et un nombre considérable de mesures médicales (pression sanguine, analyse d'urine, électrocardiogrammes...).
| Type d'expérience                        | Skylab 2 | Skylab 2 | Skylab 3  | Skylab 3 | Skylab 4  | Skylab 4 | Total     | Total  |
| ---------------------------------------- | -------- | -------- | --------- | -------- | --------- | -------- | --------- | ------ |
| Observation du Soleil                    | 117,2 h  | 29,9 %   | 305,1 h   | 28,2 %   | 519 h     | 33,2 %   | 941,3 h   | 31 %   |
| Télédétection des ressources de la Terre | 71,4 h   | 18,2 %   | 223,5 h   | 20,6 %   | 274,5 h   | 17,6 %   | 569,4 h   | 18,8 % |
| Expériences d'étudiants                  | 3,7 h    | 9 %      | 10,8 h    | 1 %      | 14,8 h    | 0,9 %    | 29,3 h    | 0,9 %  |
| Astrophysique                            | 36,6 h   | 9,4 %    | 103,8 h   | 9,6 %    | 133,8 h   | 8,5 %    | 274,2 h   | 9 %    |
| Systèmes                                 | 12,1 h   | 3,1 %    | 117,4 h   | 10,8 %   | 83 h      | 5,3 %    | 212,5 h   | 7 %    |
| Science des matériaux                    | 5,9 h    | 1,5 %    | 8,4 h     | 0,8 %    | 15,4 h    | 1 %      | 29,7 h    | 1 %    |
| Science de la vie                        | 145,3 h  | 37 %     | 312,5 h   | 29 %     | 366,7 h   | 23,5 %   | 824,5 h   | 27,2 % |
| Étude de la comète Kohoutek              | -        | -        | -         | -        | 156 h     | 10 %     | 156 h     | 5,1 %  |
| Total                                    | 392,2 h  | 100 %    | 1 081,5 h | 100 %    | 1 563,2 h | 100 %    | 3 036,9 h | 100 %  |

### Observation du Soleil

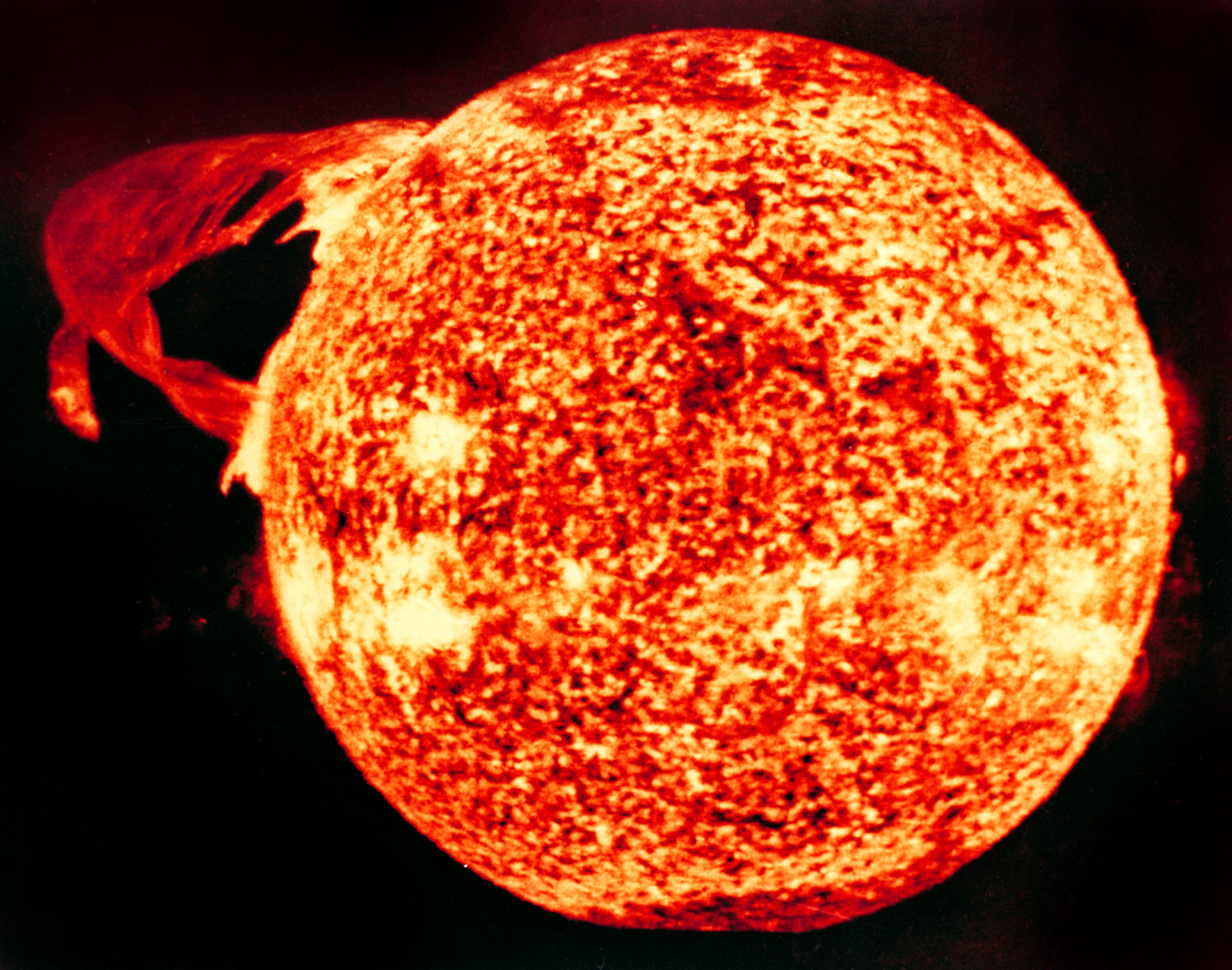
Éruption solaire photographiée par un des instruments de l'ATM.

Les résultats fournis par les instruments utilisés pour étudier le Soleil à bord de Skylab ont permis des progrès considérables dans la connaissance de l'astre. Ceux-ci ont mis en évidence des relations jusqu'à présent cachées entre les différentes couches de l'atmosphère solaire : photosphère, chromosphère… La couronne solaire a pu pour la première fois être complètement observée et non ses seules franges. Les photographies du rayonnement X émanant du Soleil ont permis de révéler les secrets des trous coronaux. Les éruptions solaires ont pu être filmées dès leur apparition grâce à la réactivité des astronautes. L'utilisation simultanée de plusieurs types d'instruments a montré que les caractéristiques de ce phénomène perceptibles en lumière visible ne sont que l'aboutissement de manifestations beaucoup plus importantes dans d'autres longueurs d'onde et se déroulant à plus grande altitude dans l'atmosphère solaire. Skylab a ainsi permis de découvrir un nouveau domaine de l'activité solaire : les éjections de masse coronale atteignent des tailles supérieures au Soleil lui-même et envoient un courant de particules au-delà des planètes. Ces manifestations n'avaient jusqu'à présent pas été identifiées.

### Résultats médicaux
Le séjour prolongé des équipages de Skylab a été mis à profit pour étudier le comportement du corps humain dans l'espace en l'absence de gravité. Sur les 9 membres des équipages de la station spatiale, cinq ont été victimes du mal de l'espace. L'analyse des cas semble prouver que la survenue du mal de l'espace est très liée aux caractéristiques de chaque individu et est difficilement prévisible. Les médicaments utilisés pour combattre le mal de l'espace ont réduit la gravité sans toutefois empêcher le mal. Tous les astronautes ont vu leur mal de l'espace disparaître au bout d'une semaine et celui-ci n'est plus réapparu durant le reste de la mission. Dans un autre domaine, l'étude de la balance de calcium des équipages a montré que le squelette des astronautes se décalcifiait progressivement. Ces résultats ont confirmé ceux obtenus dans le cadre des missions du programme Gemini. Des radiographies réalisées avant et après les vols ont confirmé la perte de substance osseuse des os supportant le poids du corps. La masse musculaire s'est atrophiée également malgré les exercices pratiqués par les astronautes. La perte de substance osseuse après un séjour de 84 jours n'a pas été jugée dangereuse et des missions de plus longue durée sont donc envisageables. Mais des dommages irrémédiables pourraient survenir après un séjour d'une durée d'un an ou plus.

## Chronologie
| Mission               | Patch | Commandant         | Pilote             | Pilote scientifique | Date de lancement             | Retour sur Terre               | Durée (jours) |
| --------------------- | ----- | ------------------ | ------------------ | ------------------- | ----------------------------- | ------------------------------ | ------------- |
| Skylab 1 SL-1         |       | Lancement inhabité | Lancement inhabité | Lancement inhabité  | 14 mai 1973 17:30:00 UTC      | 11 juillet 1979 16:37:00 UTC   |               |
| Skylab 2 SL-2 (SLM-1) |       | Charles Conrad     | Paul Weitz         | Joseph Kerwin       | 25 mai 1973 13:00:00 UTC      | 22 juin 1973 13:49:48 UTC      | 28,03         |
| Skylab 3 SL-3 (SLM-2) |       | Al Bean            | Jack Lousma        | Owen Garriott       | 28 juillet 1973 11:10:50 UTC  | 25 septembre 1973 22:19:51 UTC | 59,46         |
| Skylab 4 SL-4 (SLM-3) |       | Gerald Carr        | William Pogue      | Edward Gibson       | 16 novembre 1973 14:01:23 UTC | 8 février 1974 15:16:53 UTC    | 84,04         |